# Schönborn (Adelsgeschlecht)

Stammwappen derer von Schönborn

Die Familie der Grafen von Schönborn ist ein bis heute bestehendes Adelsgeschlecht, das ursprünglich aus dem Rheingau und Taunus stammt und in der Frühen Neuzeit viele kirchliche Würdenträger des Heiligen Römischen Reiches stellte. Die Schönborn, insbesondere ihre Kirchenfürsten, zählen zu den bedeutendsten Bauherren der Barockzeit in Süddeutschland.
Ab 1661 hatte das Geschlecht die Herrschaft Heusenstamm in Südhessen inne und ab 1671 die würzburgische Lehnsherrschaft Reichelsberg. Ab 1701 regierten die Schönborn die reichsunmittelbare Herrschaft Wiesentheid in Unterfranken, wodurch sie in den Hochadel aufstiegen. Zugleich mit Wiesentheid waren durch Erbschaft Herrschaften in der Steiermark und in Kärnten sowie bald darauf durch Kauf in Niederösterreich, ab 1726 auch in Ungarn und gegen Ende des 18. Jahrhunderts in Böhmen in den Familienbesitz gelangt.
Als Schönbornzeit wird seit dem 18. Jahrhundert und in der Kunstgeschichte das Kunstschaffen im Hochstift Würzburg zwischen dem Regierungsantritt des Fürstbischofs Johann Philipp Franz von Schönborn (1719) und dem Tod des Fürstbischofs Friedrich Karl von Schönborn (1746) bezeichnet. In diese Epoche fällt insbesondere der Bau der Würzburger Residenz.

## Ursprung

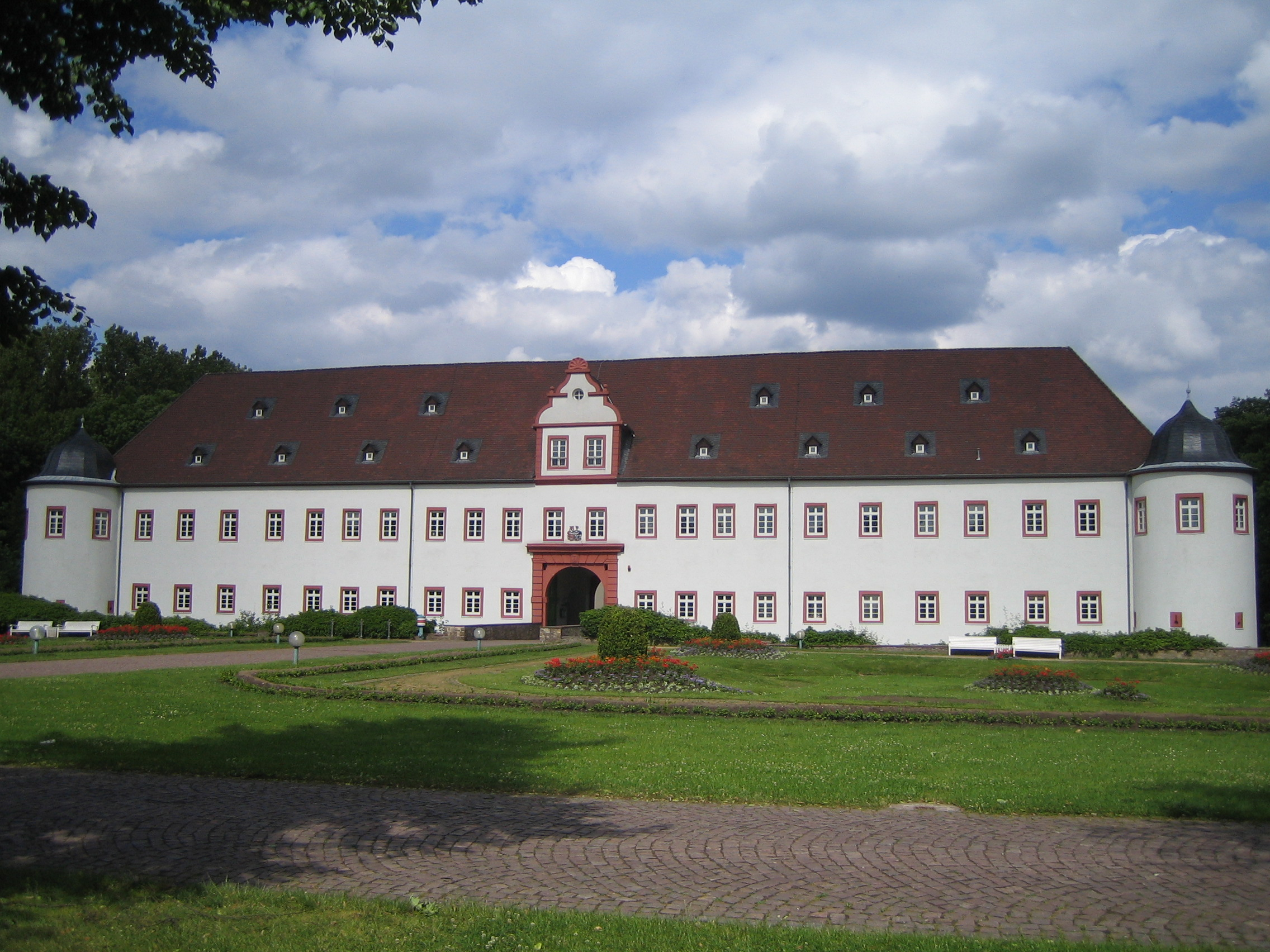
Schloss Heusenstamm (Landkreis Offenbach), erbaut ab 1661 für Philipp Erwein von Schönborn

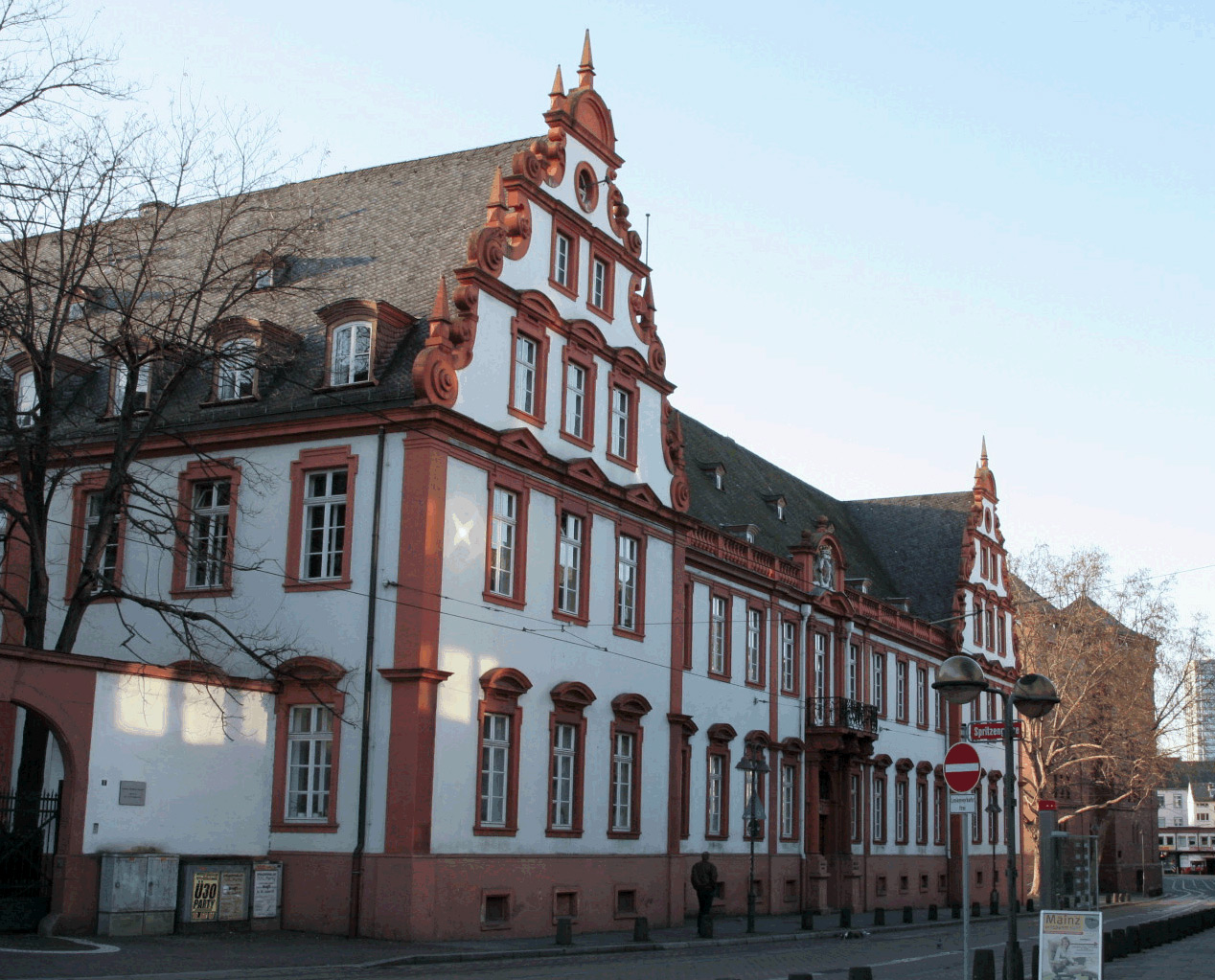
Schönborner Hof (Mainz), erbaut 1668–1670 für Philipp Erwein von Schönborn

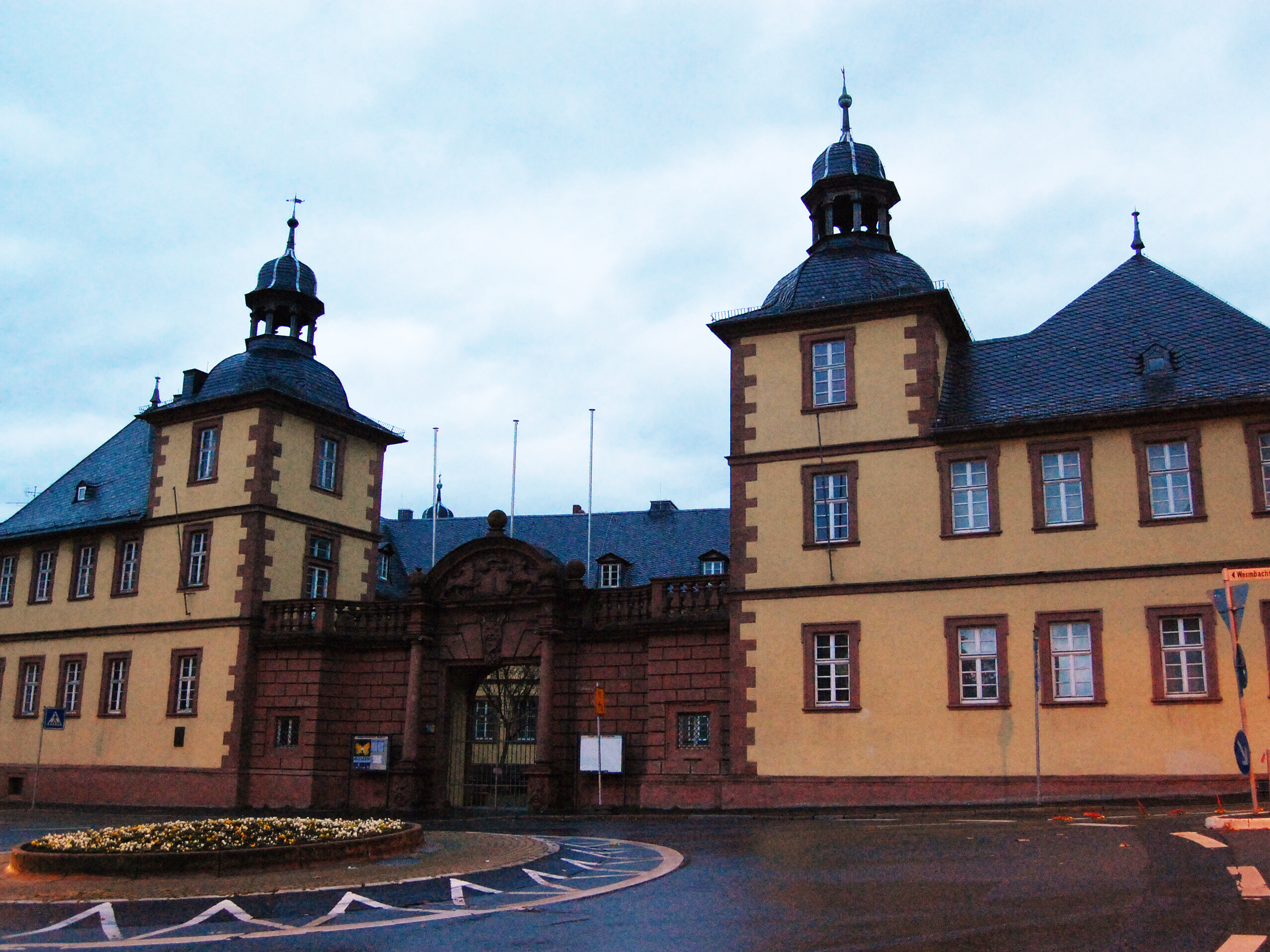
Schönborner Hof (Aschaffenburg), erbaut 1673–1681 für Melchior Friedrich Graf von Schönborn-Buchheim

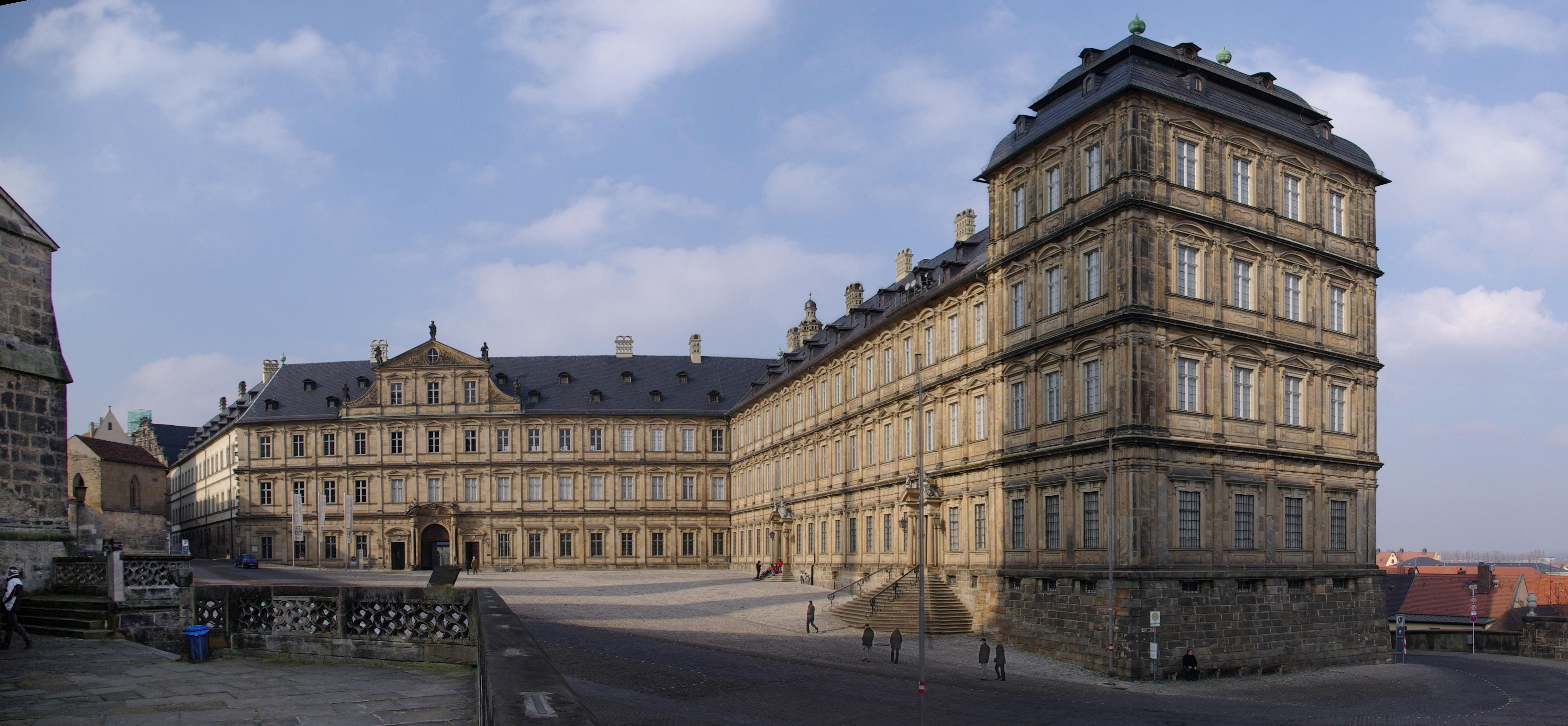
Neue Residenz (Bamberg), erbaut 1697–1703 unter Fürstbischof Lothar Franz von Schönborn

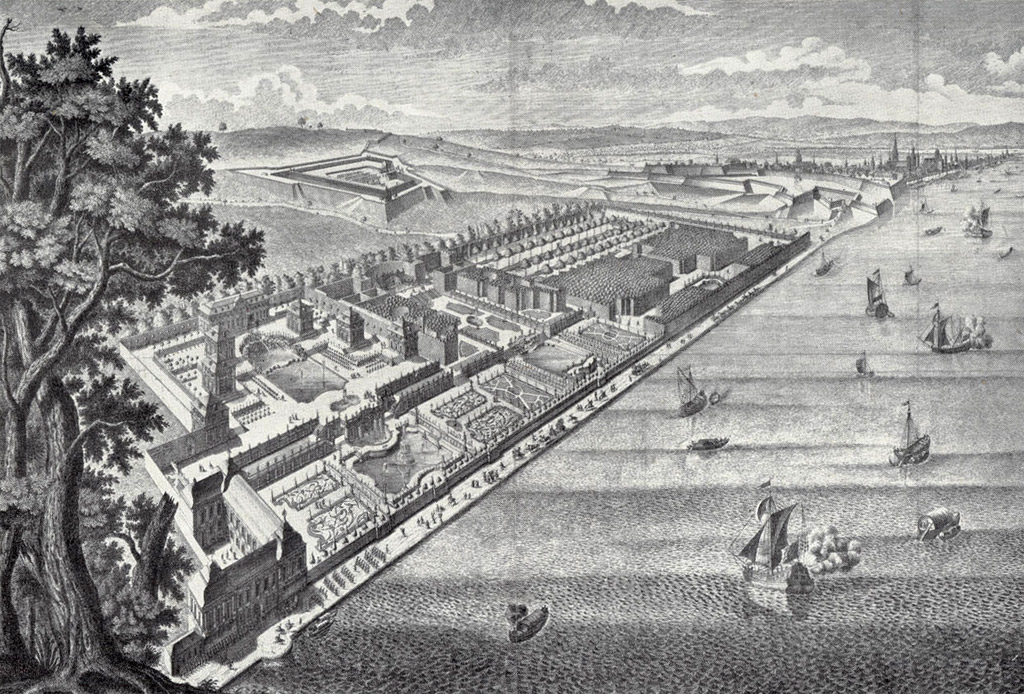
Lustschloss Favorite (Mainz), 1700–1722 erbaut für Kurfürst Lothar Franz

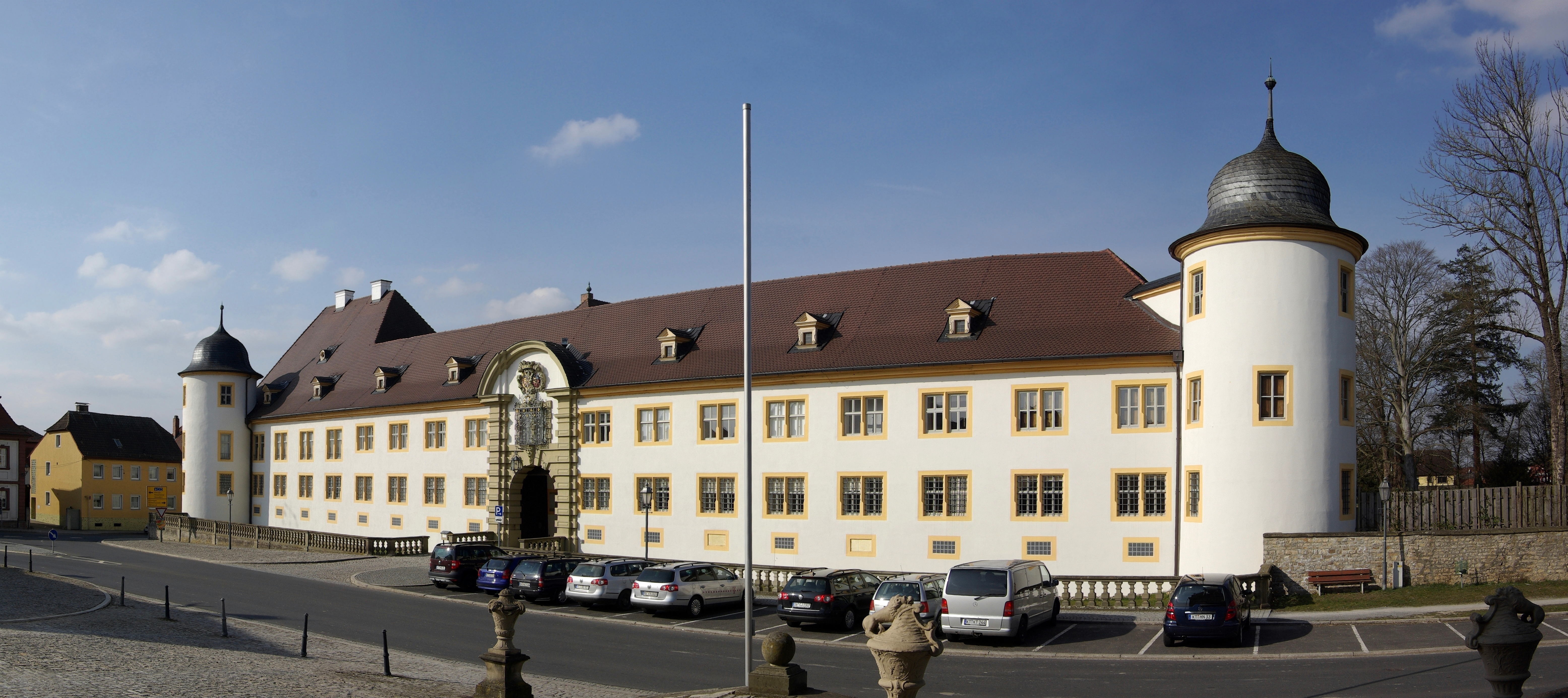
Schloss Wiesentheid, seit 1701 im Besitz der Familie, zur Residenz ausgebaut durch Rudolf Franz Erwein von Schönborn

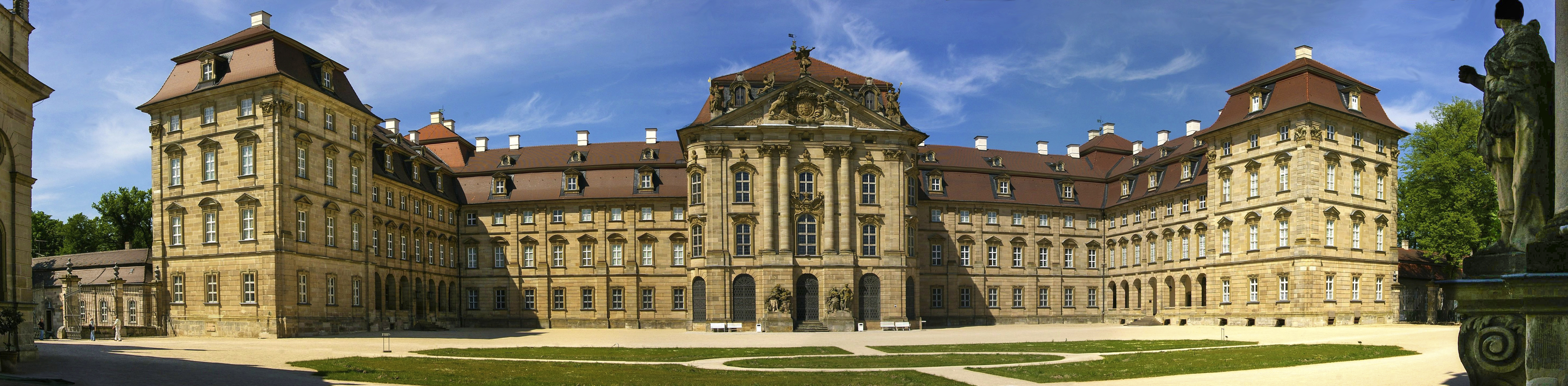
Schloss Weißenstein (Pommersfelden), seit 1711 im Besitz der Familie, erbaut 1711–1718 unter Fürstbischof Lothar Franz von Schönborn

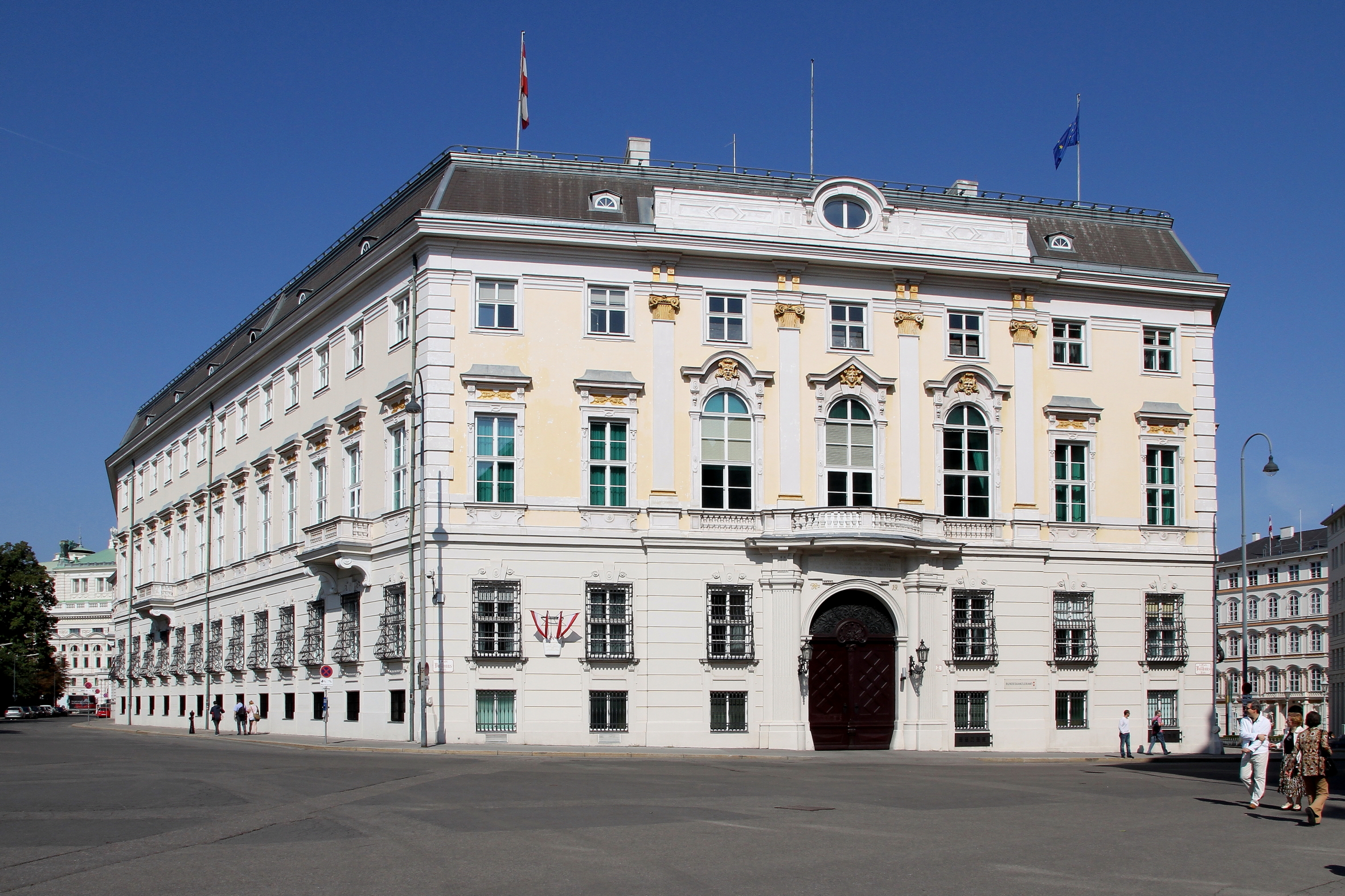
Geheime Hofkanzlei in Wien, 1717–1719 von Johann Lukas von Hildebrandt unter Reichsvizekanzler Friedrich Karl von Schönborn errichtet

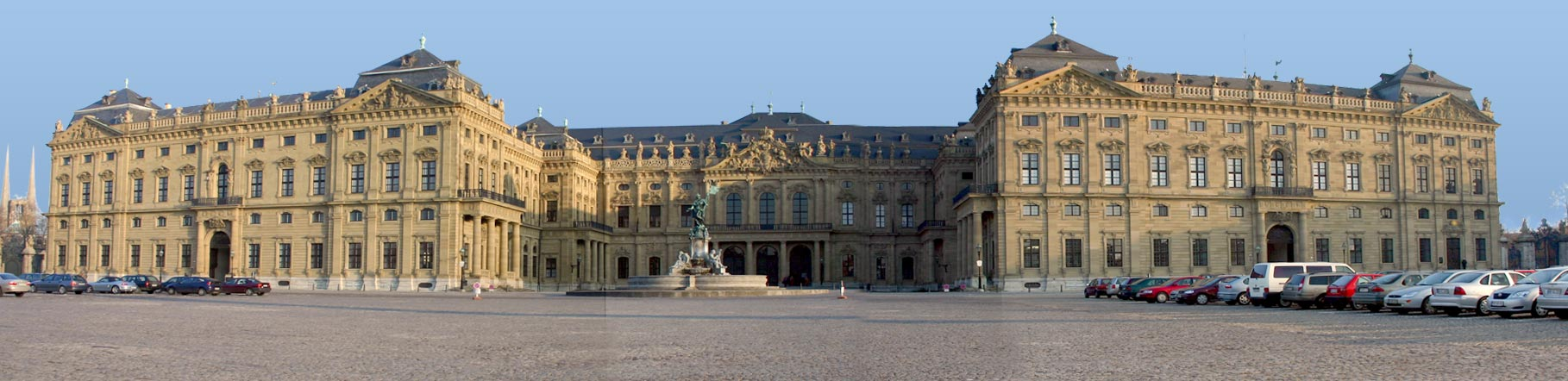
Würzburger Residenz, erbaut 1719–1744 von Balthasar Neumann für die Fürstbischöfe Johann Philipp und Friedrich Karl von Schönborn

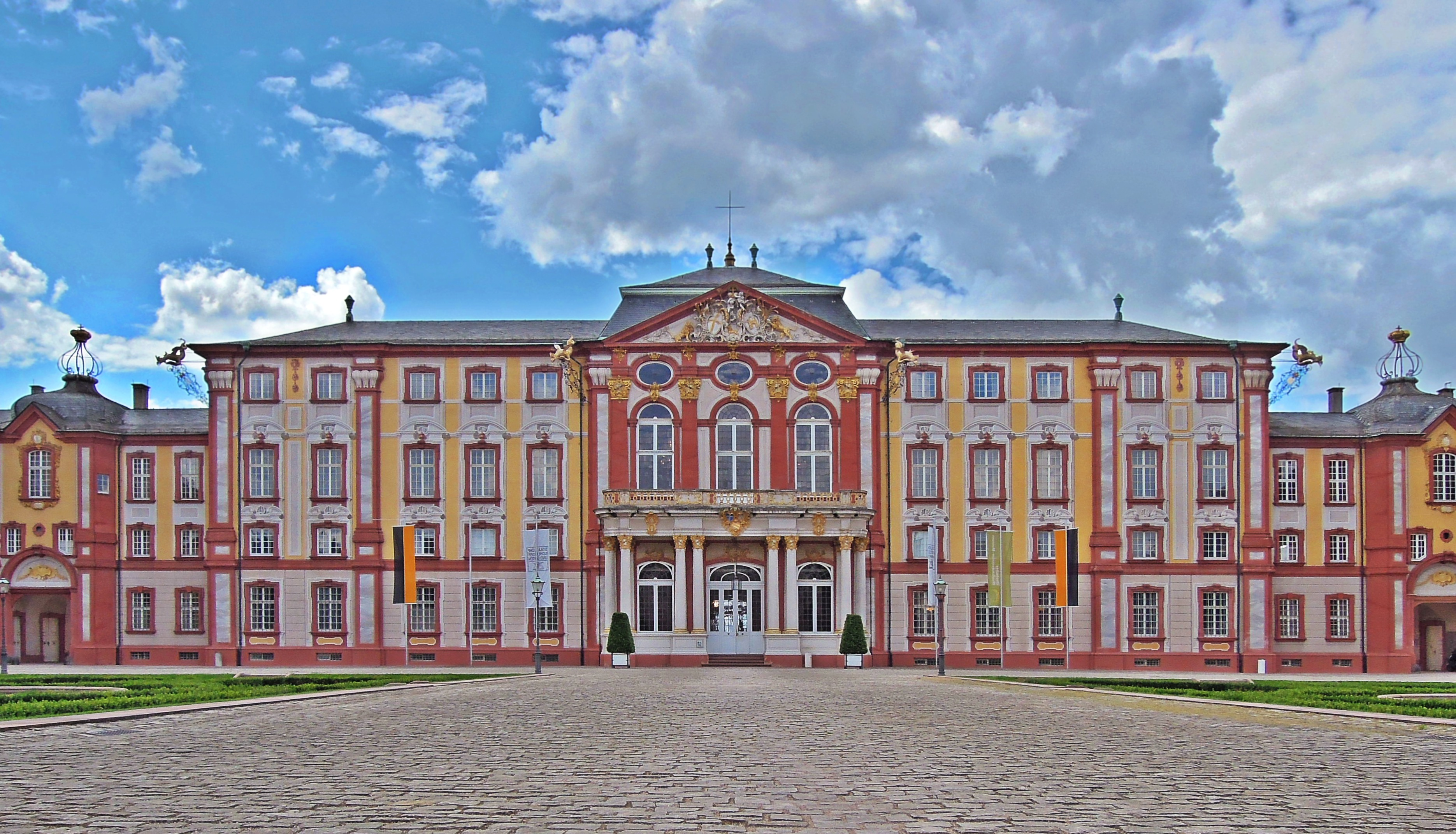
Schloss Bruchsal, erbaut ab 1720 für Damian Hugo, Fürstbischof von Speyer

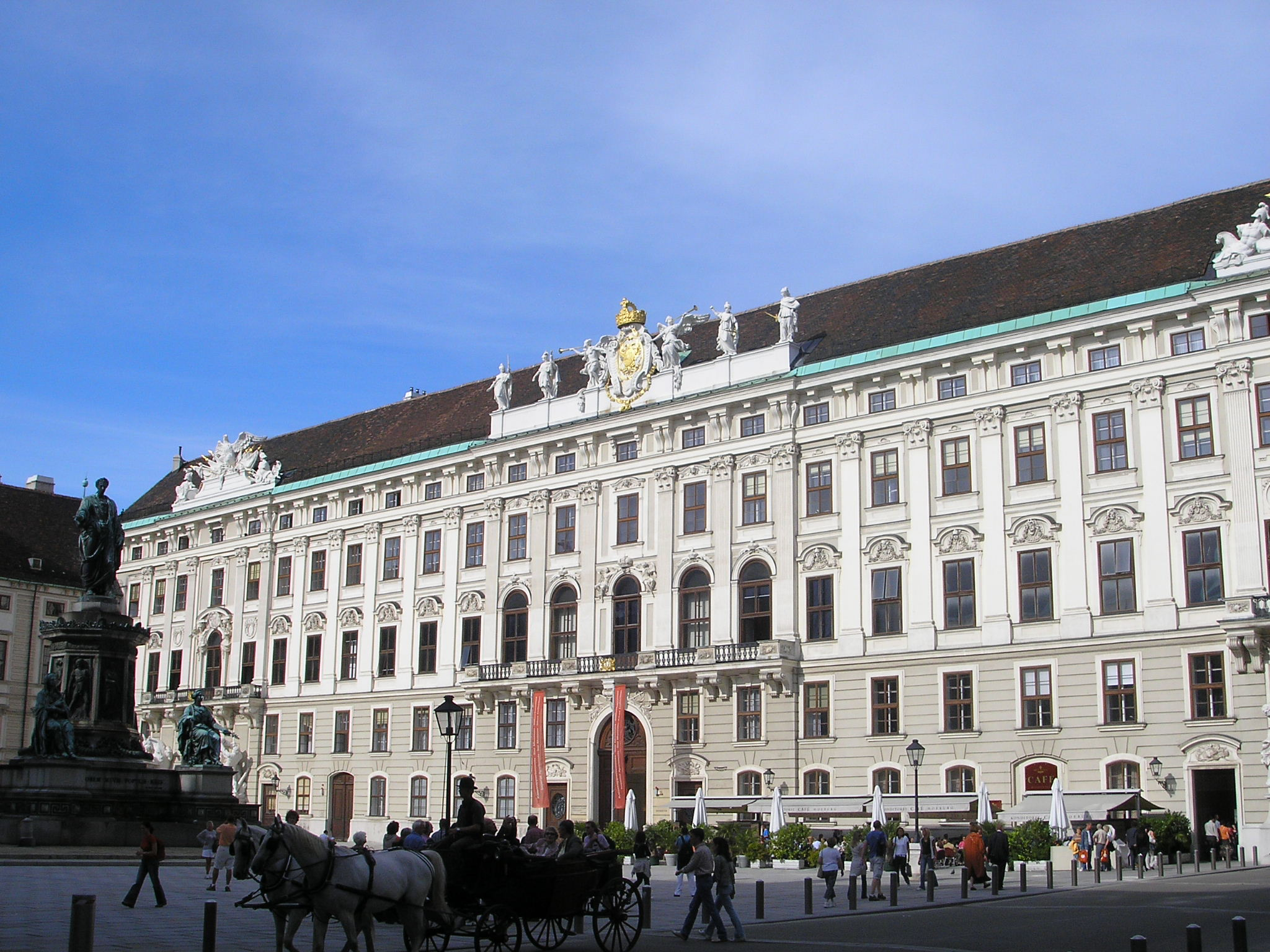
Reichshofkanzlei-Trakt der Wiener Hofburg, 1723–1730 von Lukas von Hildebrandt unter Reichsvizekanzler Friedrich Karl von Schönborn errichtet

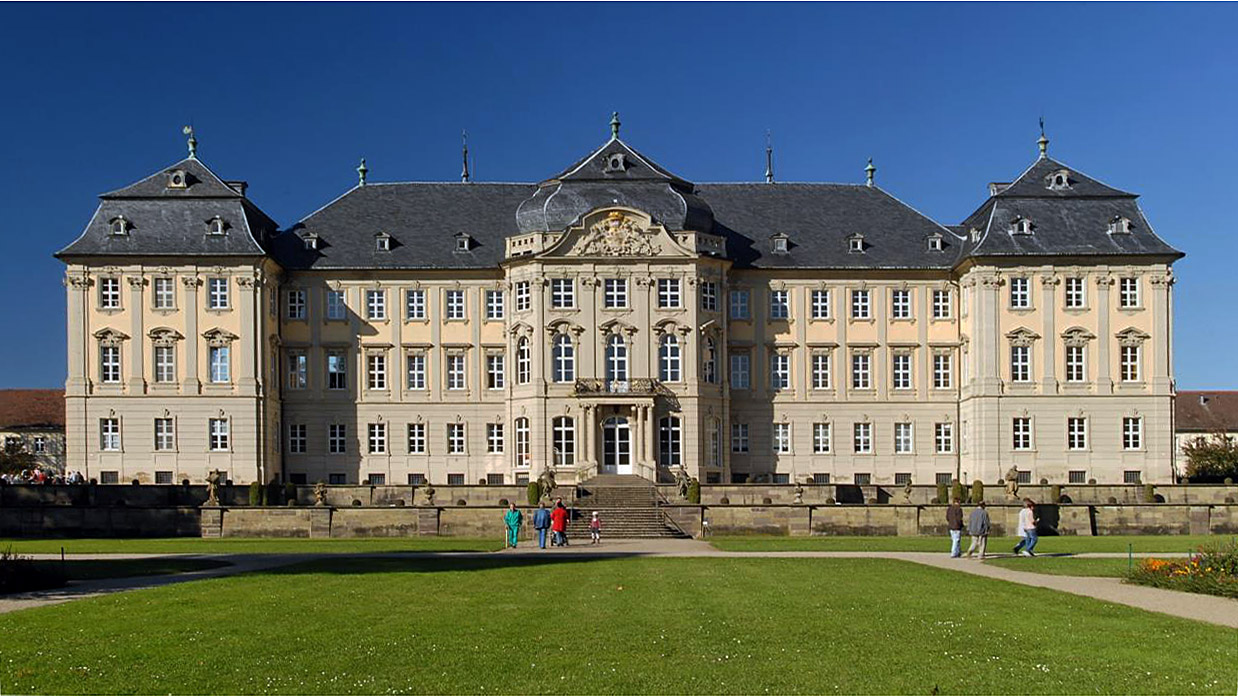
Schloss Werneck, 1733–1745 erbaut für Fürstbischof Friedrich Karl

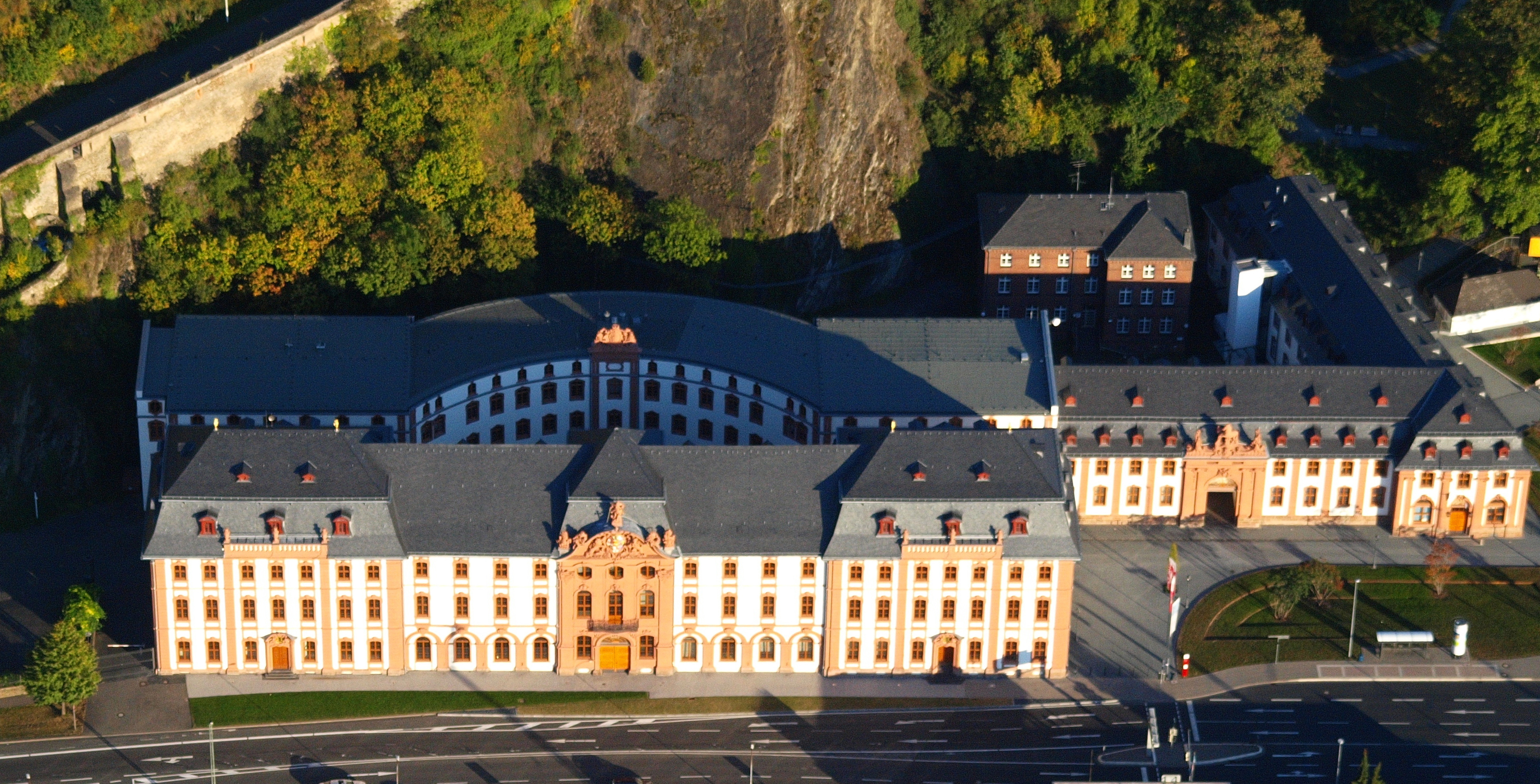
Dikasterialgebäude von Schloss Philippsburg in Koblenz, 1738–1749 von Balthasar Neumann und Johannes Seiz für den Trierer Kurfürsten Franz Georg von Schönborn errichtet

Ihren Ursprung führt die Familie auf ein Ministerialengeschlecht zurück, das bereits vor 1180 zur rheinischen Ritterschaft gehörte. Das Stammland der Familie befand sich im Rheingau (westlicher Hintertaunus) und im östlichen Hintertaunus. Der Name der Familie leitet sich von dem Ort Schönborn nahe Limburg an der Lahn ab. Erster bekannter Träger dieses Namens soll ein Ritter namens Eucharius von Schönborn gewesen sein, der in der Mitte des 12. Jahrhunderts gelebt haben soll. Allerdings ist dieser Eucharius lediglich in einer Sekundärquelle aus der Zeit um 1670 erwähnt. Urkundlich erscheint das Geschlecht bei einer Belehnung erstmals 1275 mit H. von Sconenburne. Möglicherweise waren die frühen Vorfahren der Familie als Vasallen an die Herren der Schaumburg gebunden, ihr Wappen lässt allerdings auch auf eine Verbindung zu den Grafen von Diez schließen.

## Frühe Besitzungen
Zum Ende des 14. Jahrhunderts hatten sich die Schönborn in drei Linien gespalten, von denen die „Stroß“ bald wieder erloschen war. Die ältere Linie behielt den Stammsitz Schönborn (bei Katzenelnbogen) sowie als wichtigste Lehen Burgschwalbach mit dem katzenelnbogischen Amtsschloss Burg Schwalbach und das nassauische Hahnstätten. Ihre Angehörigen erscheinen mehrfach als Inhaber von Ämtern für die Grafschaft Katzenelnbogen und Kurmainz. Zudem zeigt sich bereits eine Häufung kirchlicher Würden: mehrere Äbte, ein Großbailli des Johanniterordens und ab dem 16. Jahrhundert Domherren in Trier und Mainz. Die dritte Linie bildete einen Besitzschwerpunkt im Westerwald. Die Westerwälder Schönborn standen in den Diensten der Herrschaft Westerburg, von Kurtrier, Kurmainz, Nassau-Weilburg und der Grafschaft Wied. Zwei Unterlinien der Westerwälder bildeten sich in Laubuseschbach und Freienfels. Zahlreiche Urkunden beweisen die fortgesetzt engen Verbindungen zwischen den beiden fortbestehenden Linien, die sich bis zum Erlöschen der älteren, Hahnstätter Linie mit dem Mainzer Domherren Friedrich Georg 1640 fortsetzte.

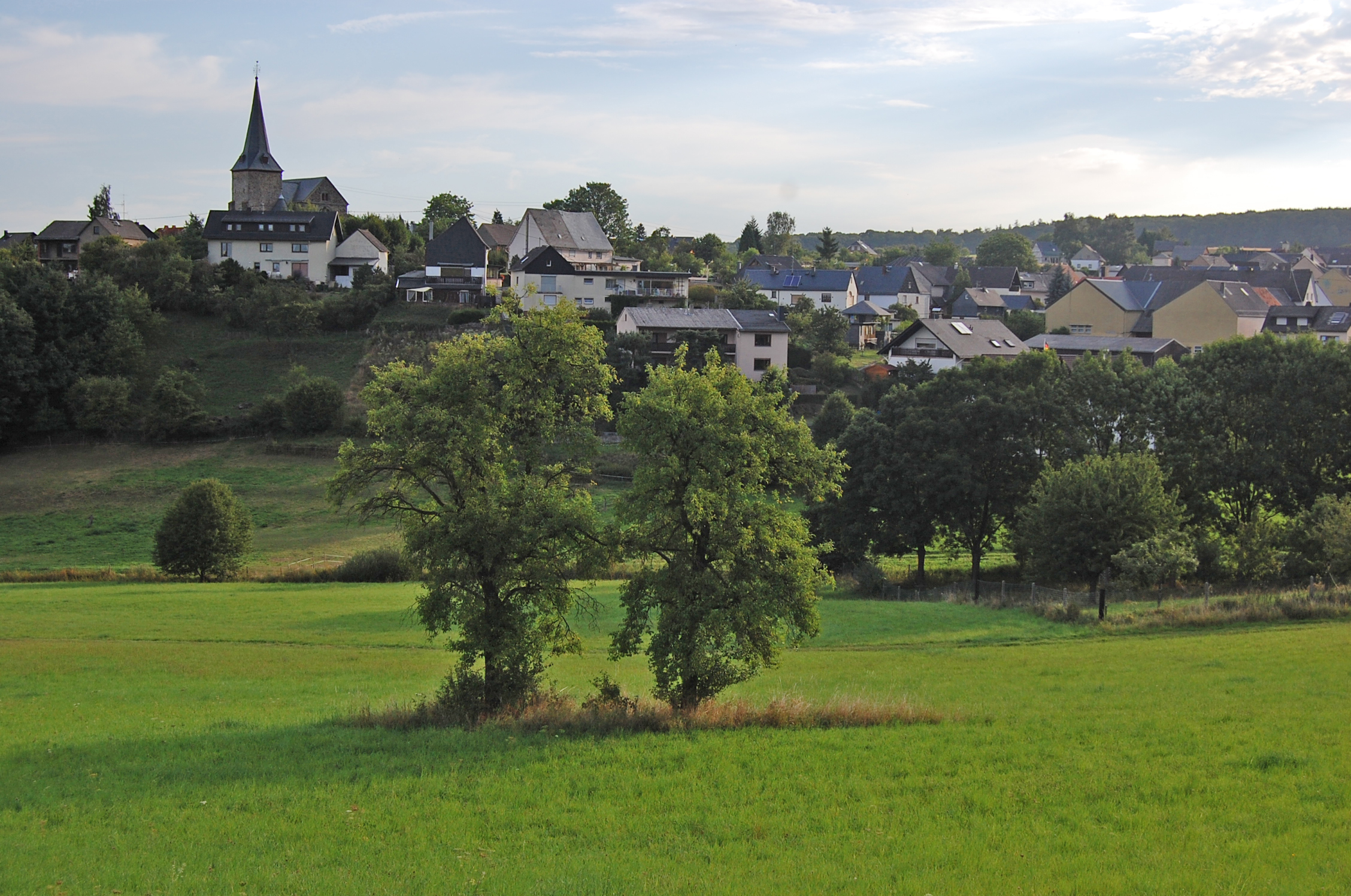
Schönborn (Rhein-Lahn-Kreis), Stammsitz
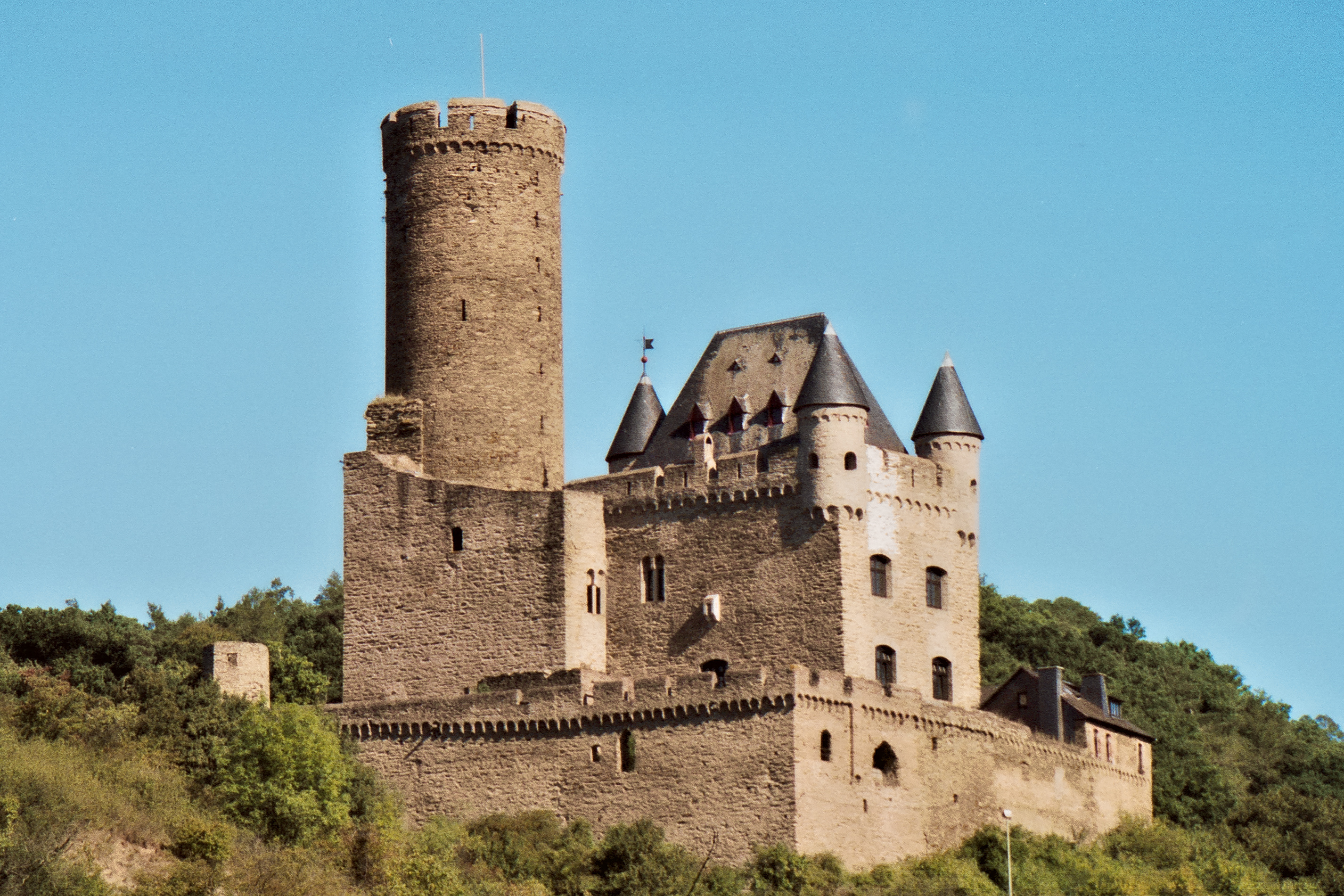
Burg Schwalbach (Rhein-Lahn-Kreis)
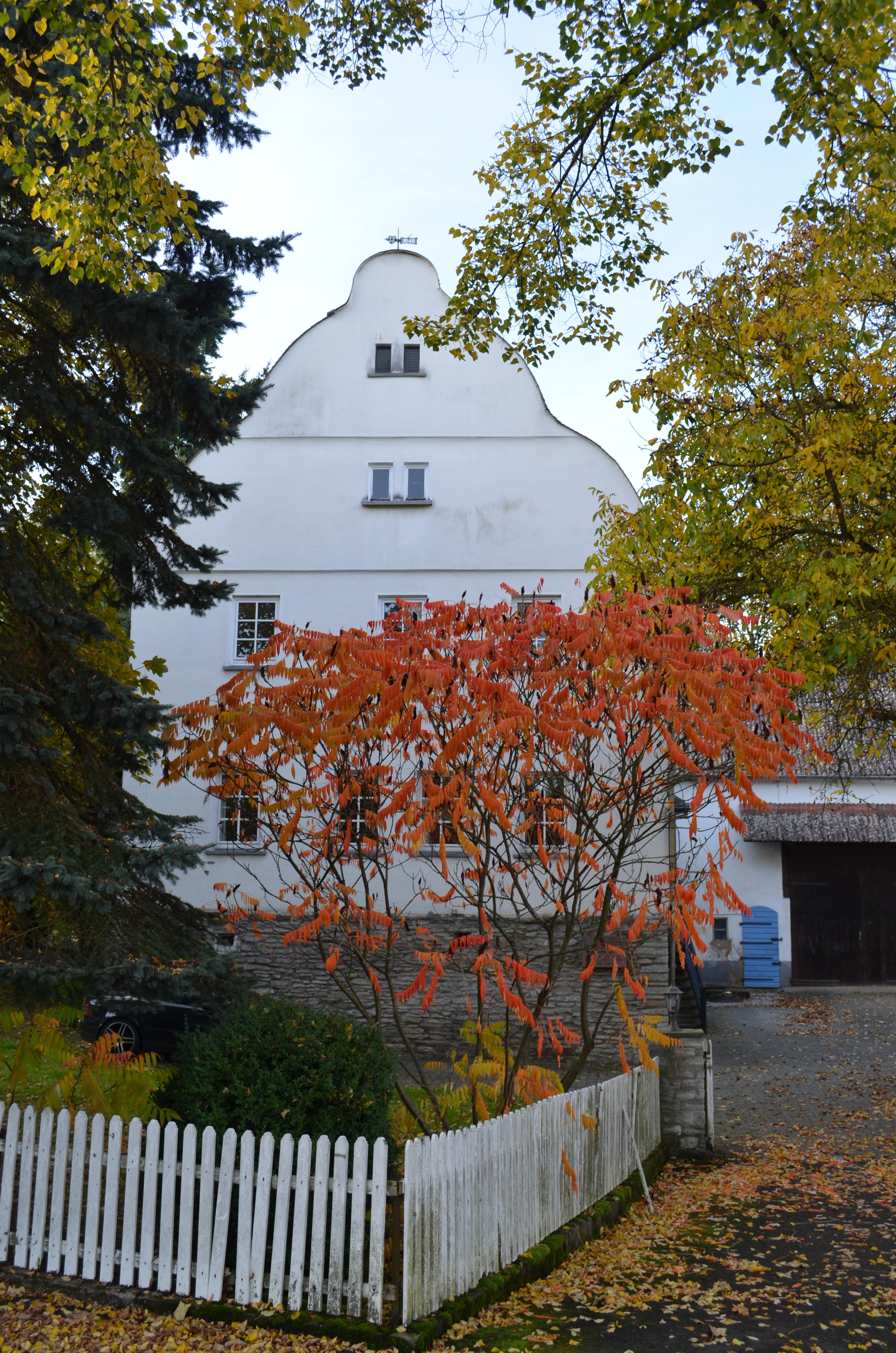
Schönbornscher Hof in Laubuseschbach, Mittelhessen
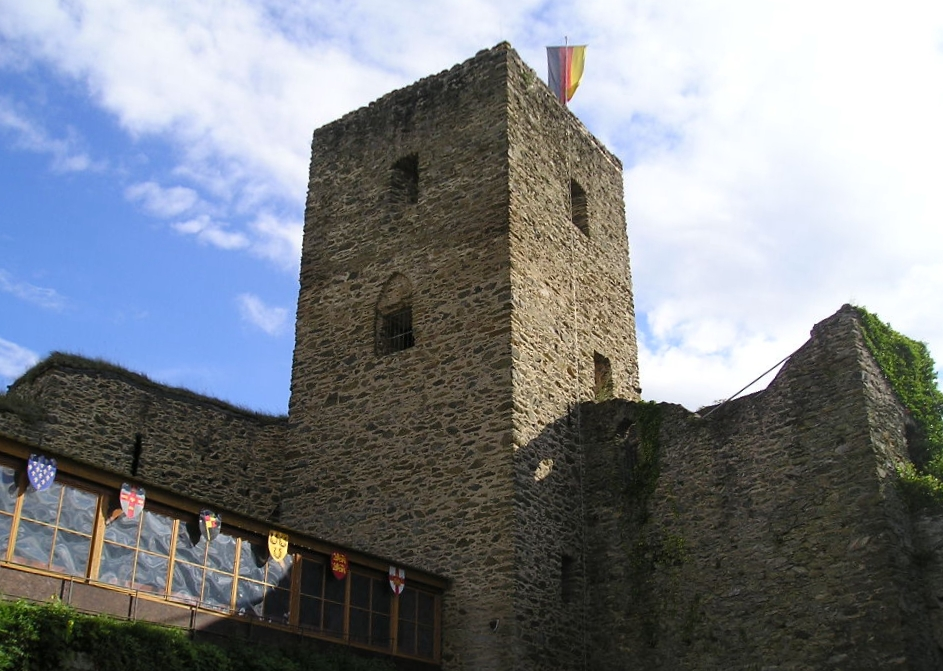
Burg Freienfels, Hessen

## Ausbreitung
Die Familie Schönborn lebte noch bis in die Mitte des 17. Jahrhunderts in ihrem Stammgebiet. Zu dieser Zeit breitete sich die Reformation im Hintertaunus aus, während viele Familienmitglieder weiterhin römisch-katholisch blieben, da die Schönborn als Stiftsadel traditionell jüngere Söhne in Domstiften unterbrachten. Ihren Aufstieg nahm die Familie mit Johann Philipp von Schönborn, der zu Anfang des Dreißigjährigen Krieges mit einer kleinen Domherrenpfründe in Würzburg begann, dann als Offizier diente und aufgrund seines diplomatischen Geschickes 1642 zum Fürstbischof von Würzburg gewählt wurde. Als solcher wirkte er maßgeblich an den Verhandlungen auf den Friedenskongressen von Münster und Osnabrück mit und wurde daher 1647 zum Erzbischof und Kurfürst von Mainz gewählt. Auch sein Bruder Philipp Erwein von Schönborn verließ seine Heimat und wurde als kurmainzischer Oberamtmann in Steinheim eingesetzt. Durch Erbschaft, Kauf und Belehnung erwarb er Ländereien und Güter beiderseits des Rheins, am Main und im Taunus, darunter 1650 Gaibach. Die Herrschaft Heusenstamm mit dazugehörenden Gütern in der Wetterau kaufte er 1661. Bereits 1663 wurden er und alle seine Nachkommen durch Kaiser Leopold I. zum edlen Panierherren und Reichsfreien ernannt. Gleichzeitig wurde ihm das große Palatinat und ausgedehnte Vorrechte verliehen. Sein Bruder ernannte ihn überdies zum Erbschenken des Erzstifts Mainz und zum Erbtruchsessen des Hochstifts Würzburg. Des Weiteren führte er die Titel Reichshofrat und kurmainzischer Geheimer Rat. 1671 erhielt die Familie wegen der Herrschaft Reichelsberg die Aufnahme in den Fränkischen Ritterkreis.
1635 heiratete Philipp Erwein die Freiin Maria Ursula von Greiffenclau-Vollraths (eine nahe Verwandte des seinerzeitigen Mainzer Kurfürst-Erzbischofs Georg Friedrich von Greiffenclau zu Vollrads), mit der er 12 Kinder hatte, darunter Lothar Franz, der 1695 Kurfürst und Erzbischof von Mainz wurde, und Melchior Friedrich Graf von Schönborn-Buchheim. Melchior Friedrich übernahm das Erbe der Herrschaft Heusenstamm. Er war kaiserlicher und kurmainzischer geheimer Rat und Vizedomus zu Aschaffenburg, verheiratet mit Sophie Freiin von Boineburg, und bewohnte den Schönborner Hof in Aschaffenburg.
Lothar Franz nahm als Mainzer Kurfürst und Reichserzkanzler eine bedeutende Rolle in der Reichspolitik ein. Er zählte zu den zuverlässigen Stützen Kaiser Karls VI., den er 1711 mitgewählt und auch gekrönt hatte. Als der Kaiser im selben Jahr im Königreich Ungarn den Aufstand des Magyarenfürsten Franz II. Rákóczi niederschlug, beschlagnahmte er dessen Ländereien rund um die Burg Palanok mit den Städten Mukatschewo und Tschynadijowo sowie 200 Dörfern mit einer Gesamtfläche von 2.400 Quadratkilometern und schenkte sie Lothar Franz von Schönborn. Dieser hatte sein Regiment Schönborn aus Mainz und das Regiment Wolfskehl aus Würzburg an die ungarische Front beordert, die entscheidend zum Sieg beigetragen hatten. Lothar Franz wollte das vom Krieg zerstörte Land wieder kultivieren und warb mit verlockenden Angeboten um Siedler aus dem Frankenland. Es handelte sich um einen der größten Besitze in Osteuropa, der bis ins 20. Jahrhundert im Besitz der Familie blieb.
Melchior Friedrich hatte eine Reihe von Söhnen, Rudolf Franz Erwein (1677–1754) erbte Gaibach und das Palais in Aschaffenburg. Durch seine Heirat mit der verwitweten Gräfin Eleonore von Dernbach, geborene Gräfin von Hatzfeld, kamen 1701 der Besitz der Grafschaft Wiesentheid in Unterfranken (bis heute) sowie die Herrschaft Arnfels in der Steiermark (bis 1912) und die Herrschaft Waldenstein in Kärnten (bis 1803) an die Schönborn. Die Gräfin hatte diese Besitzungen von ihrem ersten Mann geerbt.
Rudolfs jüngerer Bruder Anselm Franz (1681–1726) erbte die Herrschaft Heusenstamm, das Anfang des 19. Jahrhunderts von seinen Nachfahren an den Wiesentheider Zweig fiel. Die anderen vier Söhne Melchior Friedrichs wurden Fürstbischöfe mit großen Einnahmequellen: Johann Philipp in Würzburg, Friedrich Karl in Würzburg und Bamberg, Franz Georg in Trier und Worms und Damian Hugo in Speyer und Konstanz.
Friedrich Karl verbrachte die meiste Zeit seines Lebens in Wien, wo ihn sein Onkel Lothar Franz als Reichsvizekanzler eingesetzt hatte und er erheblichen Einfluss am Hof ausübte, auch noch nachdem er zum Fürstbischof von Bamberg und Würzburg gewählt war. Er betätigte sich in Wien auch als Bauherr und erwarb mehrere Palais und Landgüter, darunter 1710 von den (bald darauf erloschenen) Grafen von Puchheim (oder Buchheim) die Herrschaften Göllersdorf, Mühlberg und Aspersdorf (mit denen zunächst nominell sein Vater belehnt wurde) sowie 1714 die Herrschaft Weyerburg. Die Familie wurde daraufhin auch in den österreichischen Adel aufgenommen. 1727 erbte er von seinem Onkel Lothar Franz das Schloss Pommersfelden sowie die ungarischen Besitzungen. Allerdings gelang es ihm nicht, als dessen Nachfolger zum Mainzer Kurfürst-Erzbischof gewählt zu werden.
Ende des 18. Jahrhunderts begründeten drei Brüder, Urenkel Rudolf Franz Erweins, die drei bis heute bestehenden Linien der Familie: Franz Philipp (1768–1841) die Linie Schönborn-Buchheim in Österreich, Franz Erwein (1776–1840) die fränkische Linie Schönborn-Wiesentheid und Friedrich (1781–1849) die böhmische Linie Schönborn in Prag. Graf Hugo Damian auf Wiesentheid usw. erwarb 1794 zudem einen Fideikommiss in Böhmen: Unter-Lukawitz (Dolní Lukavice) mit 18 Dörfern, Přeštice und Žehrovice mit 3 Dörfern und Příchovice mit 6 Dörfern. Da er kinderlos war, setzte sein in Gaibach lebender Bruder Klemens (1810–1877) die Wiesentheider Linie fort. Die böhmische Linie mit Sitz im Palais Schönborn (Prag) (1794 bis 1918), erwarb 1796 zudem die Burg Skalka, die bis 1945 in ihrem Besitz blieb.
Hohen Einfluss erlangte die Familie über etliche Generationen in der katholischen Kirche. Im Jahre 1743 waren Söhne der Familie gleichzeitig Fürstbischöfe von Bamberg, Würzburg, Konstanz, Speyer und Worms, ein weiterer saß auf dem Trierer Erzstuhl – und auf dem (zuvor bereits von zwei Schönborns besetzten) Erzstuhl von Mainz saß mit Johann Friedrich Karl von Ostein ein enger Verwandter der Familie. Auch im 19. und 20./21. Jahrhundert stellte das Haus Schönborn je einen Kardinal-Erzbischof von Prag und Wien.

## Aufstieg der Schönborn und Leistungen als Bauherren
Der Begründer der Schönborn’schen Hausmacht war Johann Philipp (1605–1673), der als Bischof von Würzburg und Worms sowie als Erzbischof von Mainz, damit auch als Kurfürst und Erzkanzler des Reiches, als erster hochbedeutende geistliche Würden erlangte. Vor allem wegen seiner hervorragenden Rolle auf den Friedenskongressen von Münster und Osnabrück wurde er, seit 1642 bereits würzburgischer Bischof, am 19. November 1647 vom Mainzer Domkapitel zum Erzbischof gewählt. Zu dieser Zeit drohten die Schönborns in der männlichen Linie auszusterben, er und sein Bruder Philipp Erwein waren die letzten männlichen Namensträger. Sich dessen bewusst, beschlossen die beiden Brüder folgendes Vorgehen: Der ältere, klug und mit diplomatischem Geschick, strebte hohe geistliche Würden an, die nicht nur für politischen Einfluss sorgten, sondern auch durch Einkommen und Pfründen den Lebensunterhalt der Familie sicherten. Philipp Erwein seinerseits heiratete standesgemäß und setzte zwölf Kinder in die Welt – sieben Töchter und fünf Söhne. Durch weltliche Ämter, Weinanbau und Vergrößerung des Grundbesitzes untermauerte er den Aufbau des Familienvermögens. Die Söhne Philipp Erweins wurden in einem klar formulierten Leistungs- und Moralethos erzogen, damit sie durch Protektion des Onkels wiederum in geistliche Ämter eintreten konnten. Die Töchter verheiratete man in angesehene Adelsgeschlechter. Der gewagte politische und gesellschaftliche Aufbau des Verwandtschaftsnetzwerkes funktionierte so erfolgreich, dass die Neffen der zweiten und dritten Schönborn-Generation, trotz der beträchtlichen Konkurrenz aus dem hohen katholischen Adel, viele wichtige geistliche Ämter des Reiches erlangten. Zwar mussten sie sich durch Leistung und Erfolg beweisen, hatten aber bei ihrem Aufstieg weniger Verpflichtungen und Abhängigkeiten als viele Rivalen aus dem eingesessenen rheinisch-fränkischen Stiftsadel.
Diesen politischen und gesellschaftlichen Einfluss und den daraus resultierenden Machtanspruch suchten die Schönborns in einer Zeit des beginnenden Wandels vom Absolutismus zur Aufklärung zu manifestieren: in Kultur, Bildung und Architektur. Als Kinder des katholischen Barock blickten sie politisch zum Habsburger Kaiserhaus, in der Repräsentation aber vor allem nach Versailles. Hatte Kurfürst Johann Philipp nach dem Ende des Dreißigjährigen Krieges noch vor allem Sicherheitsfragen im Blick und baute zwischen 1655 und 1675 die Festung Mainz mit 16 Bastionen, die einen sternförmigen Gürtel um Mainz bildeten, und der Zitadelle Mainz als Kommandantur sowie in Erfurt die Zitadelle Petersberg, so konnte sich sein Neffe, Kurfürst Lothar Franz, mehr auf Repräsentationsbauten verlegen, obwohl auch er während des Spanischen Erbfolgekrieges den Festungsbaumeister Johann Maximilian von Welsch einen zweiten Festungsring mit fünf weit vorgeschobenen Forts um die Stadt Mainz errichten ließ (1710–1730). Doch Welsch wurde auch mit dem Bau des Lustschlosses Favorite bei Mainz beauftragt (1700–1722) und erweiterte die Kurmainzische Statthalterei in Erfurt zu einer Vierflügelanlage (1713–1720), Johann Baptist Ferolski errichtete 1721–1729 das Mainzer Rochusspital. Vor allem aber wurden die Brüder Dientzenhofer zu Lothar Franz’ Hofarchitekten: Leonhard Dientzenhofer entwarf 1697–1703 die Neue Residenz Bamberg sowie mehrere Klöster, Johann Dientzenhofer 1711–1718 Schloss Weißenstein in Pommersfelden, letzteres als privaten Landsitz, der bis heute den Grafen Schönborn aus Wiesentheid gehört (Dort kann auch Lothar Franz’ Bibliothek besichtigt werden sowie die größte private Barockgemäldesammlung Deutschlands mit über 600 Exponaten, darunter Gemälde von van Dyck, Rubens, Brueghel, Giordano, Tizian, Artemisia Gentileschi und Dürer). Zu den bedeutendsten, an der Gestaltung Würzburger Gebäude mitwirkenden Plastikern der Schönbornzeit gehören der Stuckateur Antonio Giuseppe Bossi und der Bildhauer Johann Wolfgang van der Auwera.

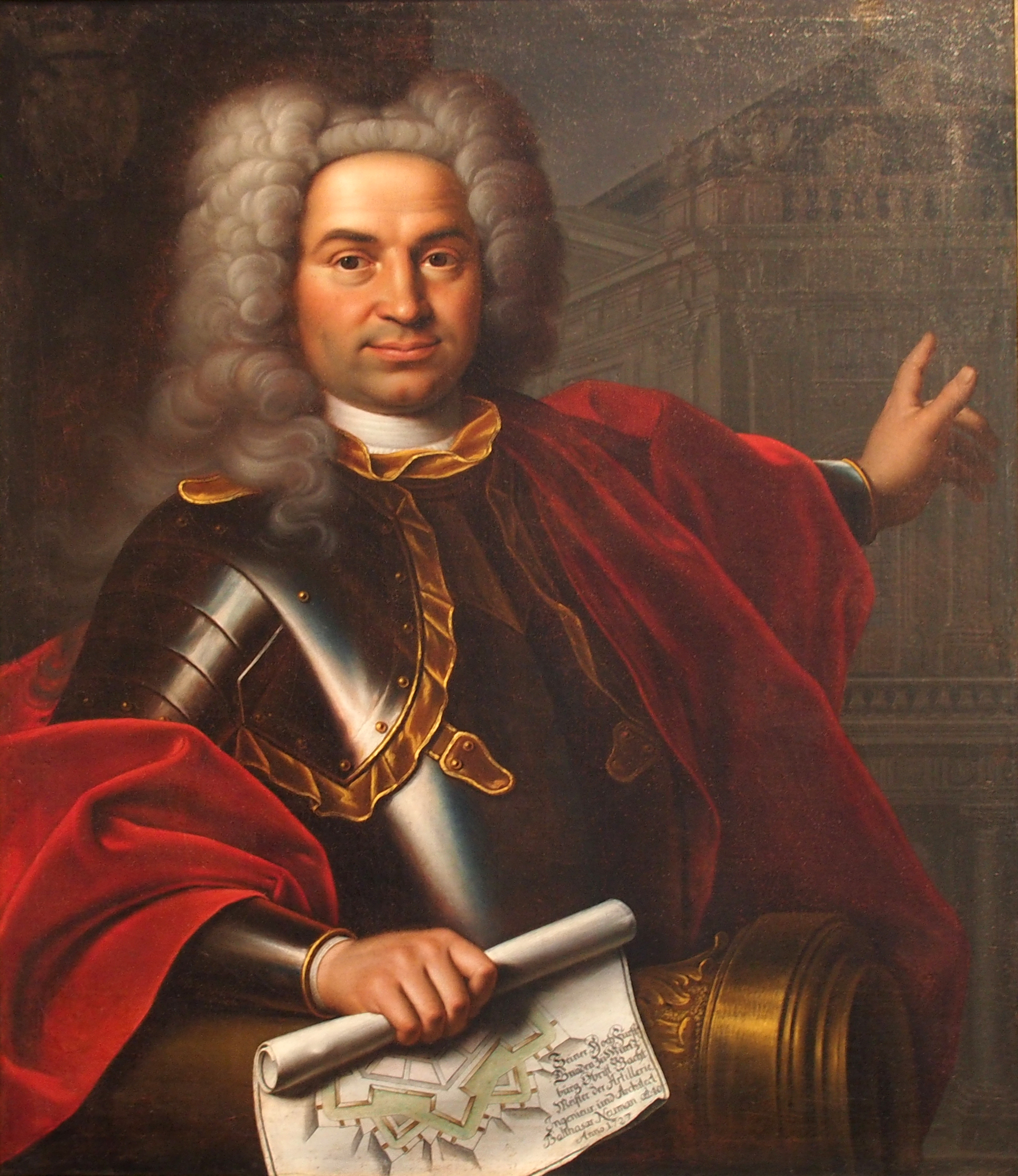
Balthasar Neumann (1687–1753), Baumeister für vier Schönborn-Bischöfe

1719 wurde Lothar Franz’ Neffe Johann Philipp Franz zum Fürstbischof von Würzburg gewählt, womit die dortige Schönbornzeit begann. Er ernannte den Ingenieur und Architekten Balthasar Neumann zum Baudirektor und bedachte ihn 1720 mit dem Bau der Würzburger Residenz, die zu seinem großen Lebenswerk wurde. Ihm assistierten Johann Dientzenhofer sowie der Festungs- und Schlossbaumeister von Mainz und Bamberg, Maximilian von Welsch, ferner Johann Lucas von Hildebrandt, der Baumeister von Johann Phillip Franz’ Bruder Friedrich Karl, dem seinerzeitigen Reichsvizekanzler in Wien. 
Friedrich Karl hatte bereits in seiner Wiener Zeit Lucas von Hildebrandt damit beauftragt, das Gartenpalais Schönborn, den Umbau des Palais Schönborn-Batthyány und die Geheime Hof- und Staatskanzlei (das heutige Bundeskanzleramt) zu errichten, von 1723–1730 auch den Reichshofkanzlei-Trakt der Wiener Hofburg, ferner den Blauen Hof in Laxenburg sowie Schloss und Kirche zu Göllersdorf. Er war außerdem Bauherr oder Renovierer von rund 100 Kirchenbauten, darunter der Abtei Münsterschwarzach. Der jüngste Bruder aus der dritten Generation, Franz Georg, erbaute ab 1734 die Kirche St. Paulin in Trier, die er aus eigenen Mitteln finanzierte, durch Christian Kretzschmar, mit Innenausstattung von Balthasar Neumann. Von diesem ließ er auch die St. Laurentiuskirche auf seinem Sommersitz in Dirmstein errichten, ferner erweiterte er nach Neumanns Plänen das Schloss Philippsburg in Koblenz um den Dikasterialbau sowie die Abtei Prüm um neue Abteigebäude, barockisierte das Schloss ob Ellwangen und baute in Kesselheim das Jagdschloss Schönbornslust.
Neue kritische Forschungsergebnisse zum ansonsten als nahezu beispiellos und ungebremst stilisierten Aufstieg der Familie von Schönborn stellte allerdings 2013 der fränkische Historiker Andreas Flurschütz da Cruz in einem Aufsatz dar, der eine Auseinandersetzung innerhalb des fränkischen und österreichischen Adels von 1716, in die auch das Kaiserhaus involviert wurde, zur Grundlage dafür macht, dass der Familie von Schönborn die Bitte um die Aufnahme in den Reichsfürstenstand 1717 vom Reichsoberhaupt abgeschlagen wurde – ein Detail in der Familiengeschichte, das die äußerst umfangreiche Schönbornforschung bisher vernachlässigt zu haben scheint.

## Einzelnachweise

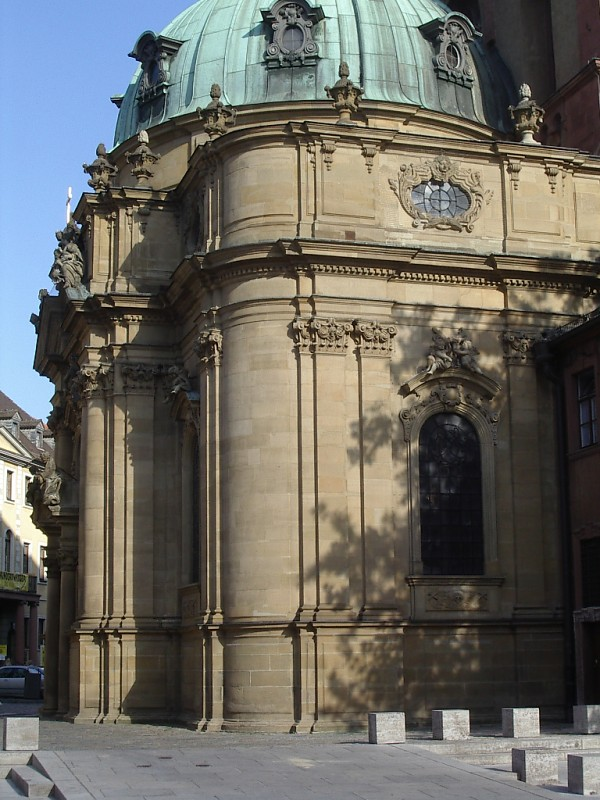
Schönbornkapelle am Dom St. Kilian in Würzburg, Grablege der Schönborn

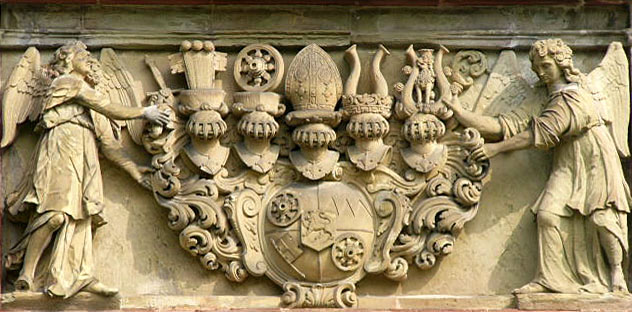
Gemehrtes fürstbischöfliches Wappen an einem Tor der Festung Marienberg

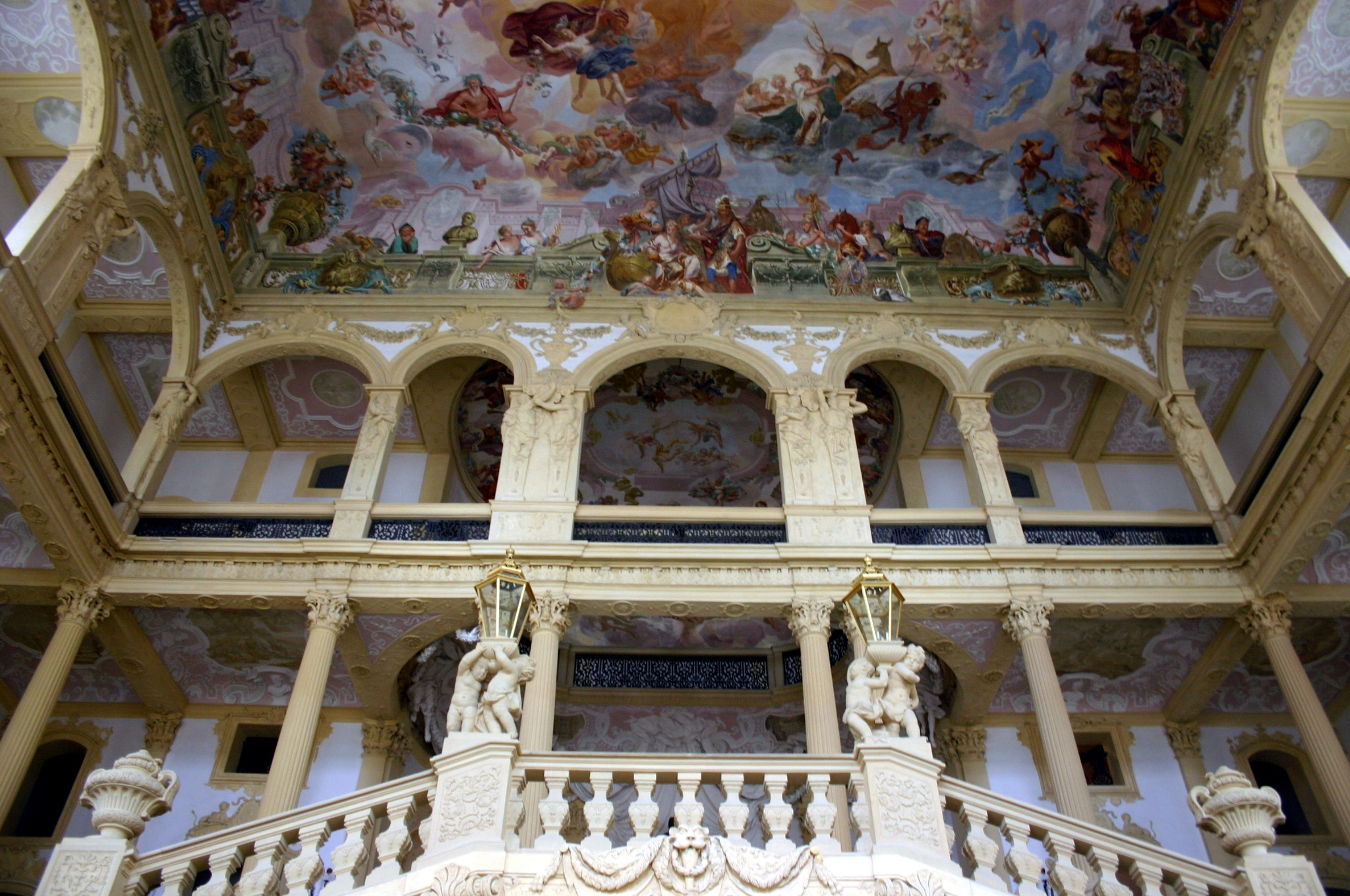
Treppenhaus in Pommersfelden
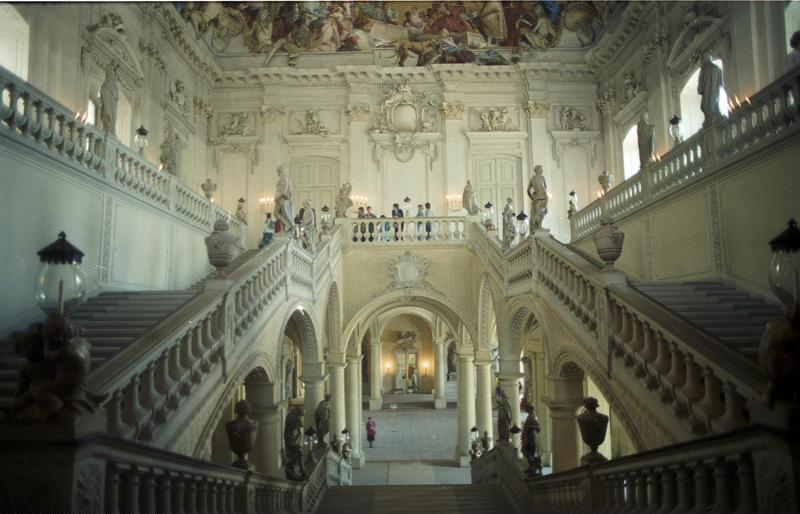
Treppenhaus in Würzburg
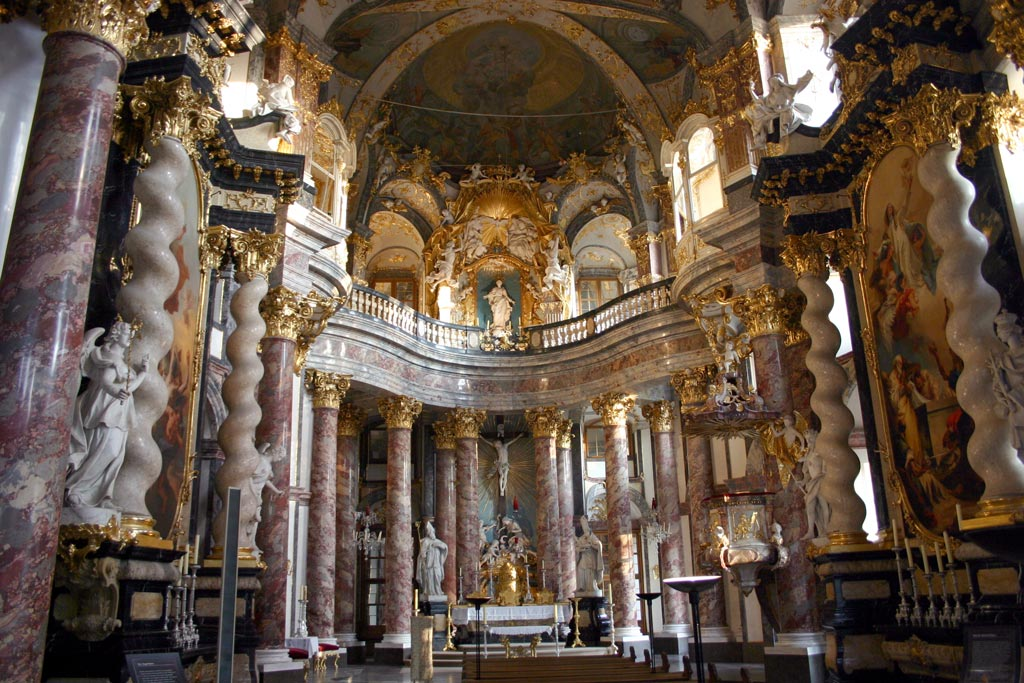
Würzburger Hofkirche
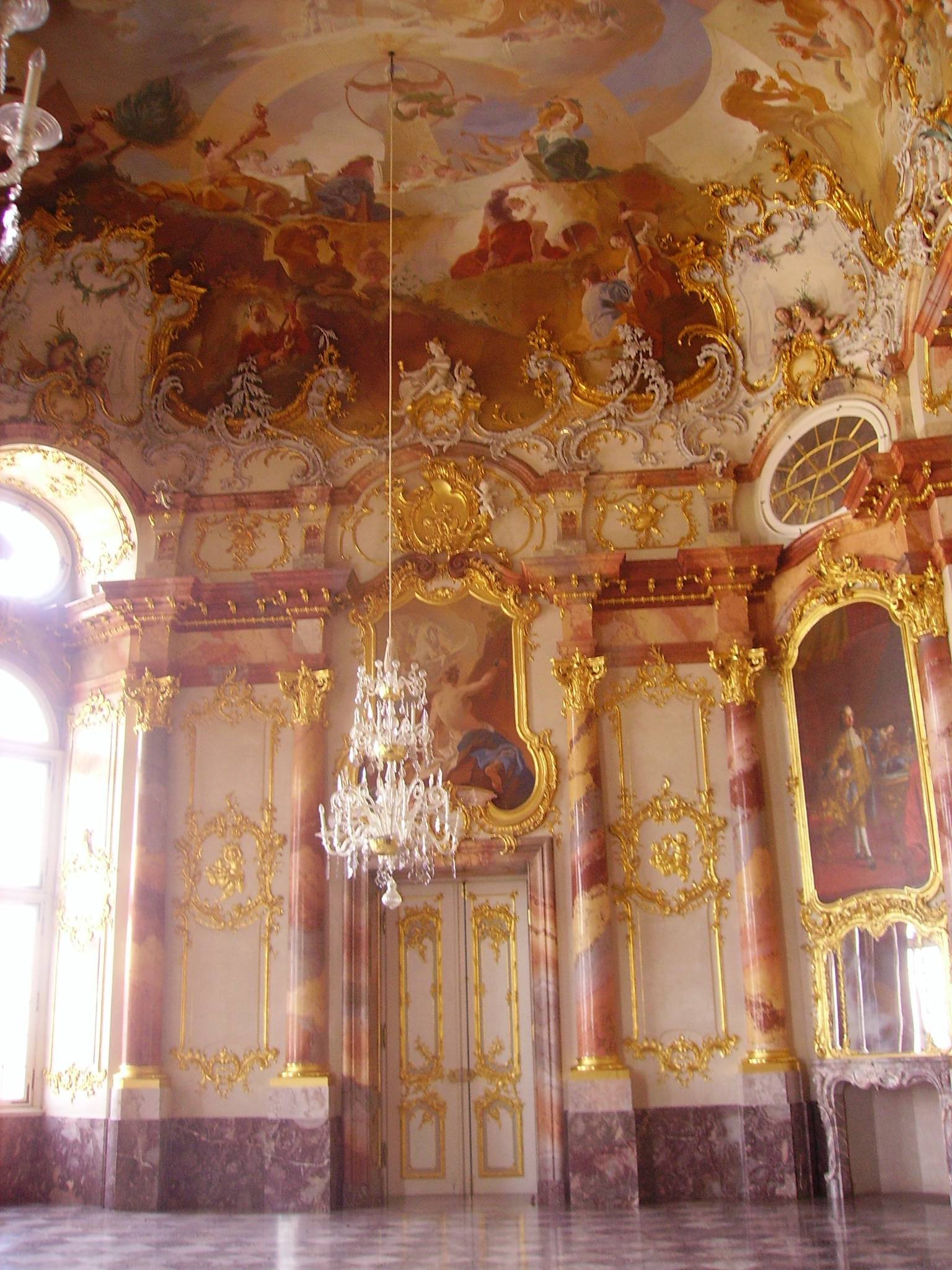
Marmorsaal in Bruchsal
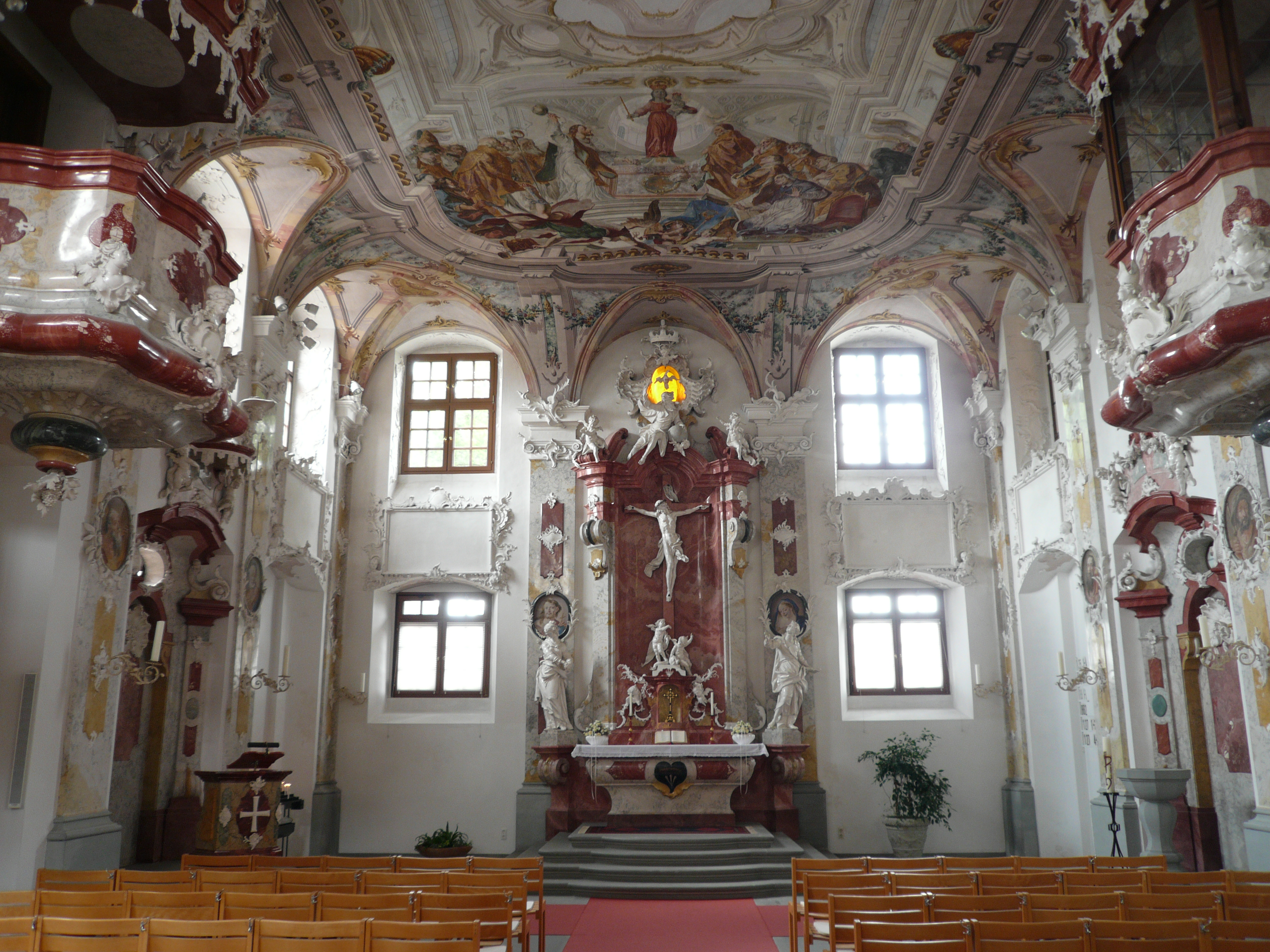
Schlosskapelle in Meersburg
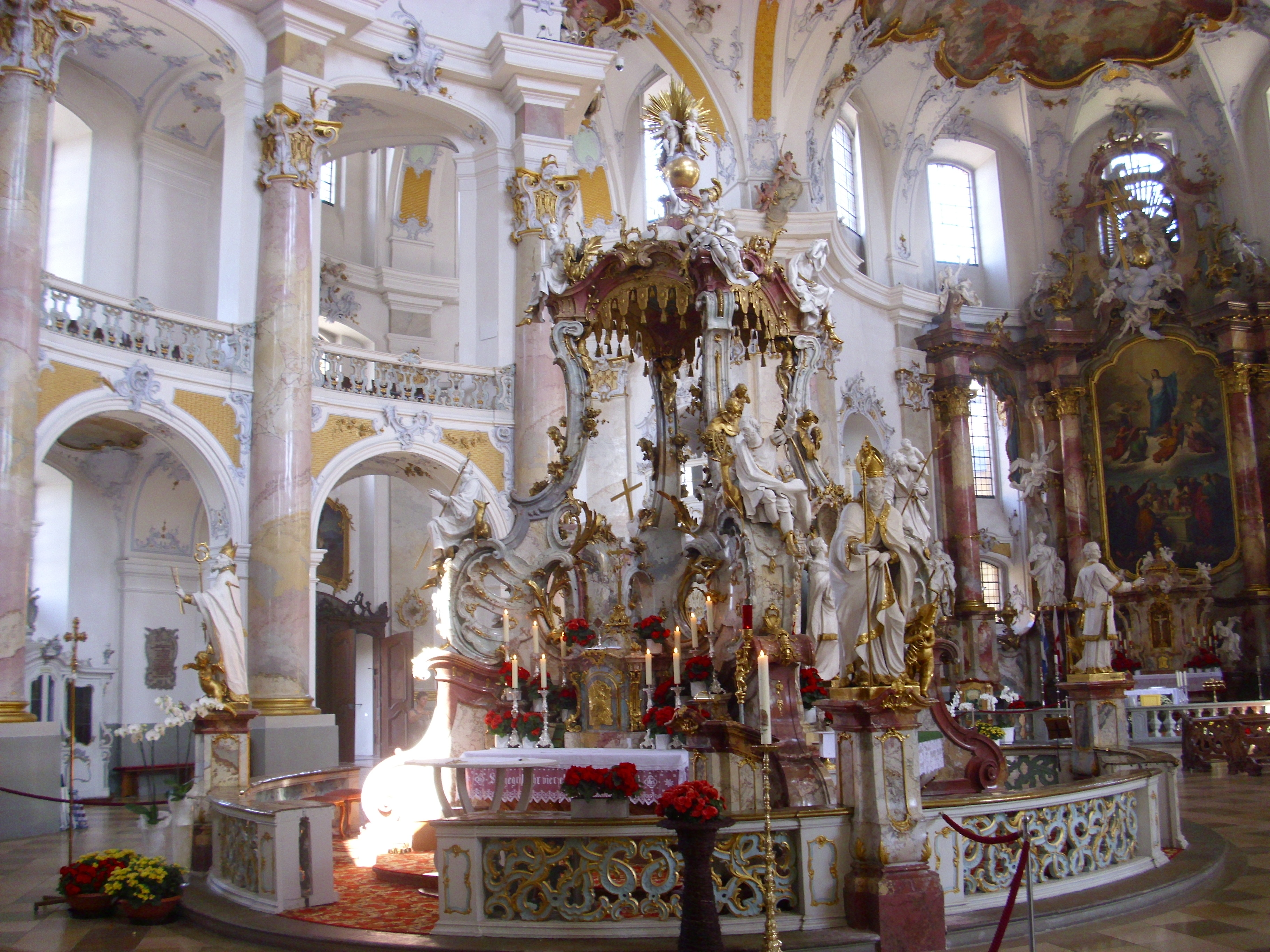
Gnadenaltar in Vierzehnheiligen
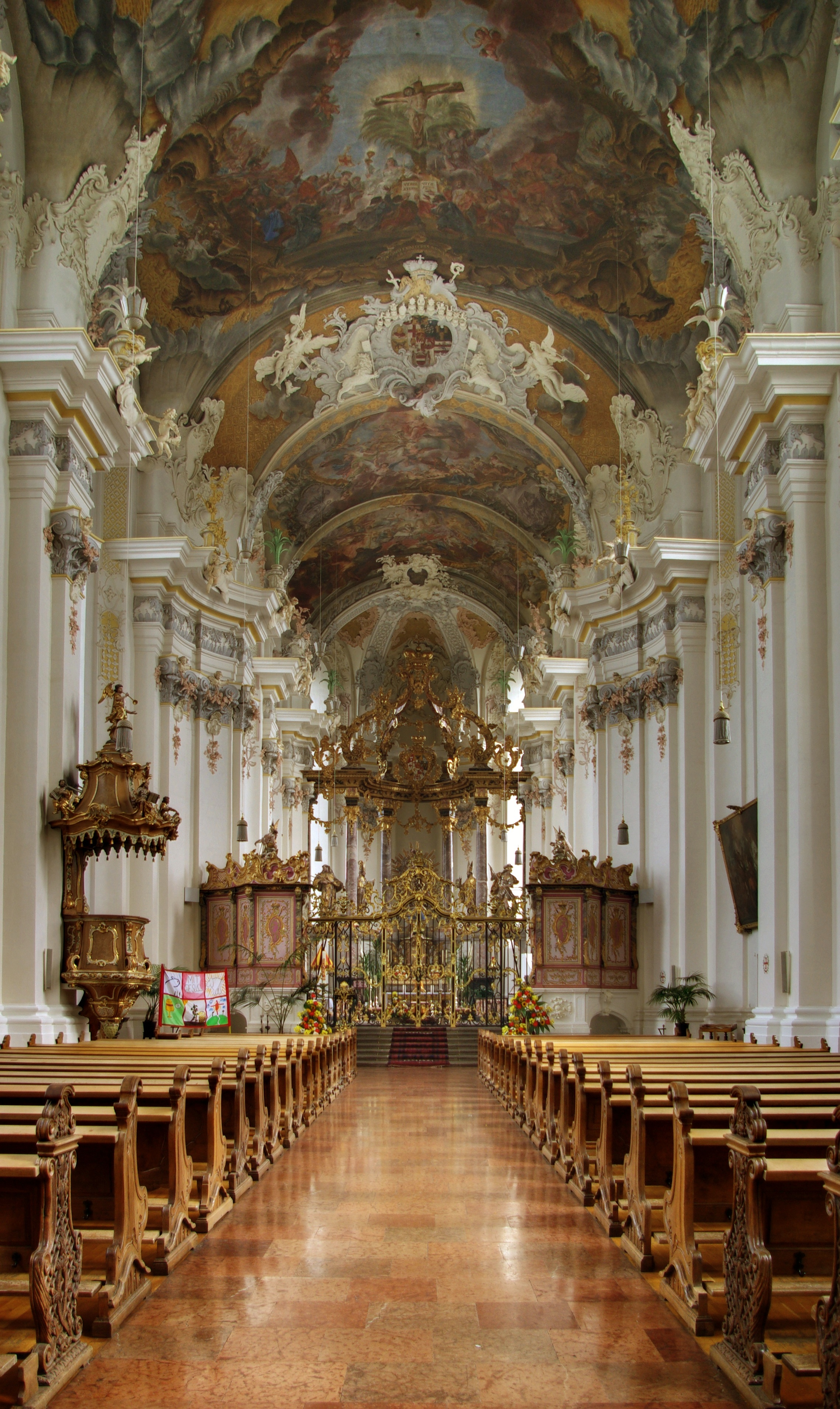
St. Paulin in Trier

### Abbildungen von Kirchenbauten der Schönborn-Bischöfe
Über 100 Kirchen wurden unter den Schönborn-Bischöfen (in der sogenannten Schönbornzeit) erbaut, darunter:

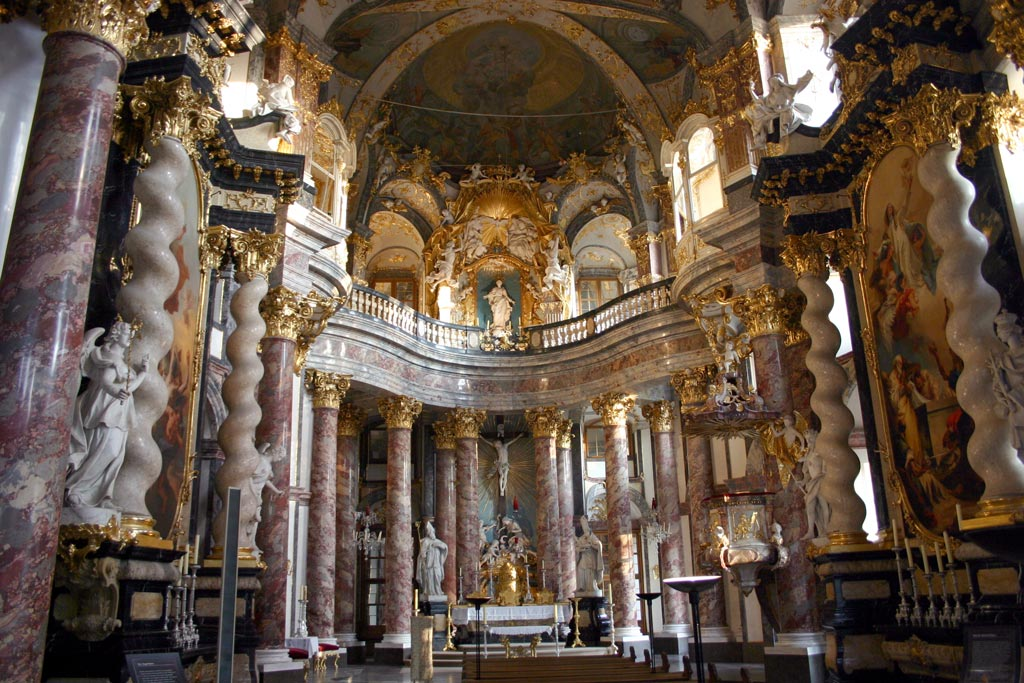
Hofkirche (Würzburg)
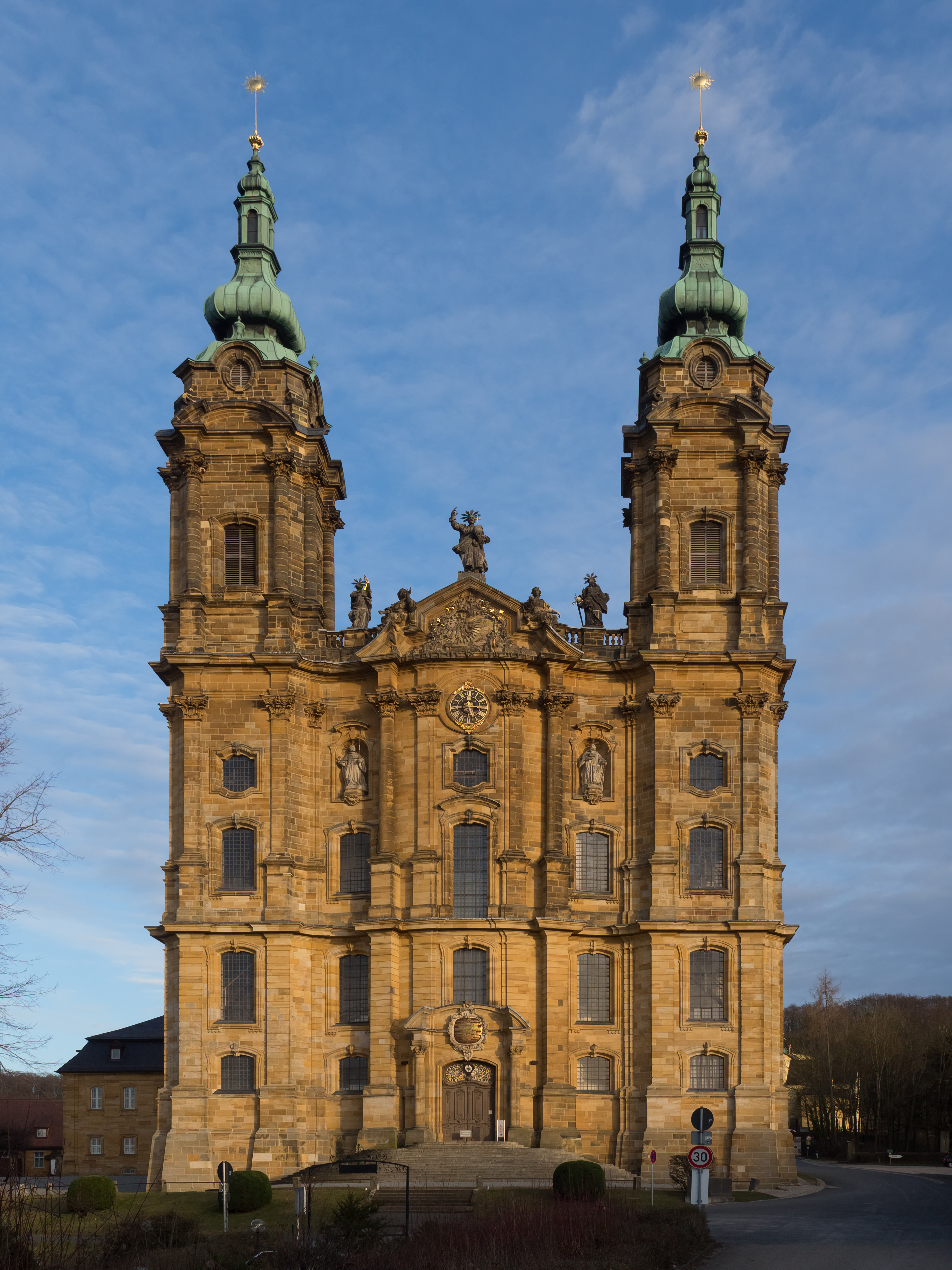
Basilika Vierzehnheiligen
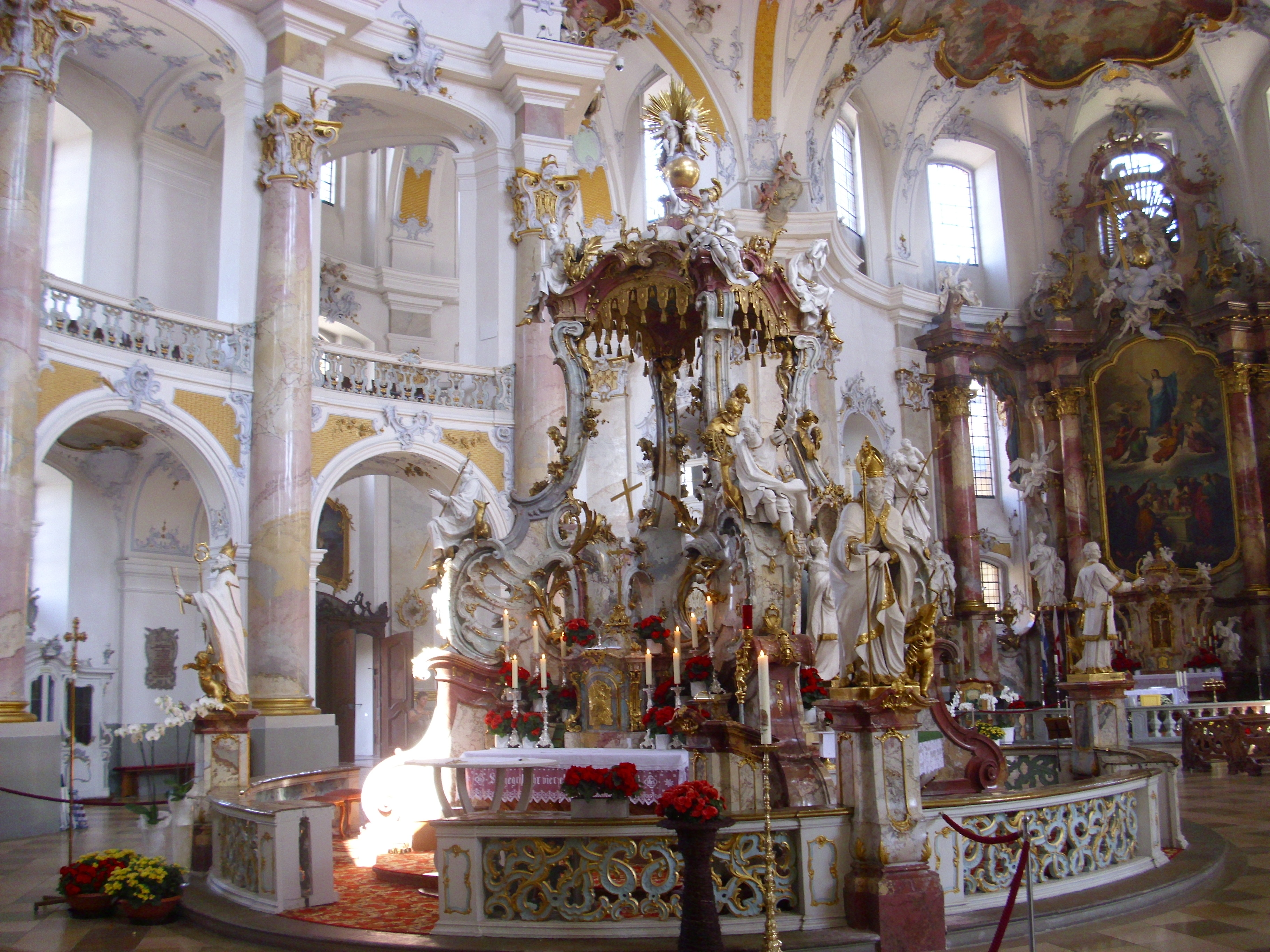
Innenraum Vierzehnheiligen
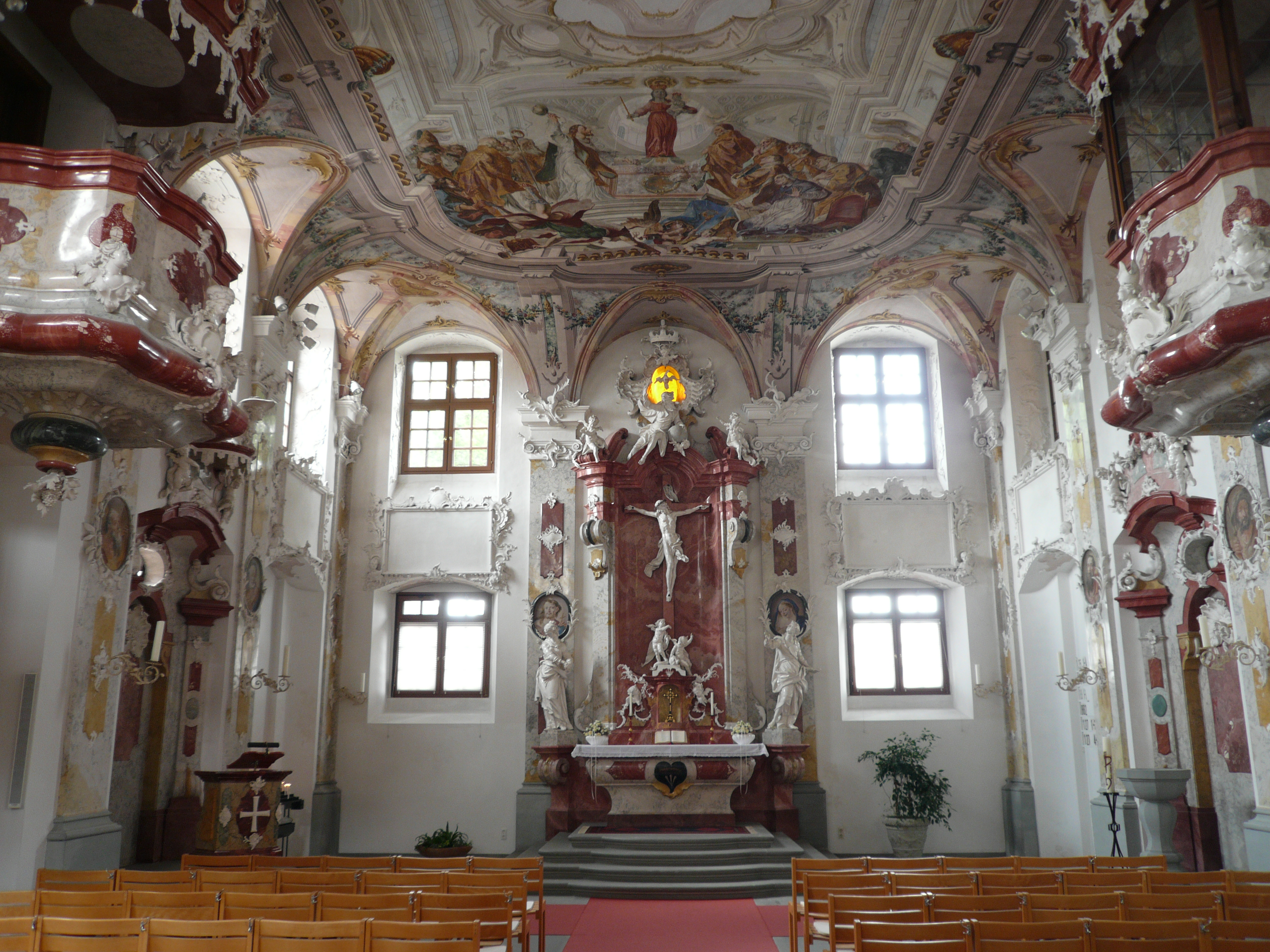
Hofkapelle Meersburg
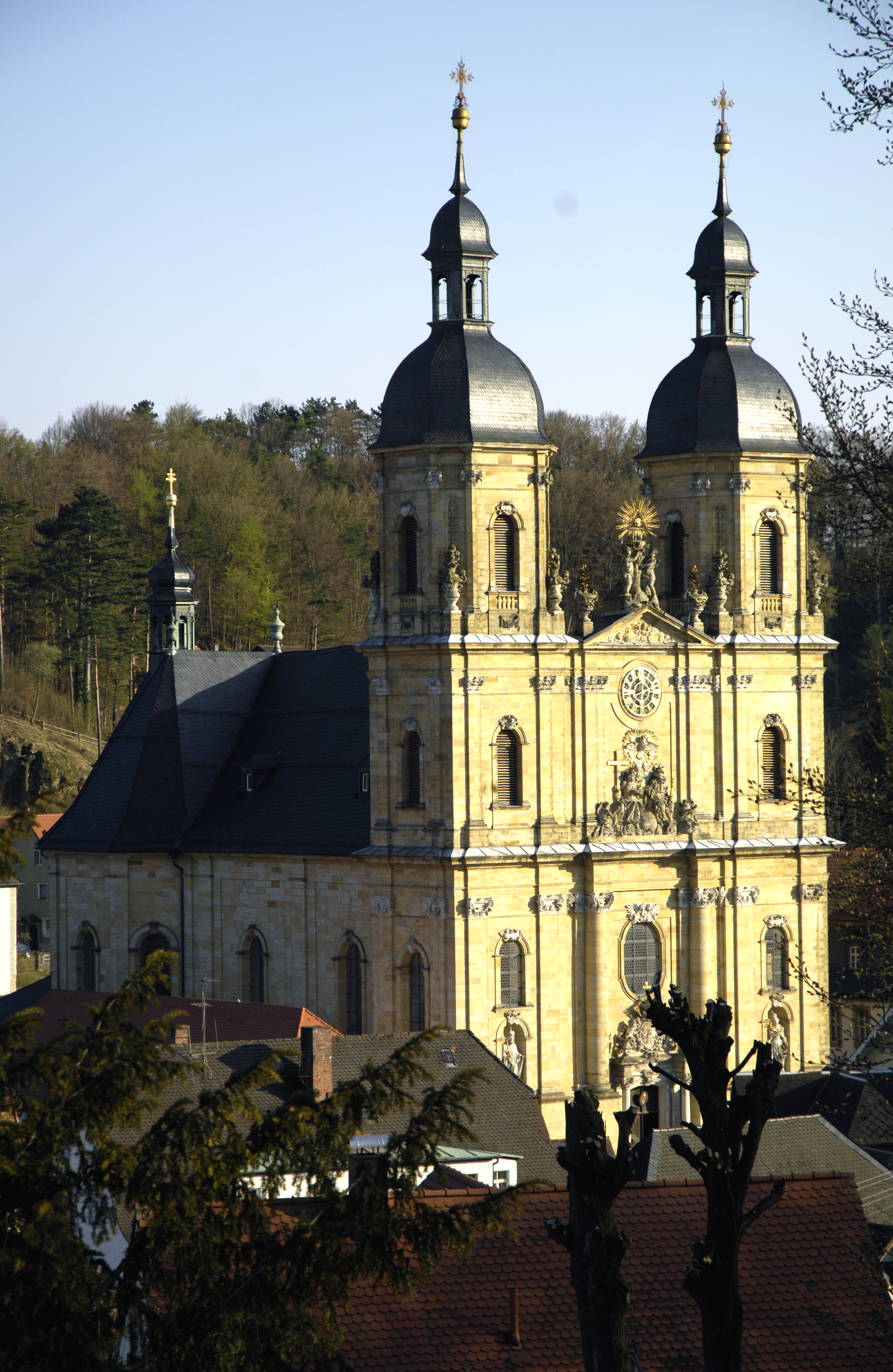
Basilika Gößweinstein, Kirche zur Hl. Dreifaltigkeit
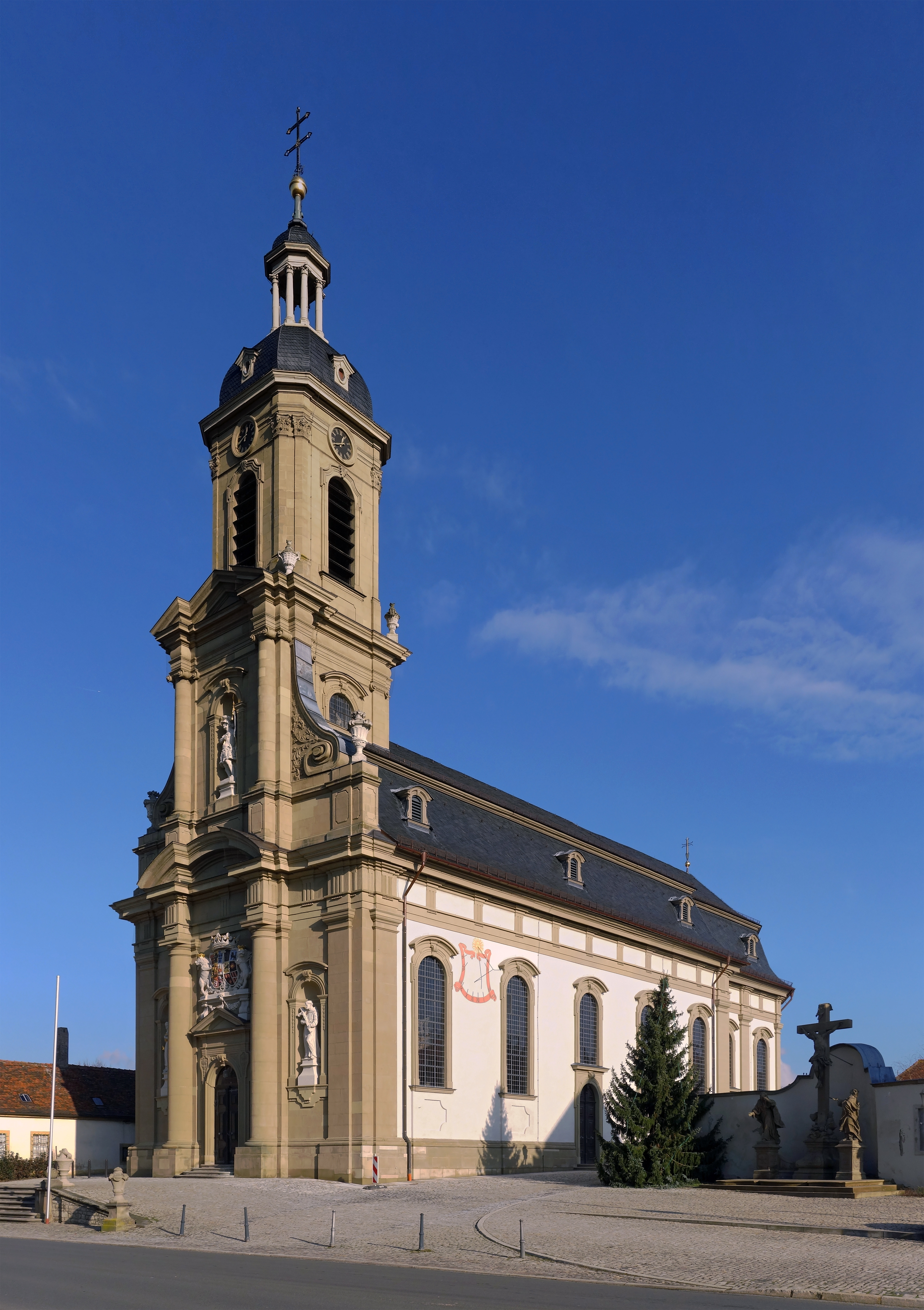
St. Mauritius in Wiesentheid
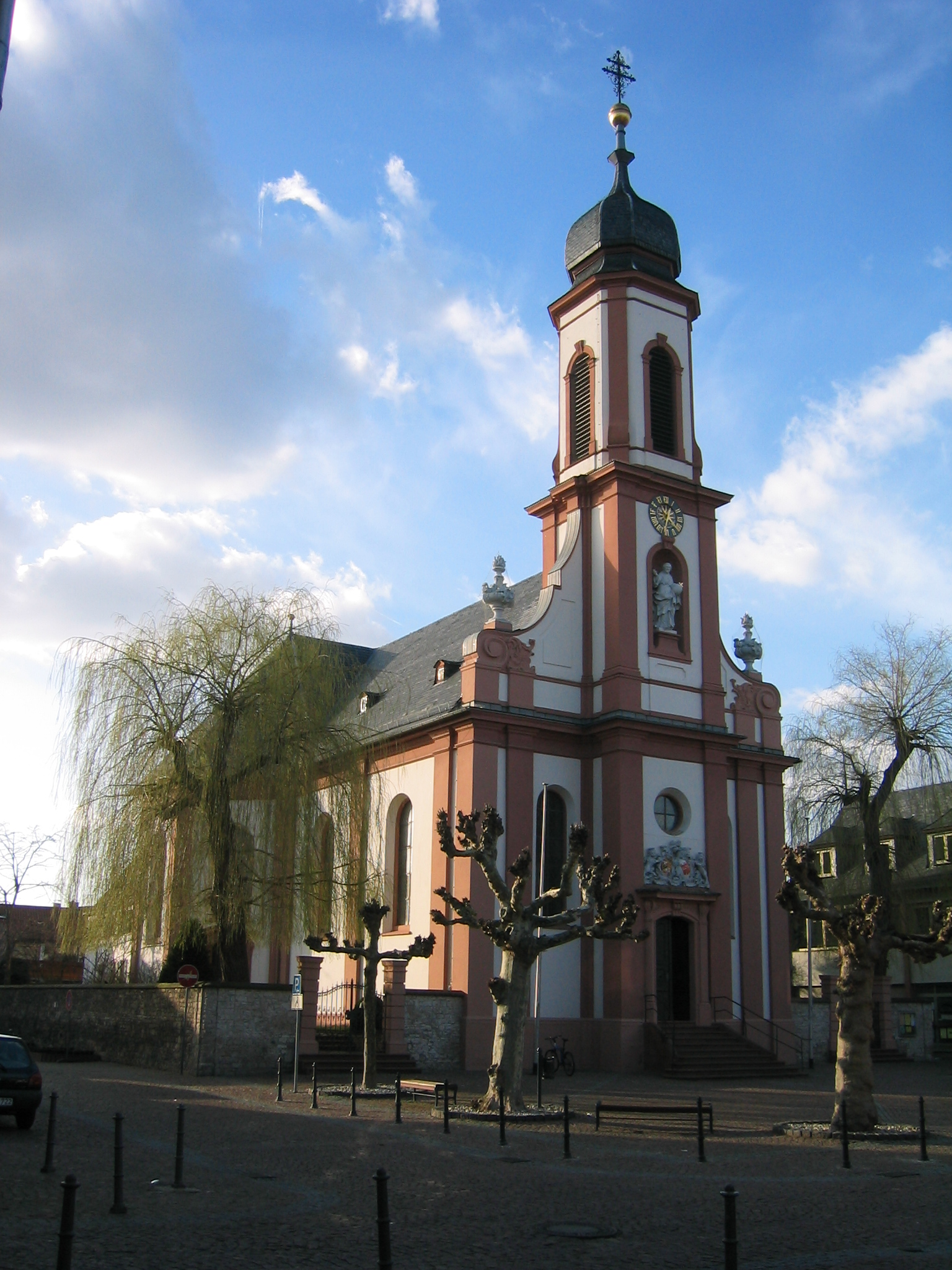
St. Cäcilia in Heusenstamm
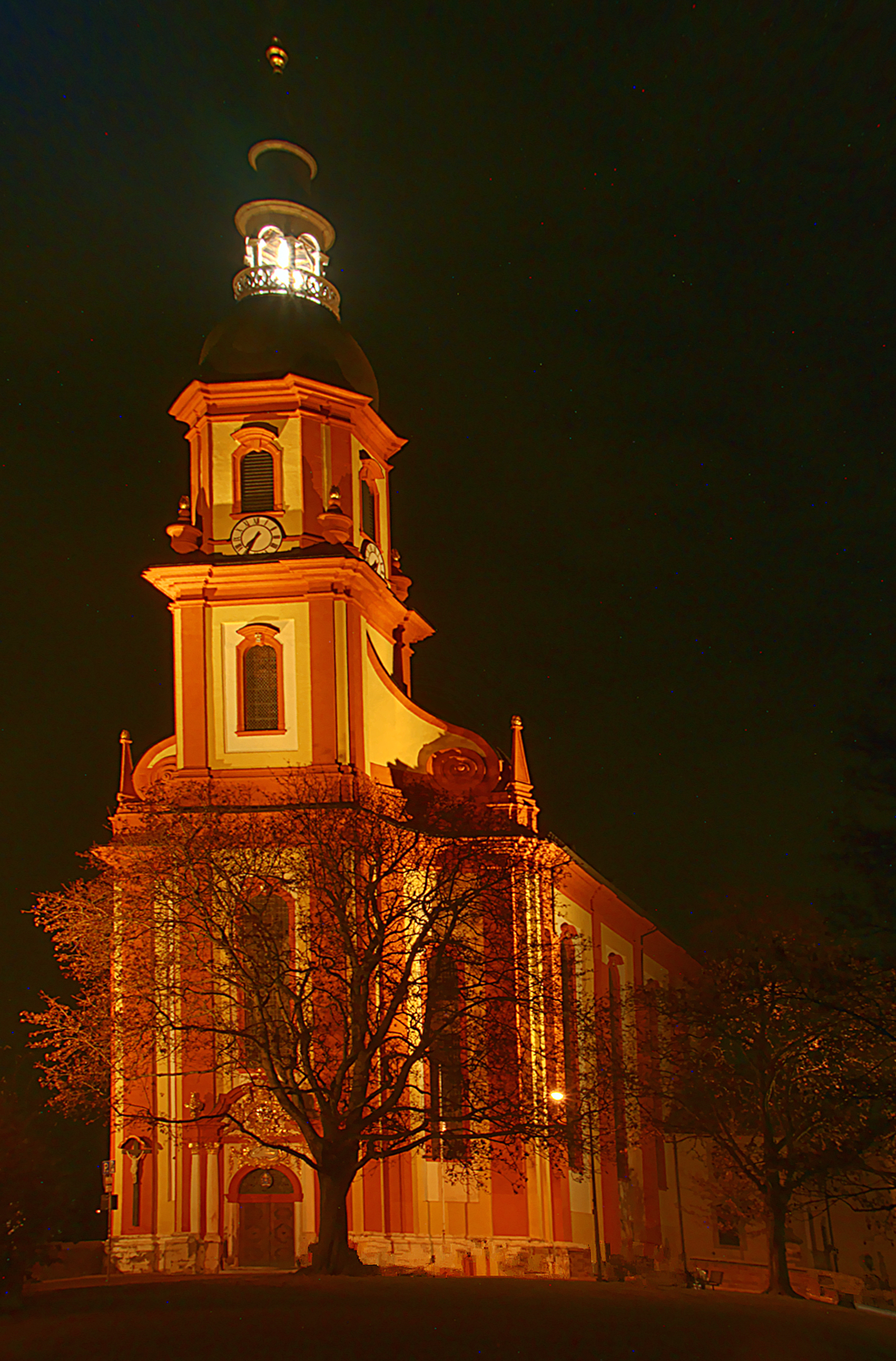
St. Paulin, Trier
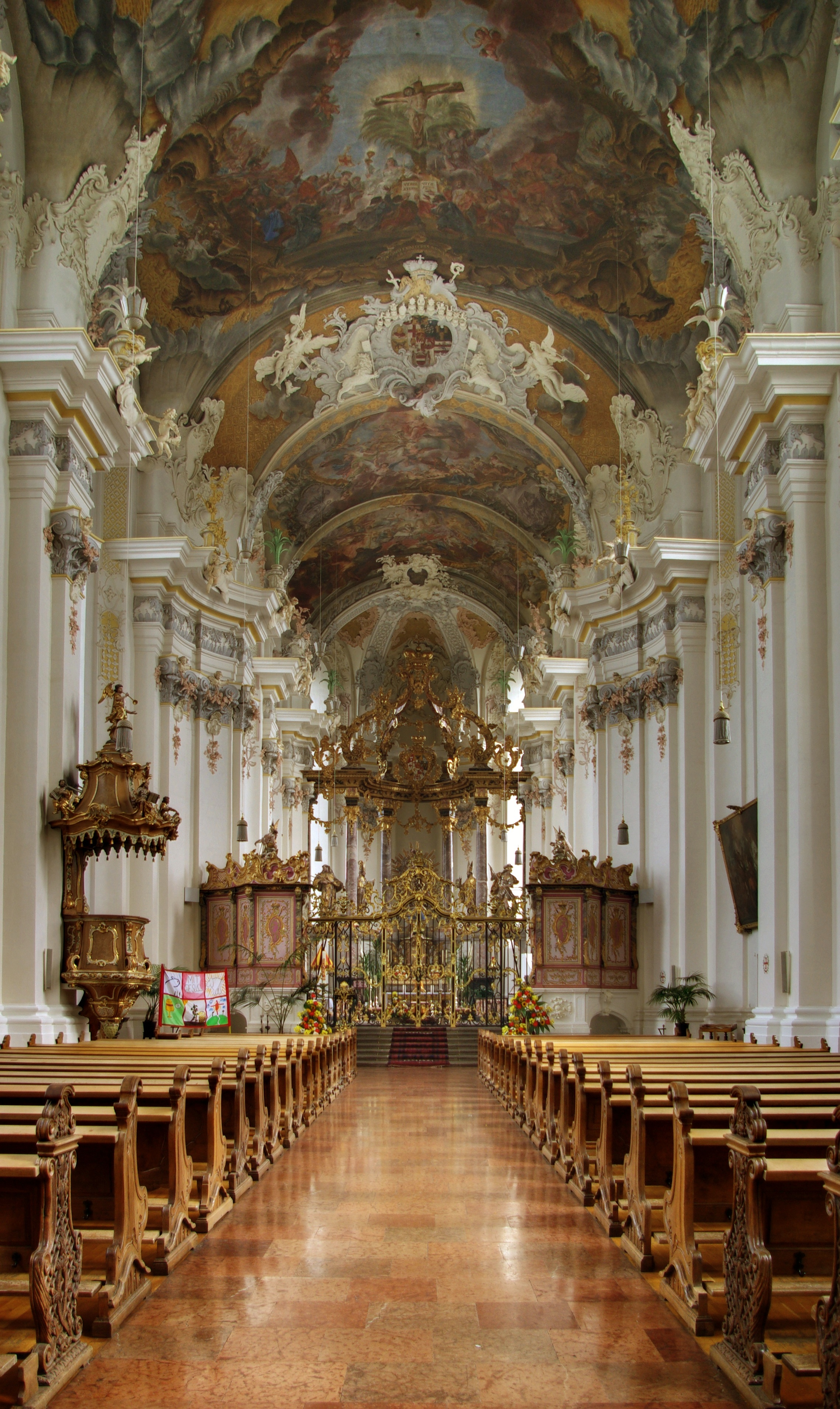
St. Paulin, Trier
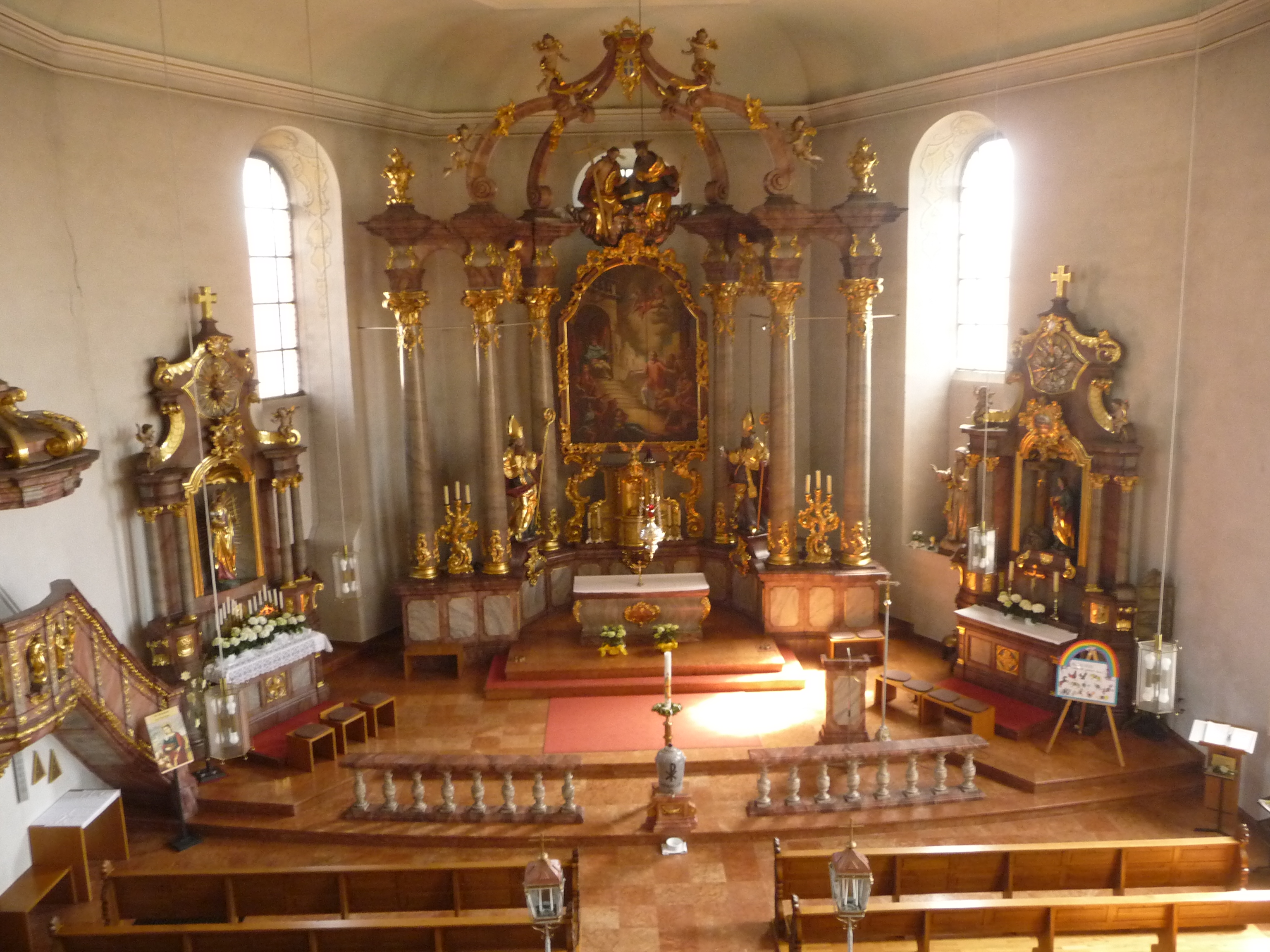
Laurentiuskirche in Dirmstein
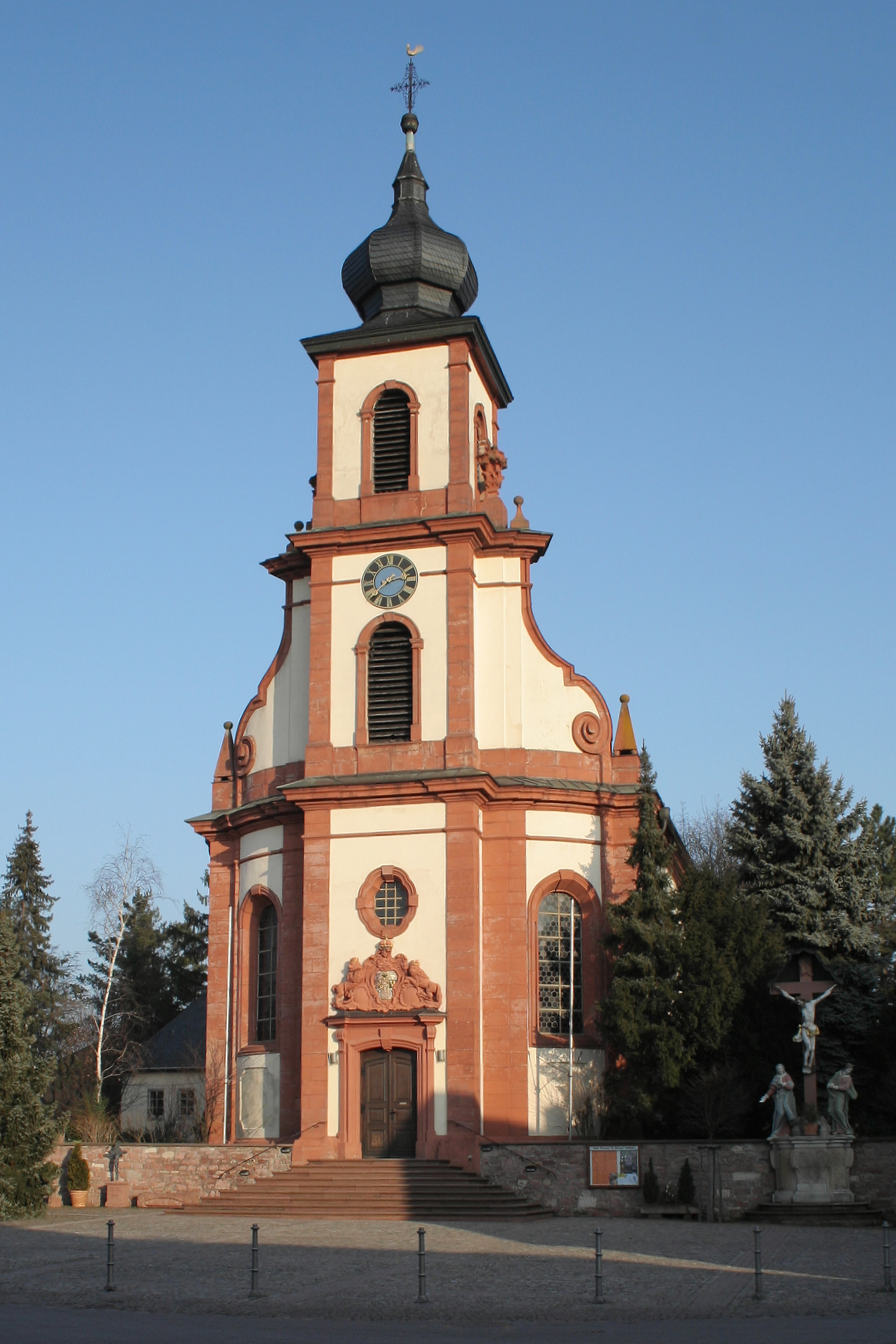
St. Michael, Hofheim
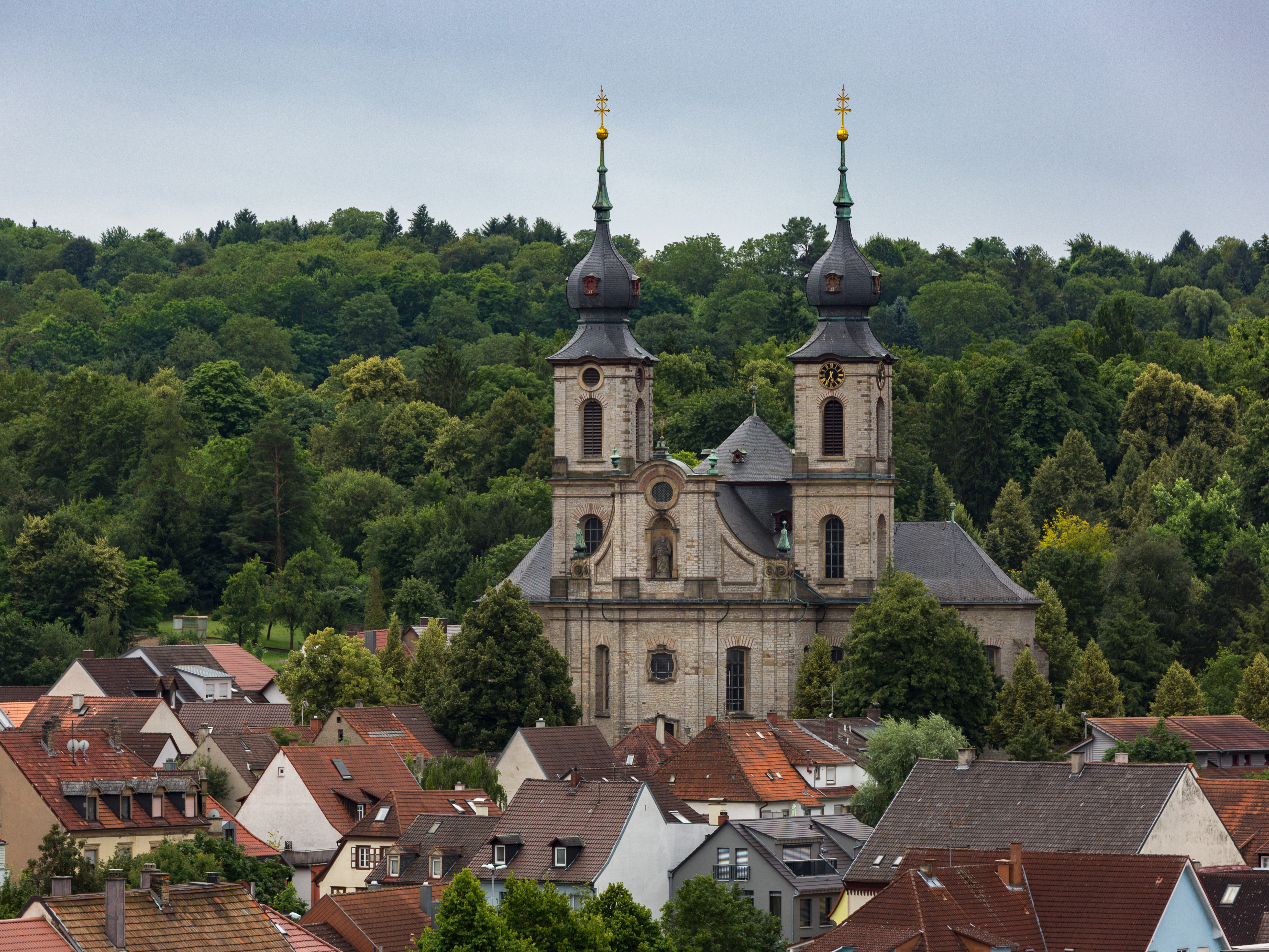
St. Peter (Bruchsal)
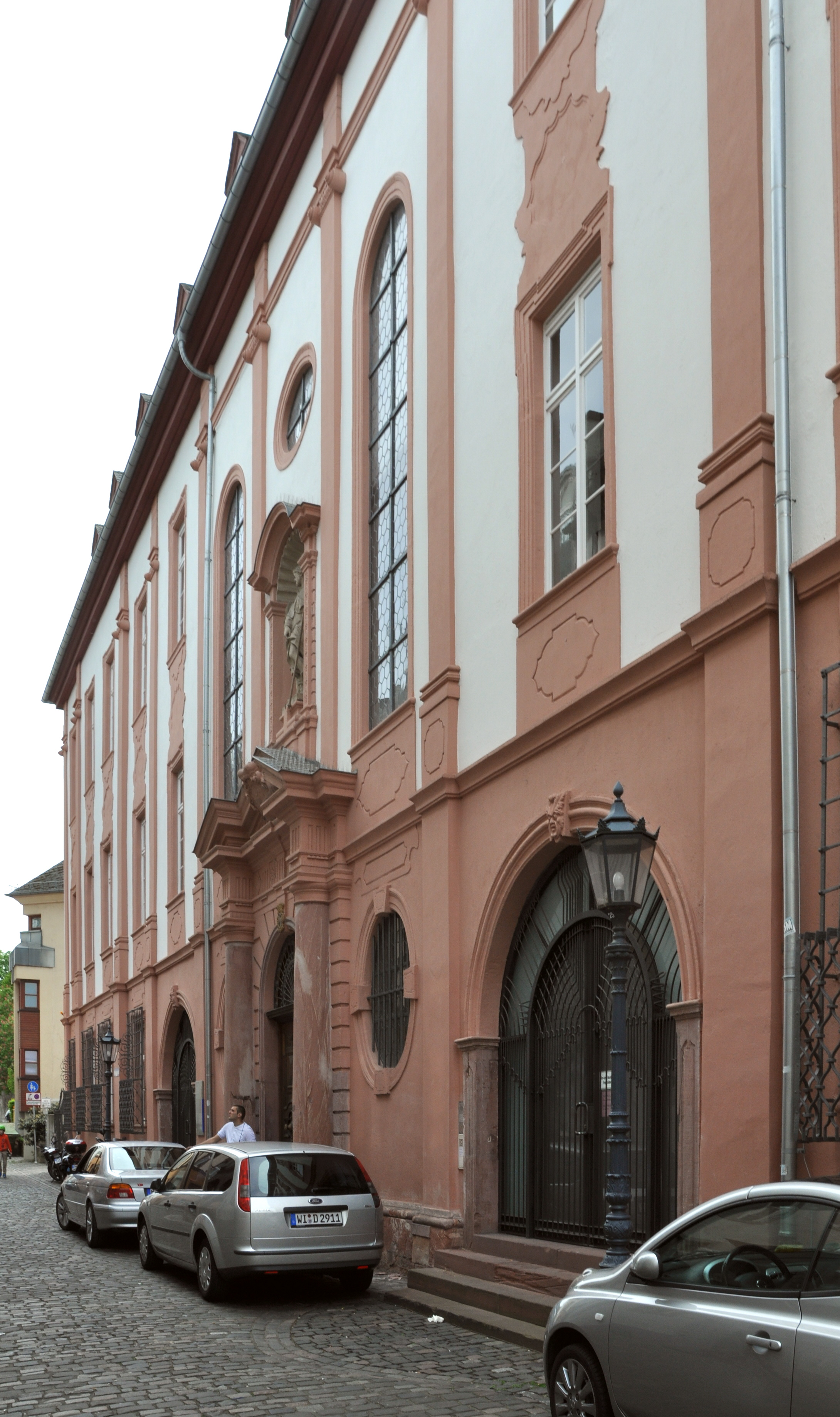
St. Rochus Spital, Mainz
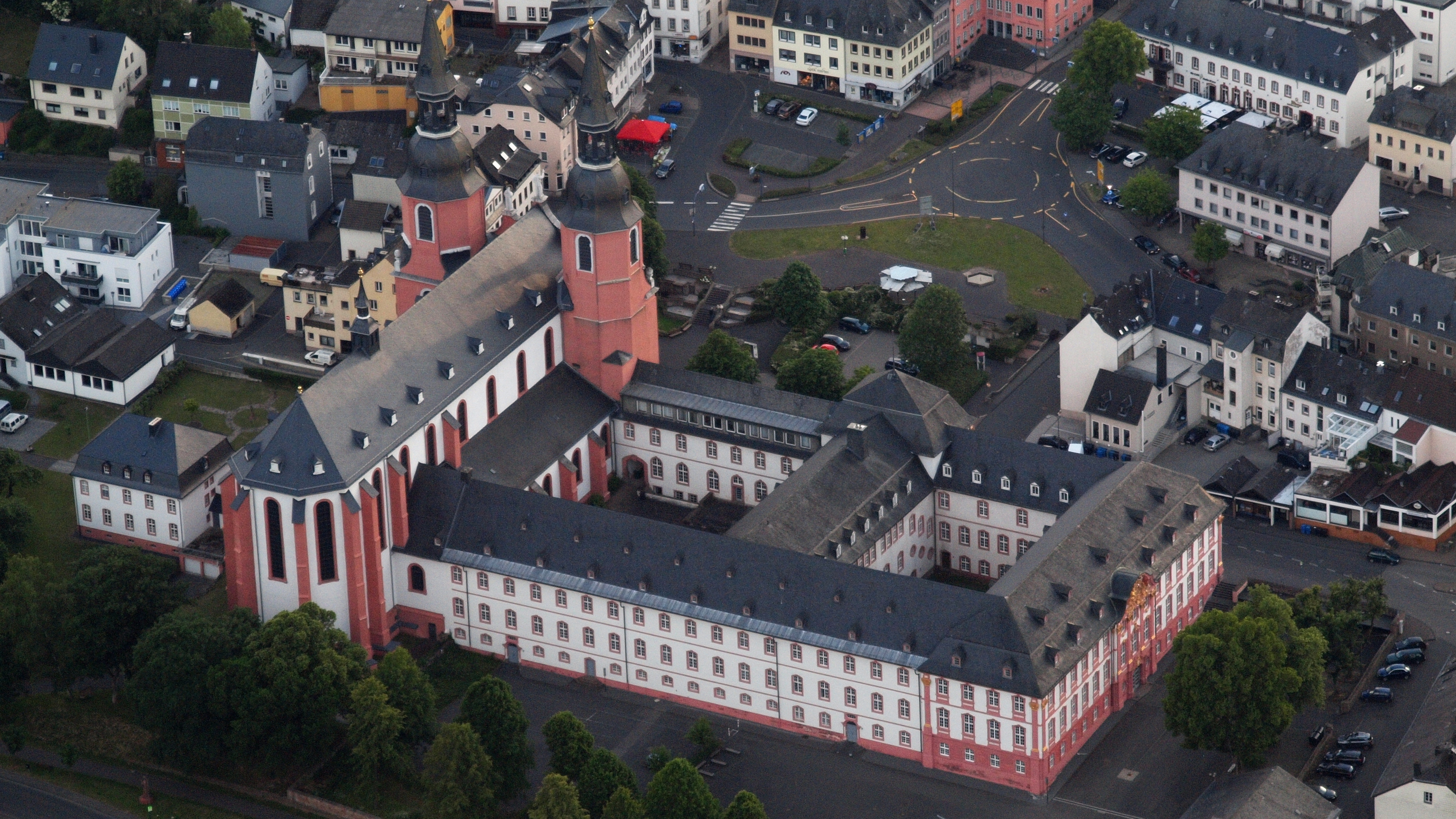
Abtei Prüm, neue Abteigebäude ab 1748
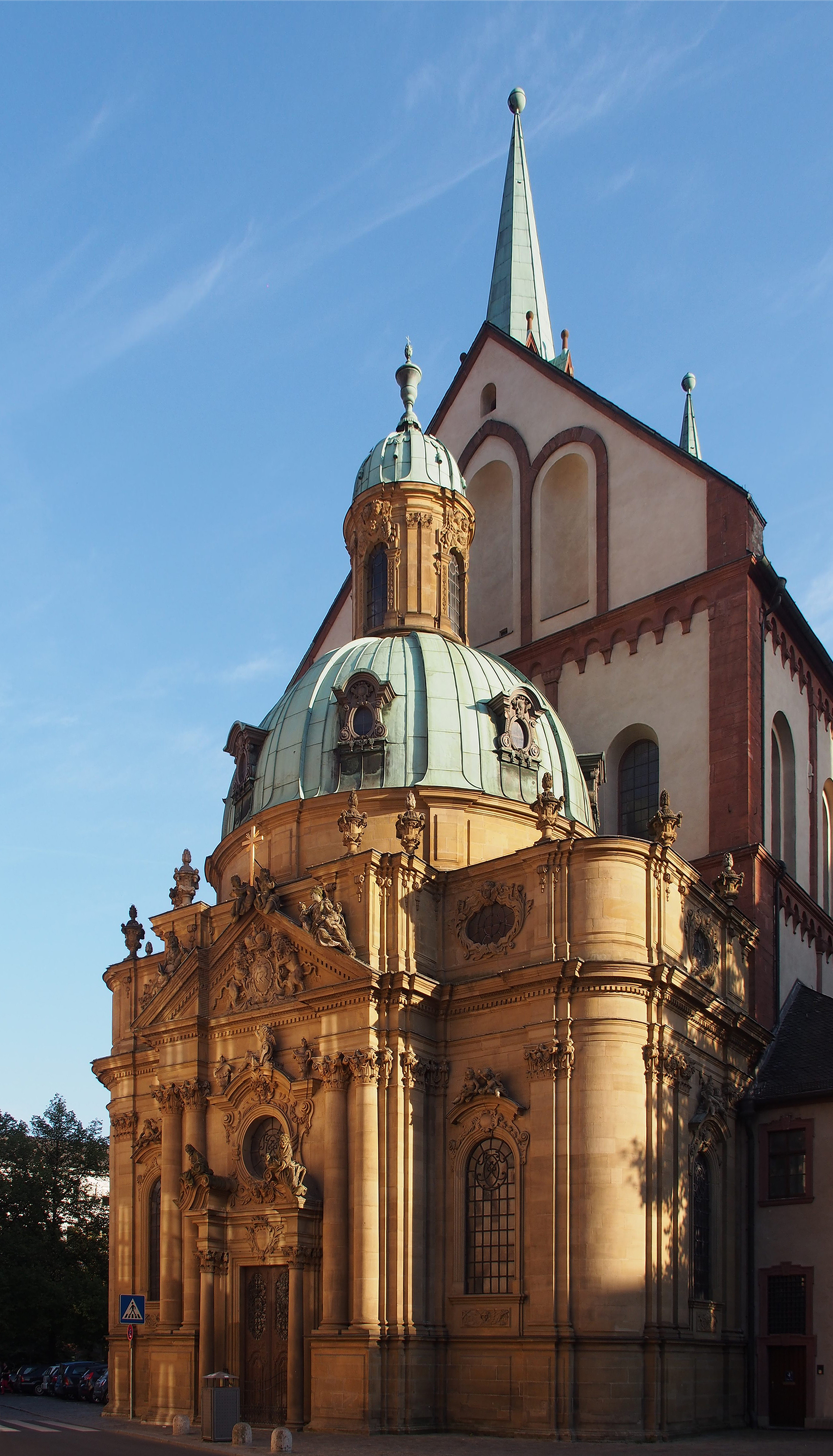
Schönbornkapelle am Würzburger Dom

## Wappen
Blasonierung des Stammwappens:

„In Rot ein auf drei silbernen Spitzen schreitender zweischwänziger blau gekrönter und blau bezungter goldener Löwe.“
Helmzier: „Auf einem Topfhelm in Seitenansicht mit rot-silbernen Decken der Löwe zwischen zwei roten Büffelhörnern stehend.“

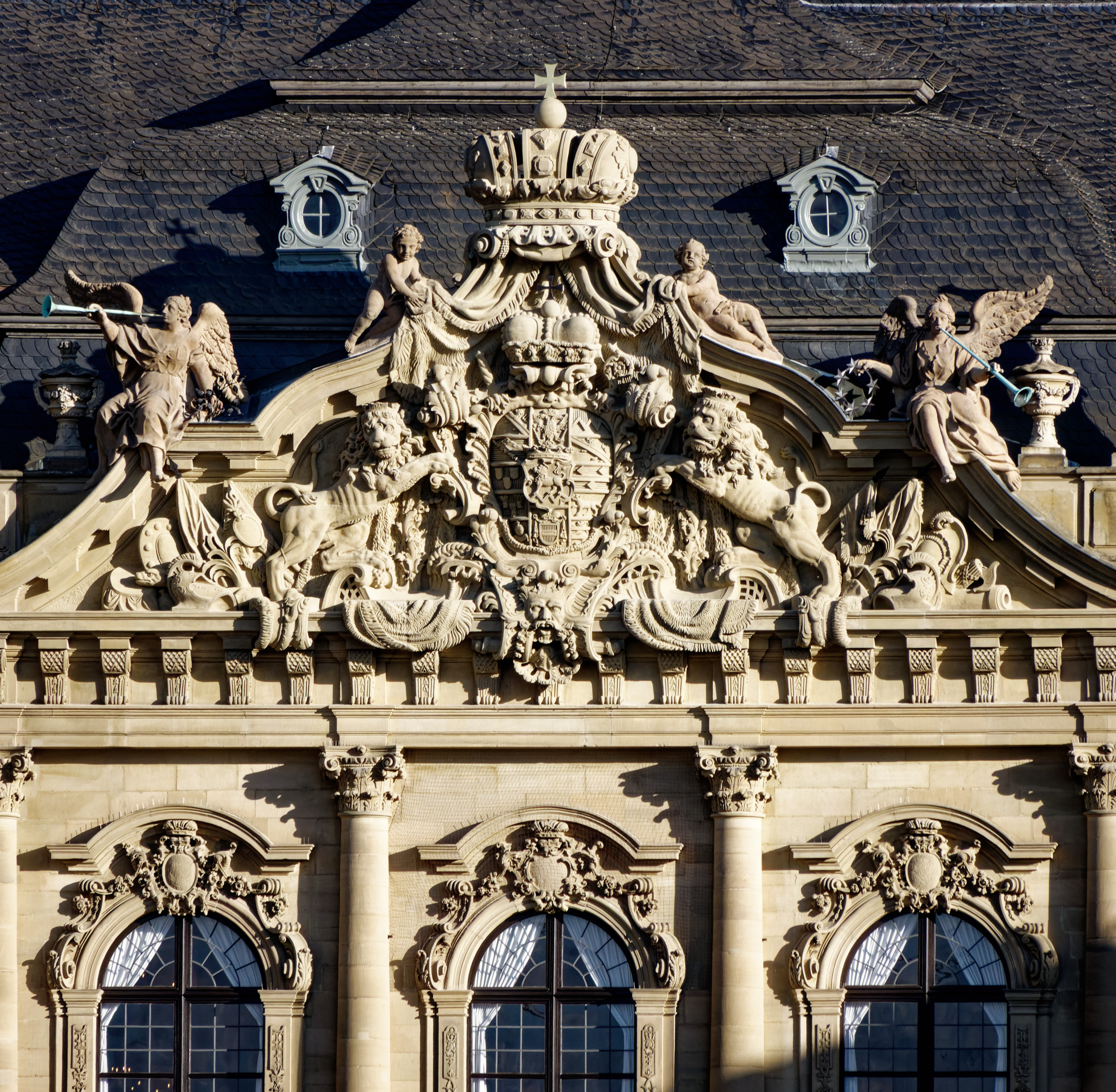
Wappen des Fürstbischofs Friedrich Karl an der Würzburger Residenz
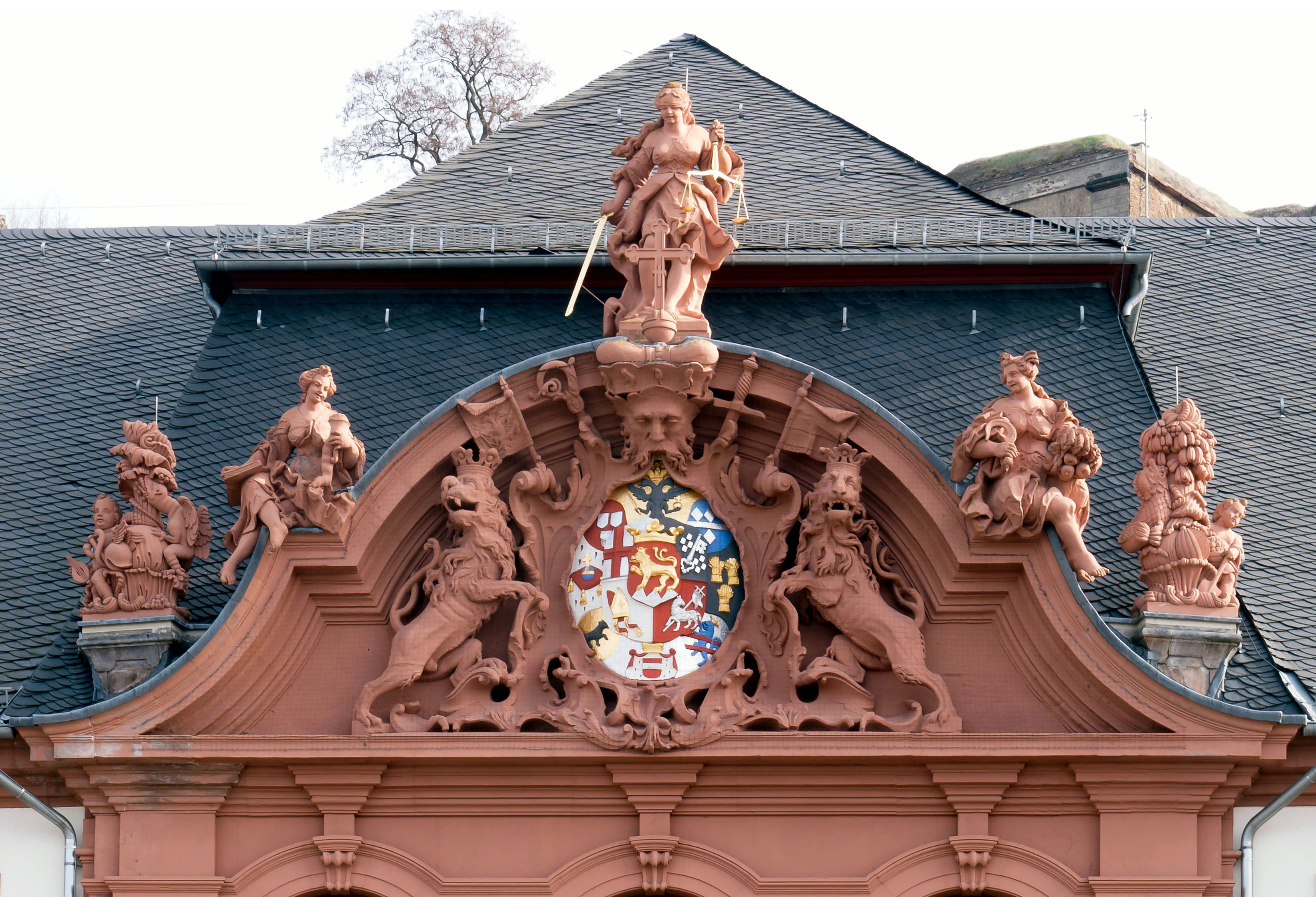
Wappen des Kurfürsten Franz Georg am Dikasterialgebäude in Koblenz-Ehrenbreitstein
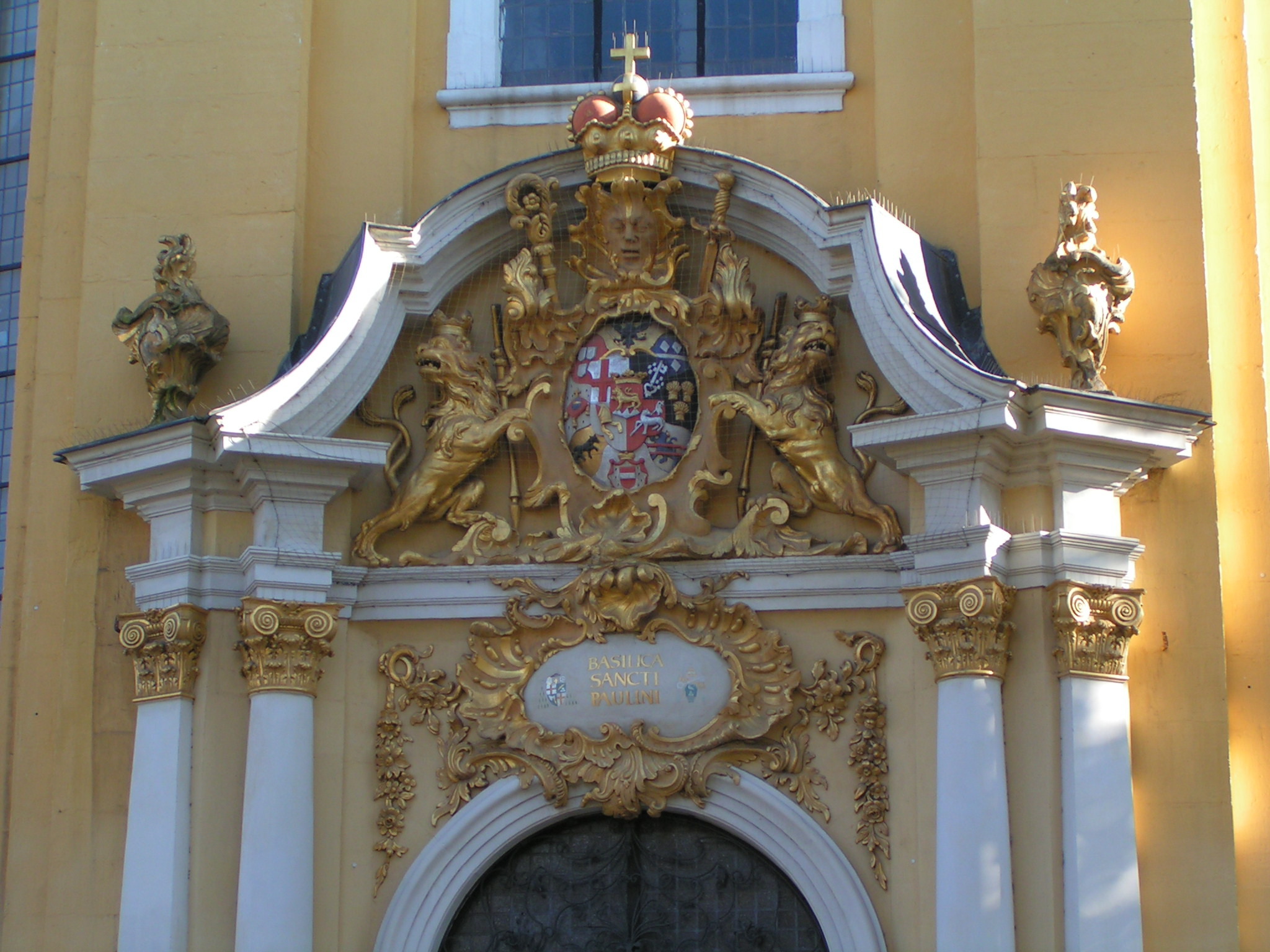
Wappen des Kurfürsten Franz Georg an St. Paulin in Trier
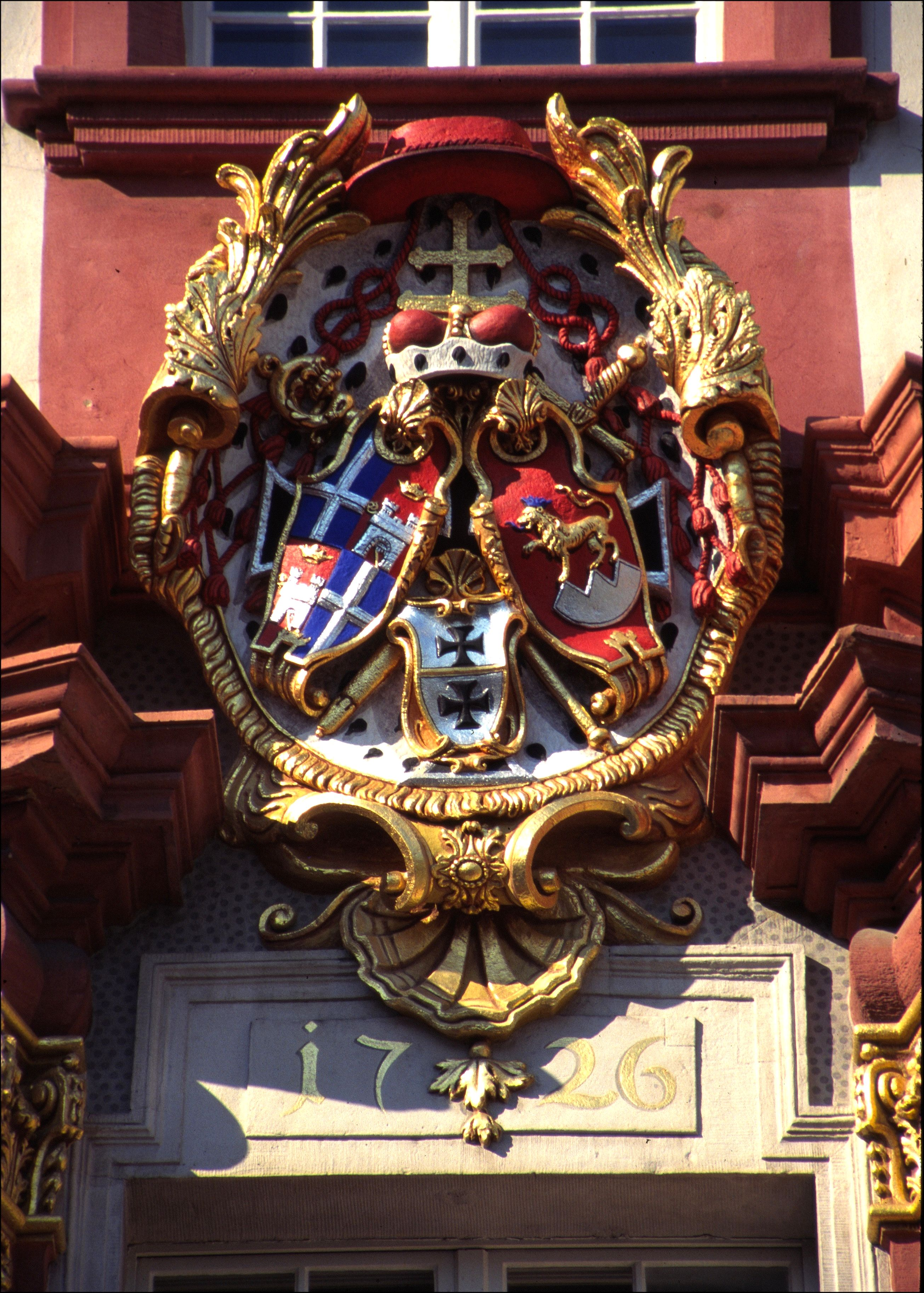
Wappen des Fürstbischofs Damian Hugo am Schloss Bruchsal
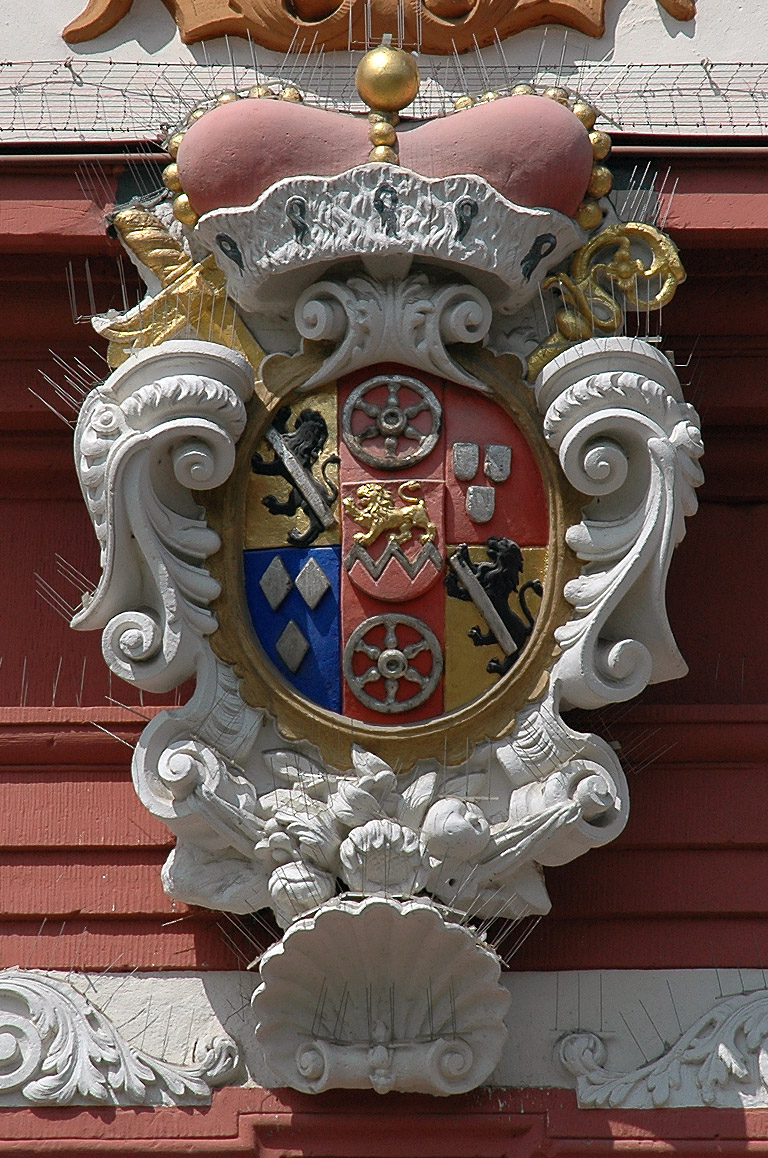
Wappen des Kurfürsten Lothar Franz an der Kurmainzischen Statthalterei in Erfurt
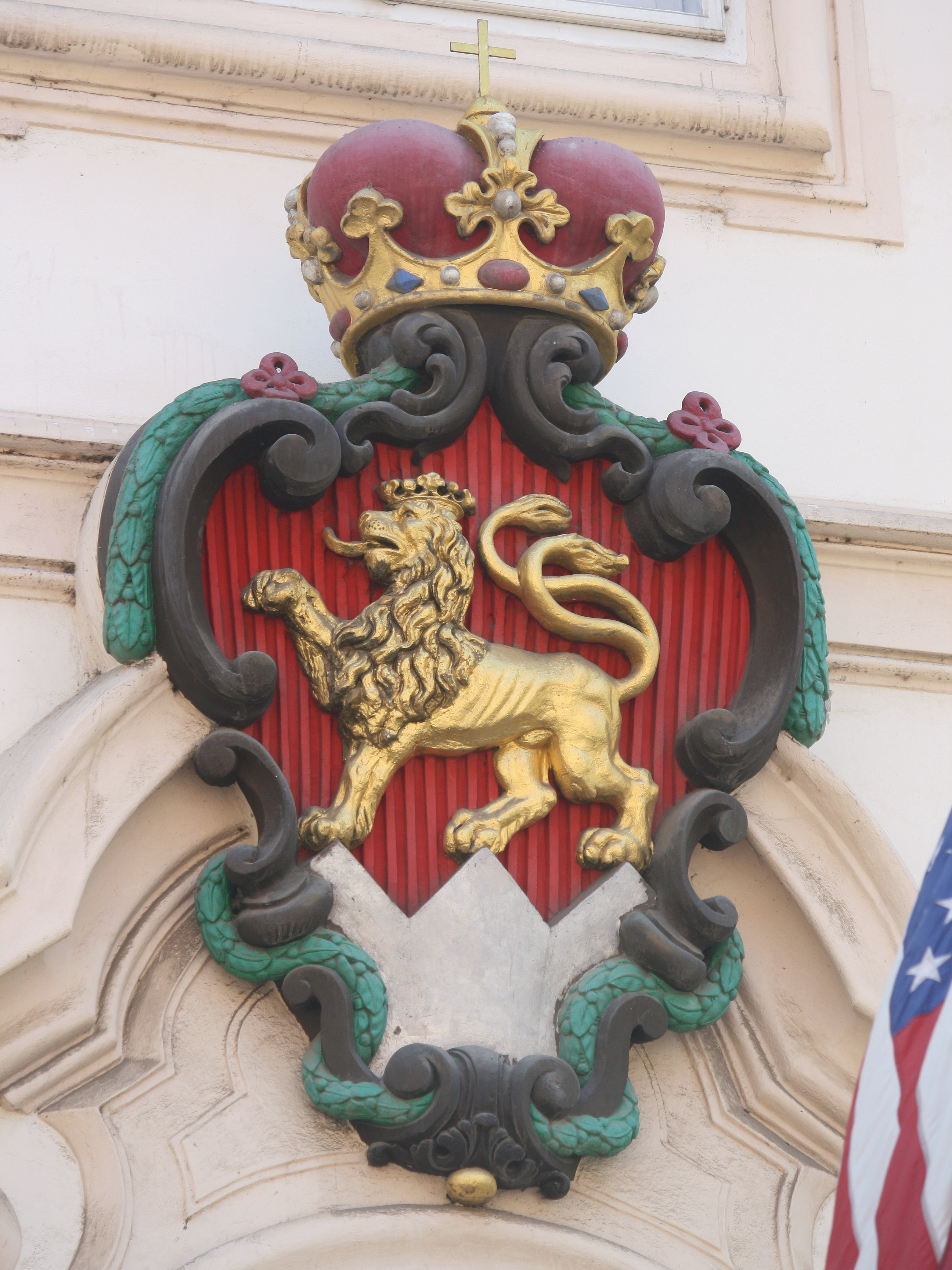
Wappen am Palais Schönborn (Prag)

## Weltliche Namensträger
- Philipp Erwein von Schönborn (1607–1668), kurmainzischer Geheimrat, Bruder von Erzbischof Johann Philipp, Vater von Graf Melchior Friedrich und Erzbischof Lothar Franz
- Melchior Friedrich Graf von Schönborn-Buchheim (1644–1717), kurmainzischer Staatsminister, Vater der Fürstbischöfe Johann Philipp Franz, Friedrich Karl, Franz Georg und Damian Hugo sowie des Grafen Rudolf Franz
- Rudolf Franz Erwein Graf von Schönborn (1677–1754), deutscher Politiker und Diplomat, Begründer der Linie zu Wiesentheid
- Joseph Franz Bonaventura Graf von Schönborn-Wiesentheid (1708–1772), deutscher Landesherr und Vizedom zu Aschaffenburg
- Eugen Erwin von Schönborn (1727–1801), Träger des Goldenen Vließ
- Hugo Damian Erwein Graf von Schönborn-Wiesentheid (1738–1817), Landesherr und Geheimer Rat
- Franz Erwein Graf von Schönborn-Wiesentheid (1776–1840), Vizepräsident des bayerischen Reichsrates, Kunstsammler
- Carl Theodor von Schönborn-Buchheim (1790–1841), auch: Carl Theodor von Schönborn, deutsch-österreichischer Politiker und Landwirt
- Clemens August Graf von Schönborn-Wiesentheid (1810–1877), Reichsrat
- Friedrich Erwein Graf von Schönborn (1841–1907), österreichischer Justizminister und Präsident des Verwaltungsgerichtshofs
- Hugo-Damian Schönborn (1916–1979), Maler
- Michael Schönborn (* 2. November 1954), österreichischer Schauspieler

## Geistliche aus dem Hause Schönborn
- Johann Georg von Schönborn († 1587), Großbailli des Johanniterordens und Kommendator mehrerer Johanniterkommenden
- Johann Philipp von Schönborn (1605–1673), Sohn Georgs VI. von Schönborn, ab 1647 Erzbischof von Mainz sowie ab 1641 Fürstbischof von Würzburg und Herzog von Franken, auch Fürstbischof von Worms
- Lothar Franz von Schönborn (1655–1729), ab 1693 Fürstbischof von Bamberg und ab 1695 Erzbischof und Kurfürst von Mainz
- Johann Philipp Franz von Schönborn (1673–1724), ab 1719 Fürstbischof von Würzburg
- Friedrich Karl von Schönborn (1674–1746), ab 1729 Fürstbischof von Würzburg und Bamberg, 1705–1734 Reichsvizekanzler
- Damian Hugo Philipp von Schönborn-Buchheim (1676–1743), ab 1715 Kardinal und ab 1719 Fürstbischof von Speyer, weiterhin ab 1740 Bischof von Konstanz
- Franz Georg von Schönborn (1682–1756), ab 1729 Kurfürst-Erzbischof von Trier, ab 1732 Fürstbischof von Worms und ab 1732 Fürstpropst von Ellwangen
- Marquard Wilhelm von Schönborn (1683–1770), Dompropst von Eichstätt und Bamberg
- Franziskus von Paula Schönborn (1844–1899), Bischof von Budweis, Erzbischof von Prag, Kardinal
- Christoph Schönborn (* 1945), Emeritierter Erzbischof von Wien, Kardinal

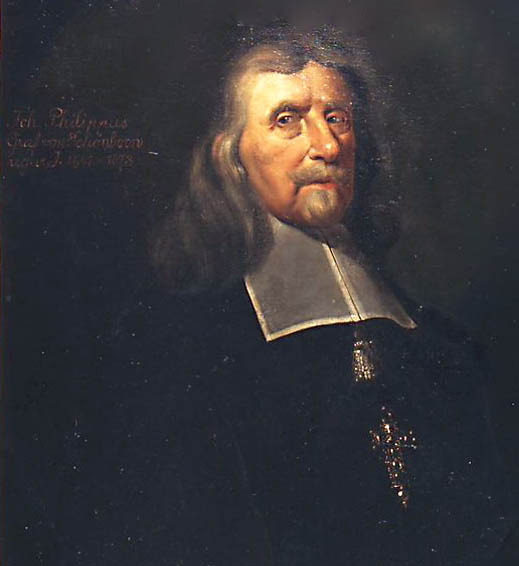
Johann Philipp von Schönborn (1605–1673), Fürstbischof von Würzburg (ab 1642), Kurfürst und Erzbischof von Mainz (ab 1647) und Bischof von Worms (ab 1663)
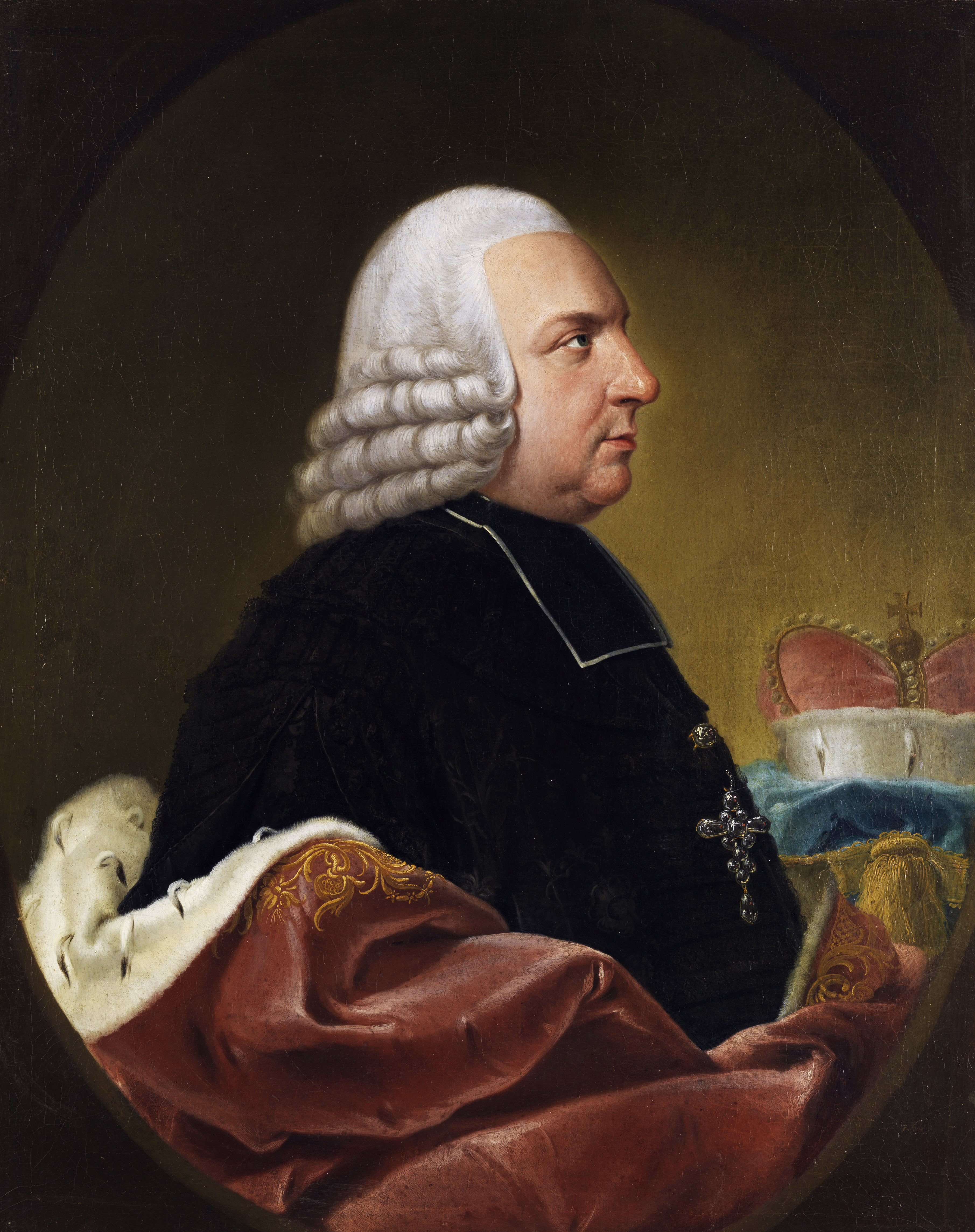
Lothar Franz von Schönborn (1655–1729), Fürstbischof von Bamberg (1693–1729), Erzbischof und Kurfürst von Mainz (1695–1729)
Johann Philipp Franz von Schönborn (1673–1724), Fürstbischof von Würzburg (ab 1719)
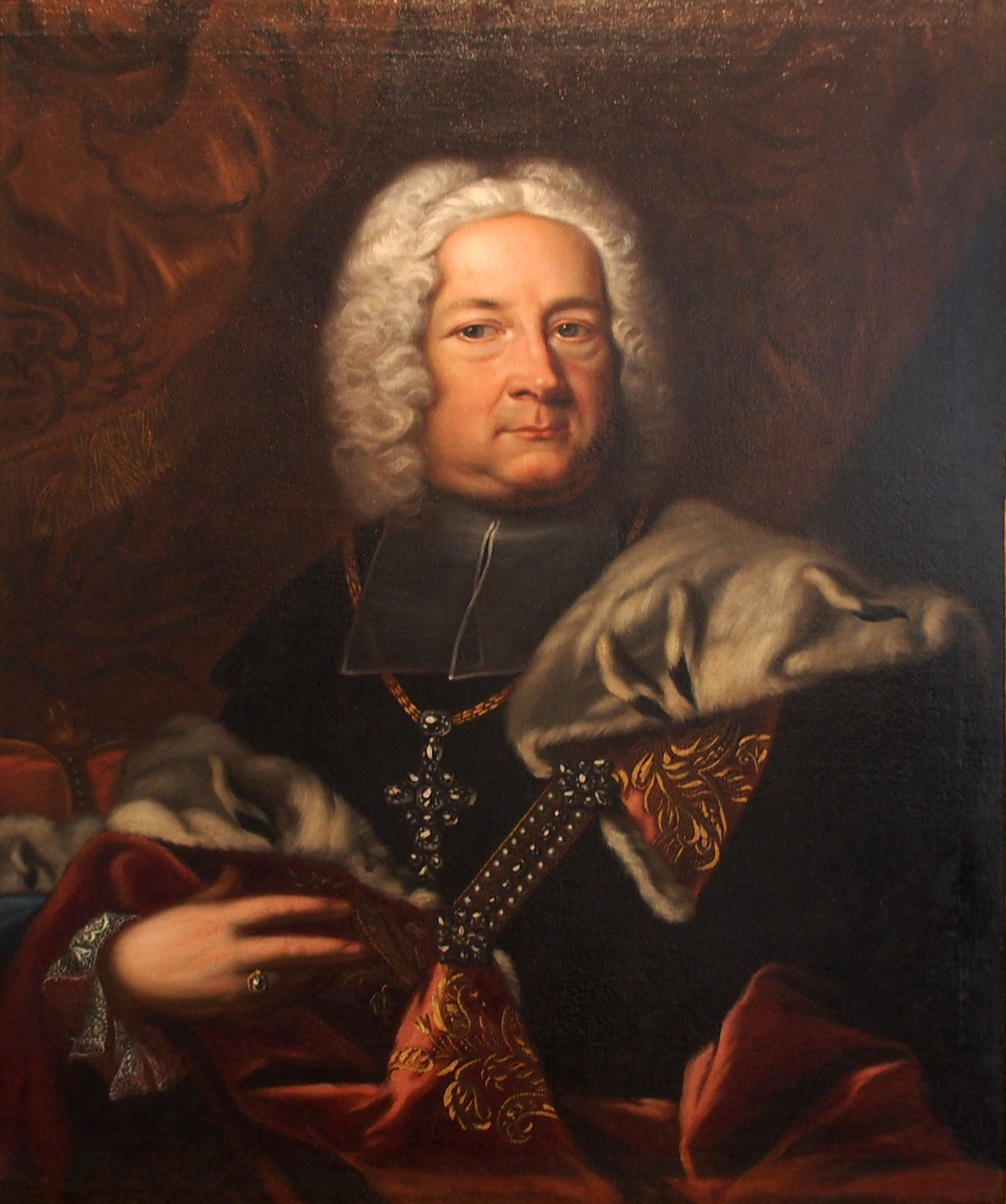
Friedrich Karl von Schönborn-Buchheim (1674–1746), Fürstbischof von Würzburg und Bamberg, Reichsvizekanzler
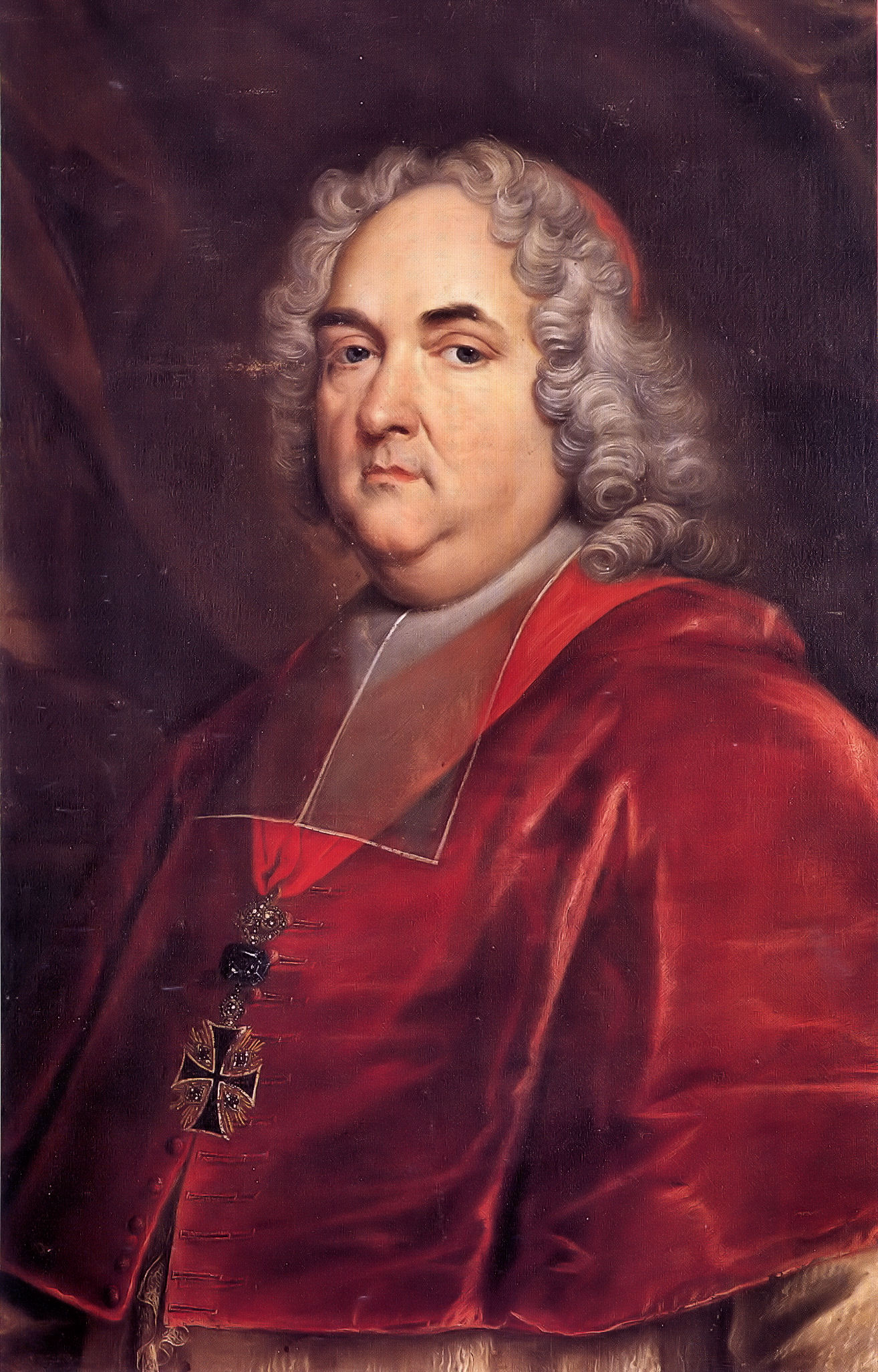
Damian Hugo Philipp von Schönborn-Buchheim (1676–1743), ab 1721 Kardinal und Fürstbischof von Speyer, ab 1740 Fürstbischof von Konstanz
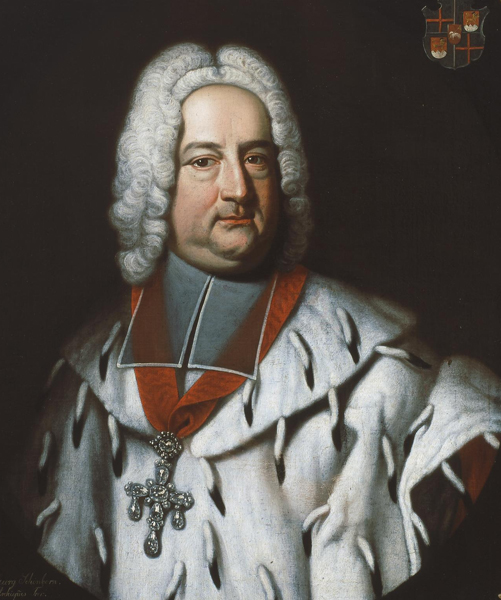
Franz Georg von Schönborn (1682–1756), ab 1729 Kurfürst-Erzbischof von Trier und Fürstabt von Prüm, ab 1732 Fürstbischof von Worms und Fürstpropst von Ellwangen
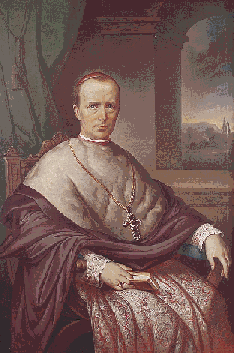
Franziskus von Paula Graf von Schönborn (1844–1899), ab 1883 Bischof von Budweis, ab 1885 Erzbischof von Prag, 1889 Kardinal
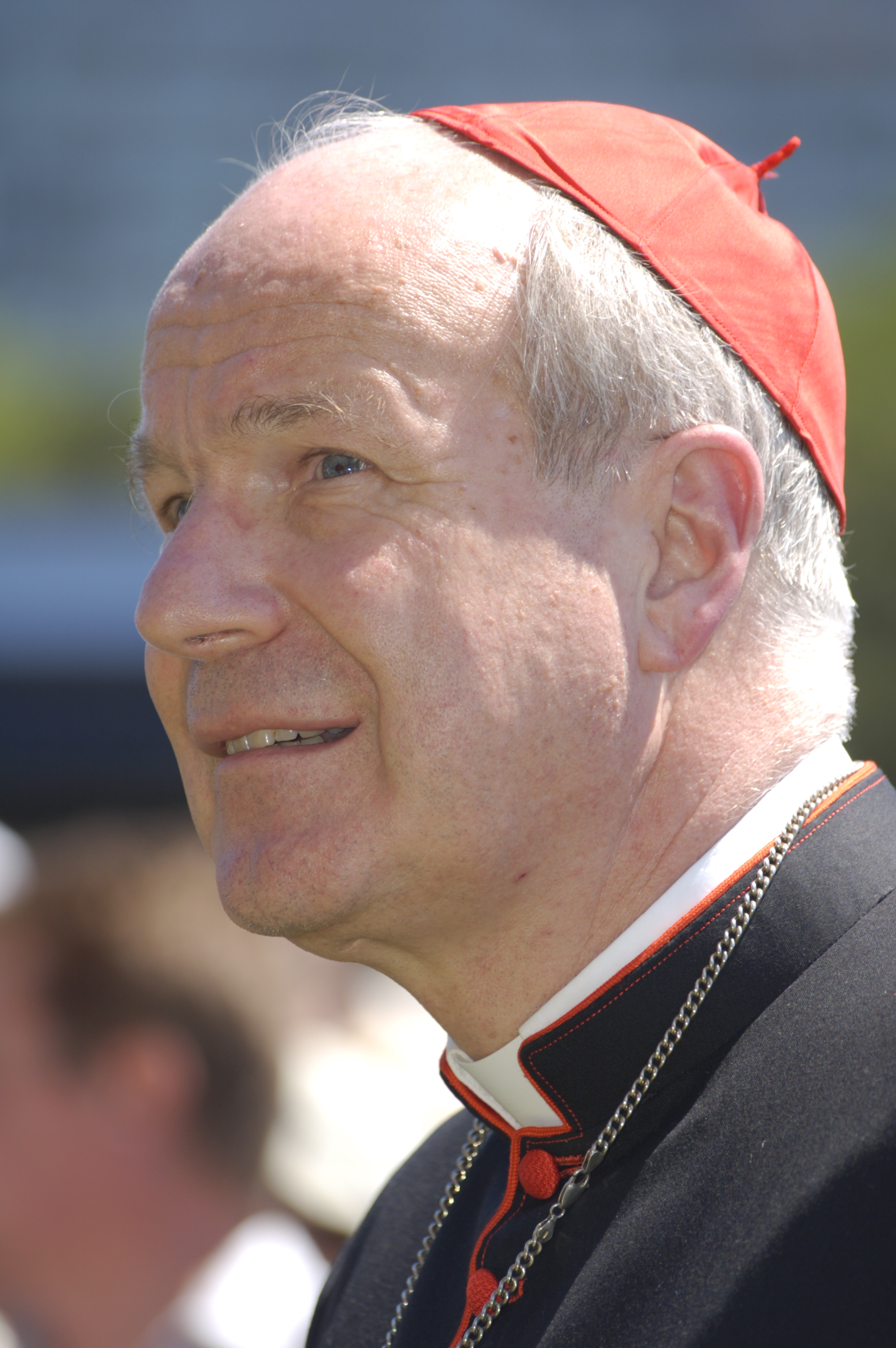
Christoph Schönborn (* 1945), 1995–2025 Erzbischof von Wien, seit 1998 Kardinal

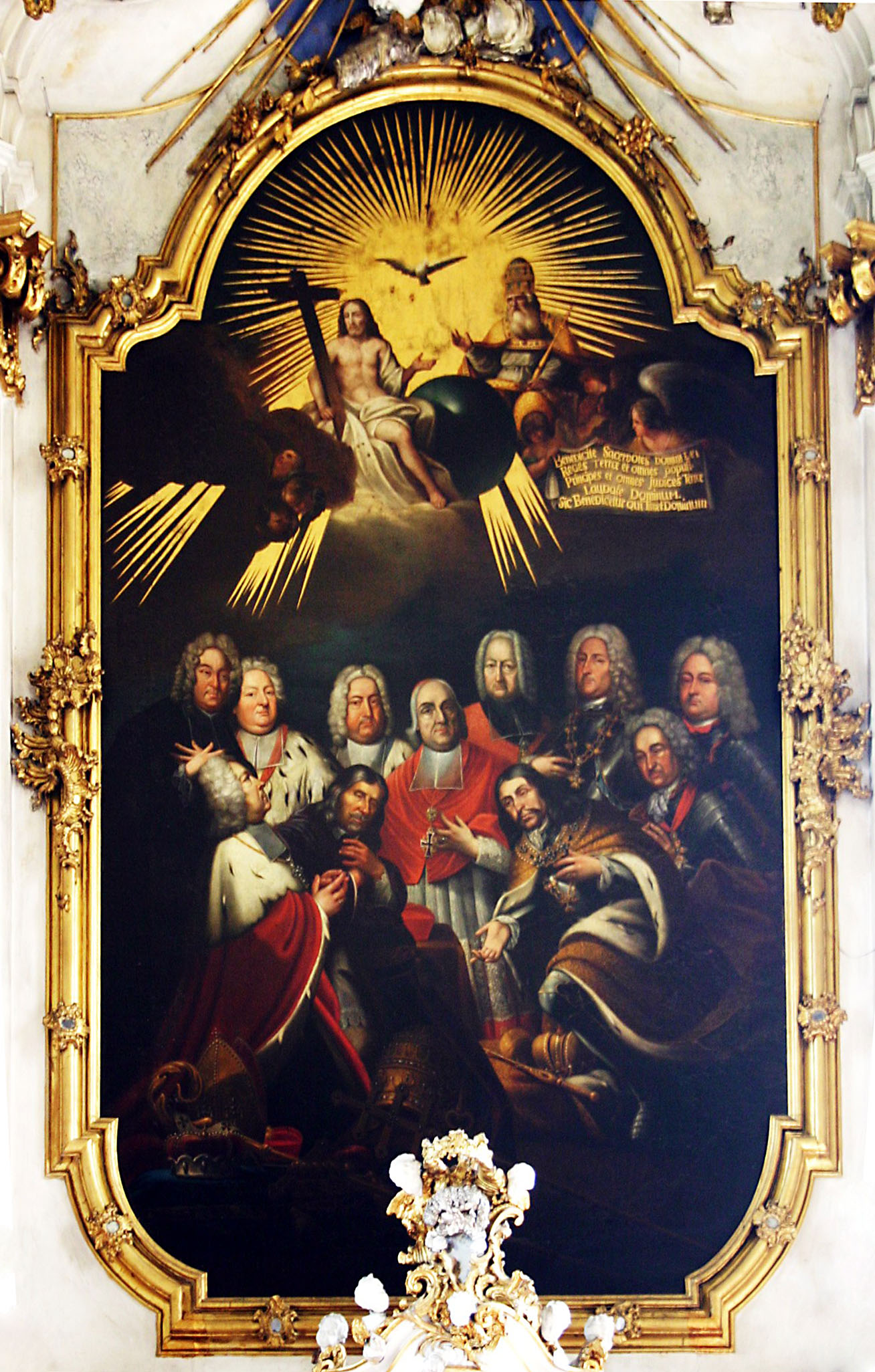
Altarbild von Franz Lippold in der Pfarrkirche Gaibach (um 1745): Drei Generationen des Hauses Schönborn

Das Altarbild in der Pfarrkirche Gaibach zählt als Denkmal der Familie. Es zeigt drei Generationen von männlichen Mitgliedern des Hauses Schönborn, welche in der Reichskirche und im weltlichen Bereich Karriere machten (die im Vordergrund liegenden Insignien dienen als Hinweise auf die geistliche und weltliche Herrschaft, welcher sie dienten – Reichskirche, heiliger Stuhl und Kaiser).
Der Auftraggeber des Werkes, Friedrich Karl von Schönborn (Fürstbischof von Bamberg und Würzburg), kniet als Stifter links im Vordergrund. Hinter diesem eine relativ systematische Darstellung der Angehörigen dreier Generationen. Die Vertreter der ersten Generation (in verbeugender Haltung) links Johann Philipp (Kurfürst von Mainz, Fürstbischof von Würzburg und Worms), rechts Philipp Erwein (Mainzer Oberamtmann). Hinter diesem rechts leicht vorgebeugt dessen Sohn Melchior Friedrich (Mainzer Obermarschall und Vizedom von Aschaffenburg). Hinter diesem wiederum die nächste Generation mit Anselm Franz (ganz rechts hinten, kaiserlicher General) und daneben Rudolf Franz Erwein (Mainzer Vizedom, mit dem Orden vom Goldenen Vlies dargestellt), die beiden Gründer der Linien Wiesentheid und Heusenstamm. Auf der linken Bildseite sind die geistlichen Repräsentanten des Hauses dargestellt. Hinten ganz links außen Johann Philipp Franz (Fürstbischof von Würzburg), daneben Lothar Franz (Bischof von Bamberg und Erzbischof von Mainz), rechts von diesem Franz Georg (Kurfürst von Trier, Fürstbischof von Worms). In der Bildmitte Kardinal Damian Hugo (Fürstbischof von Speyer und Konstanz) und rechts hinter diesem noch Marquard Wilhelm (Dompropst von Bamberg und Eichstätt). In Würzburg gibt es eine im Barockstil gebaute Grabkapelle derer von Schönborn.

## Weitere Besitzungen
Zu den Besitzungen der fränkischen Linie, der Grafen von Schönborn-Wiesentheid, zählen bis heute die Schlösser in Wiesentheid (privater Wohnsitz), Pommersfelden (Schlossmuseum und Gemäldegalerie, Gastronomie und Sommerwohnsitz), das 1650 erworbene Schloss Gaibach (Schule), der 1670 erbaute Schönborner Hof (Mainz), seit 1805 auch Schloss Geisenheim (Weingut und Gastronomie), seit 1806 Burg Hallburg (Weinkellerei und Gastronomie) und seit 1896 die Domäne mit Weingut in Hattenheim. Ferner über 1.600 ha Forstflächen, 900 ha Acker und ca. 90 ha Teiche. Einige der Besitzungen wurden in die Familien-Kulturstiftung Graf von Schönborn-Wiesentheid eingebracht.
Zum Besitz der österreichischen Linie, der Grafen von Schönborn-Buchheim, gehört bis heute Schloss Schönborn (Göllersdorf) in Niederösterreich mit Land- und Forstwirtschaft und einem Golfplatz, Schloss Weyerburg und das Palais Schönborn-Batthyány in Wien. Ein Zweig der Grafen von Schönborn-Buchheim erbte nach dem Aussterben der schwäbischen Grafen von Stadion im Jahr 1908 das Schloss Oberstadion mit Waldgütern in Oberstadion und Thannhausen.
Die böhmische Linie der Grafen von Schönborn besaß bis 1918 das Palais Schönborn (Prag) und bis zur Vertreibung und Enteignung 1945 die Burg Skalka. Dort wurde 1945 der heutige Wiener Kardinal Christoph Schönborn geboren.

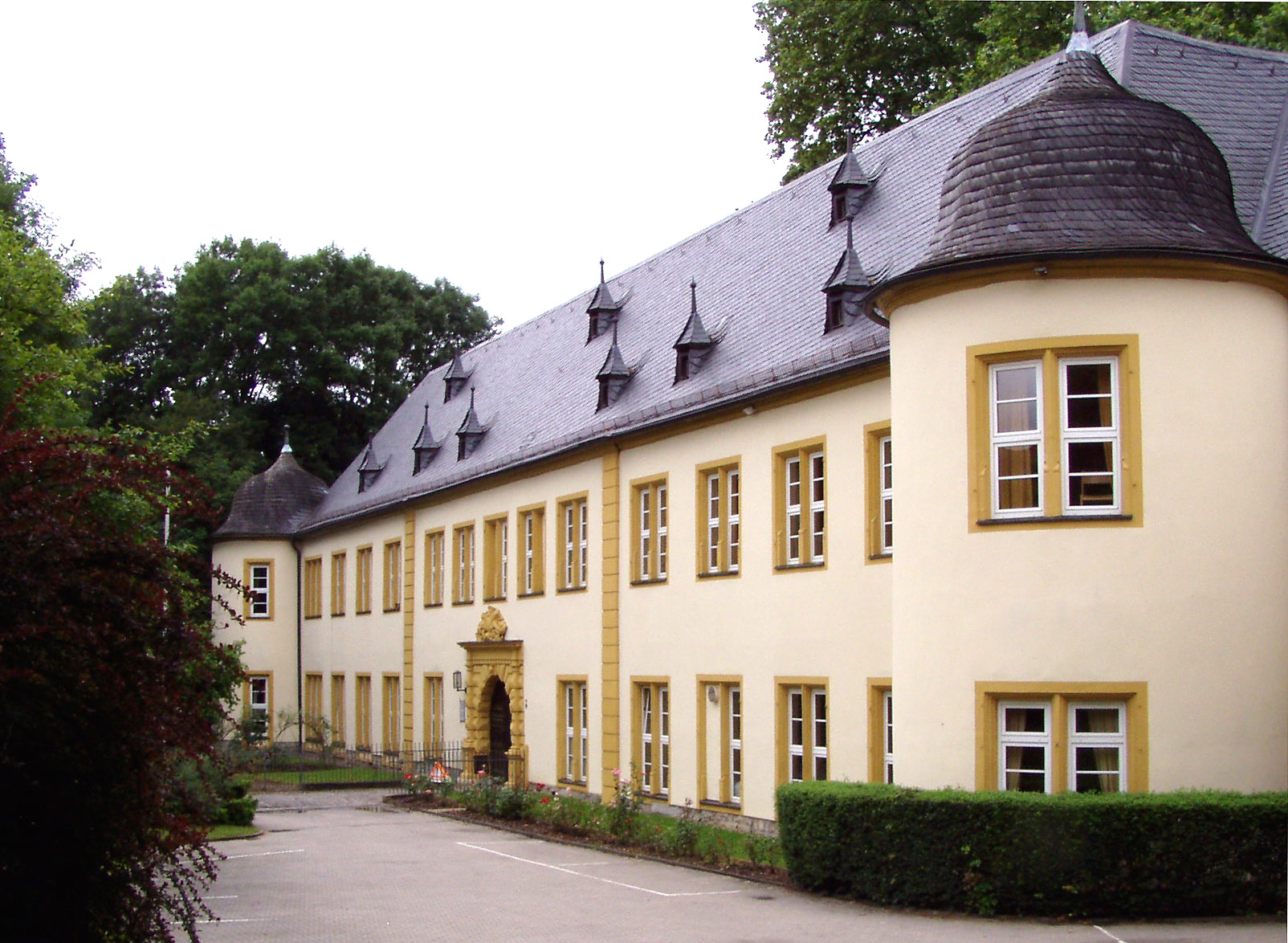
Schloss Gaibach, Unterfranken (seit 1650 im Besitz der Familie)
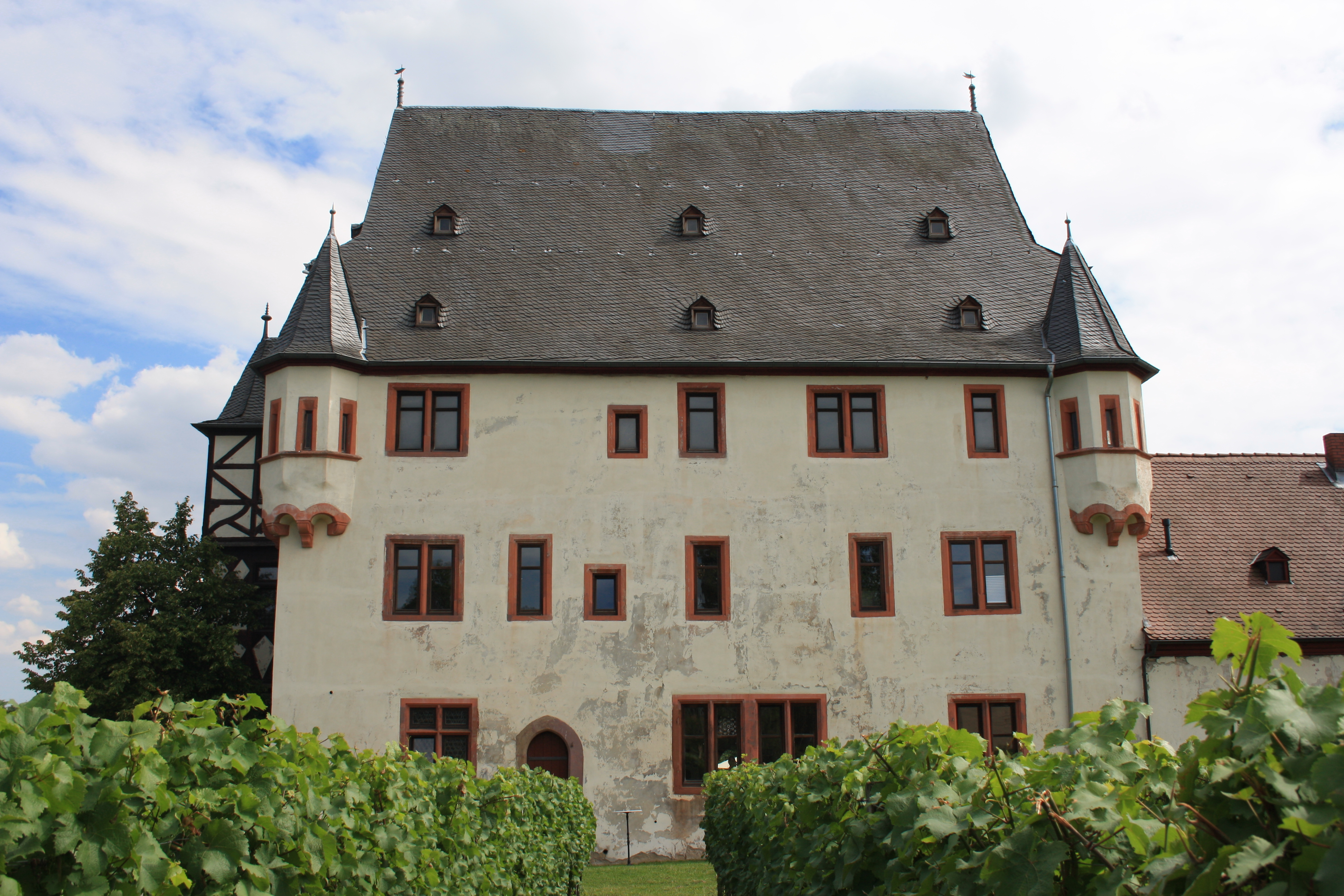
Schloss Geisenheim, Rheingau (seit 1652 im Besitz der Familie)
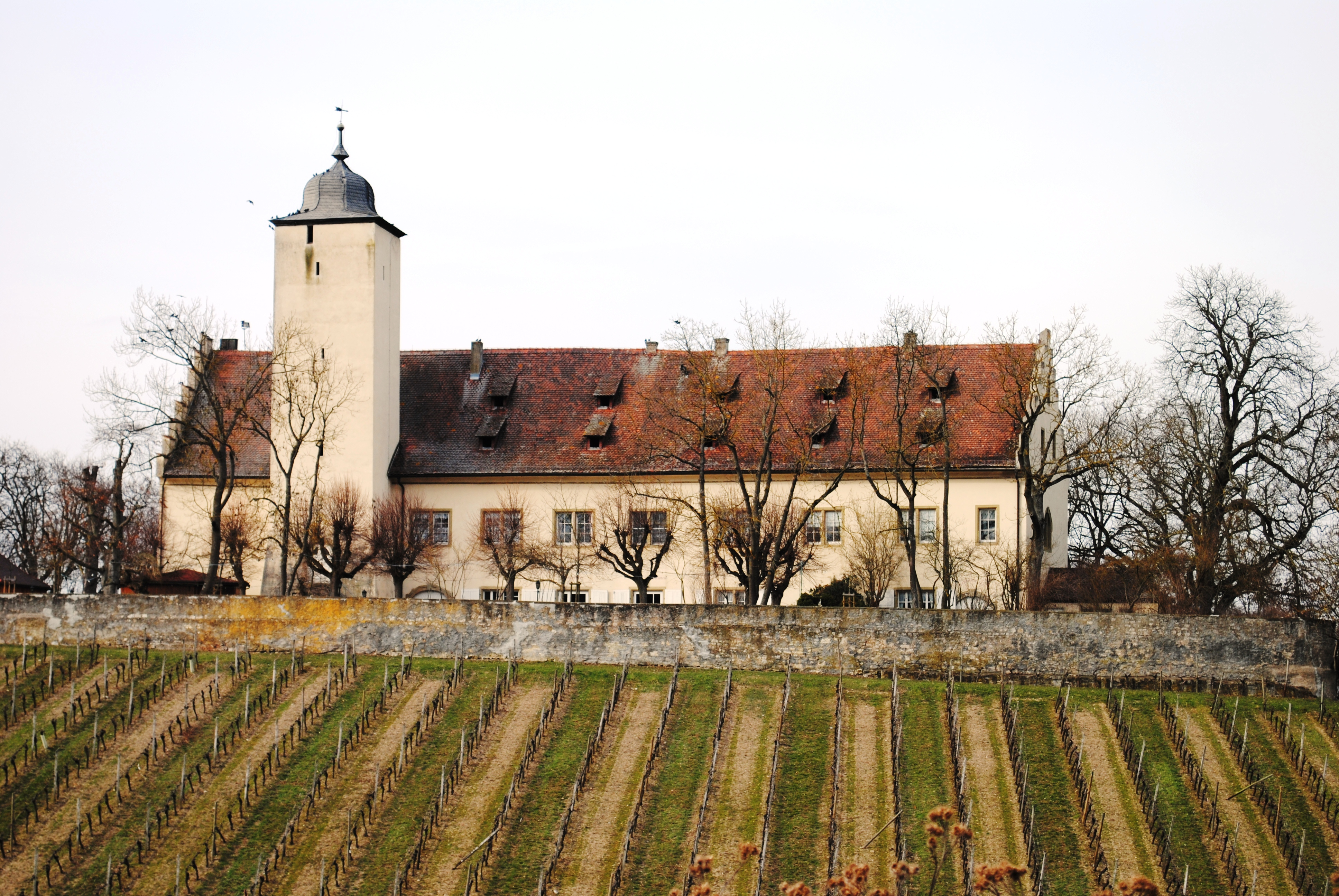
Burg Hallburg (seit 1806 im Besitz der Familie)
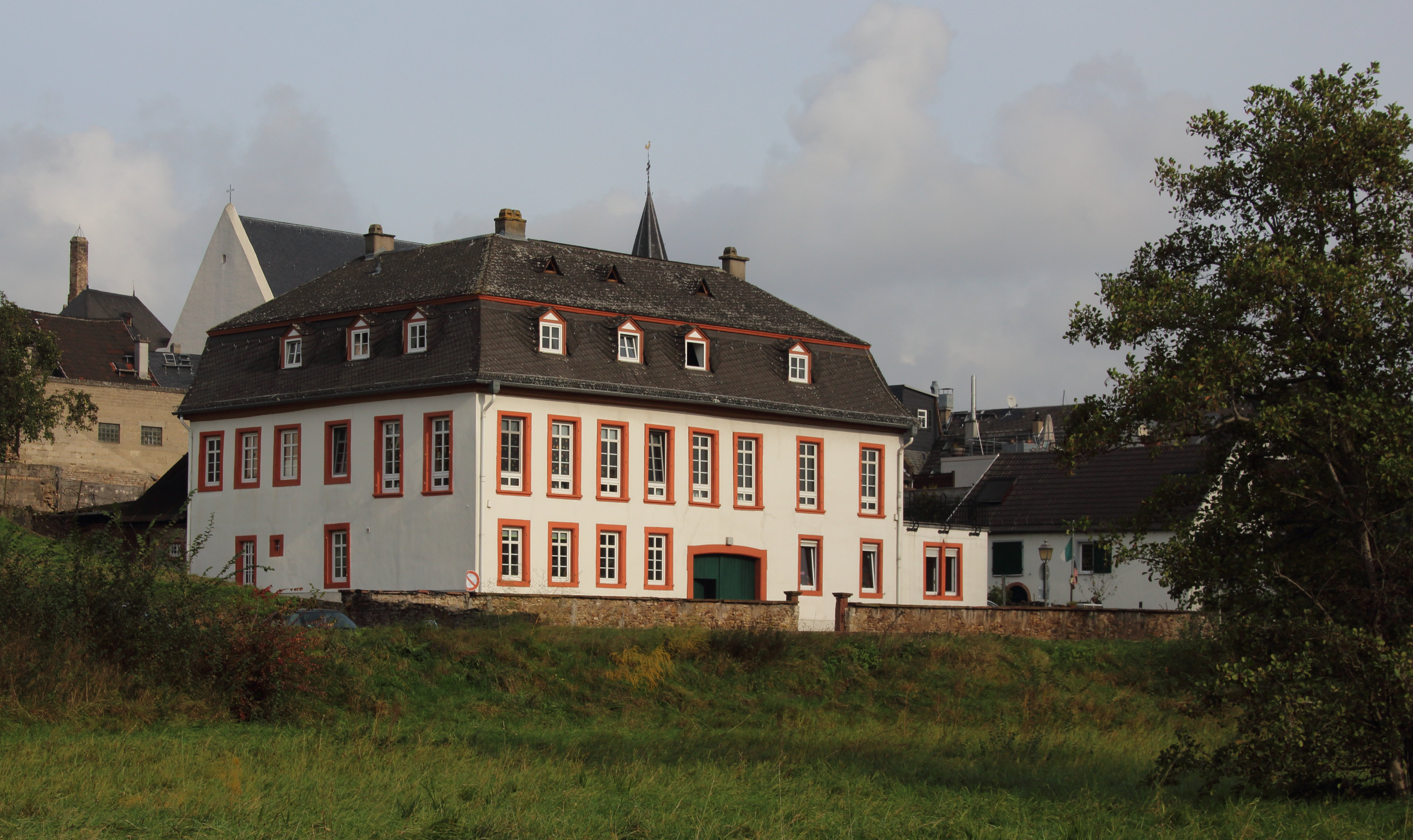
Domänenweingut Hattenheim, Rheingau
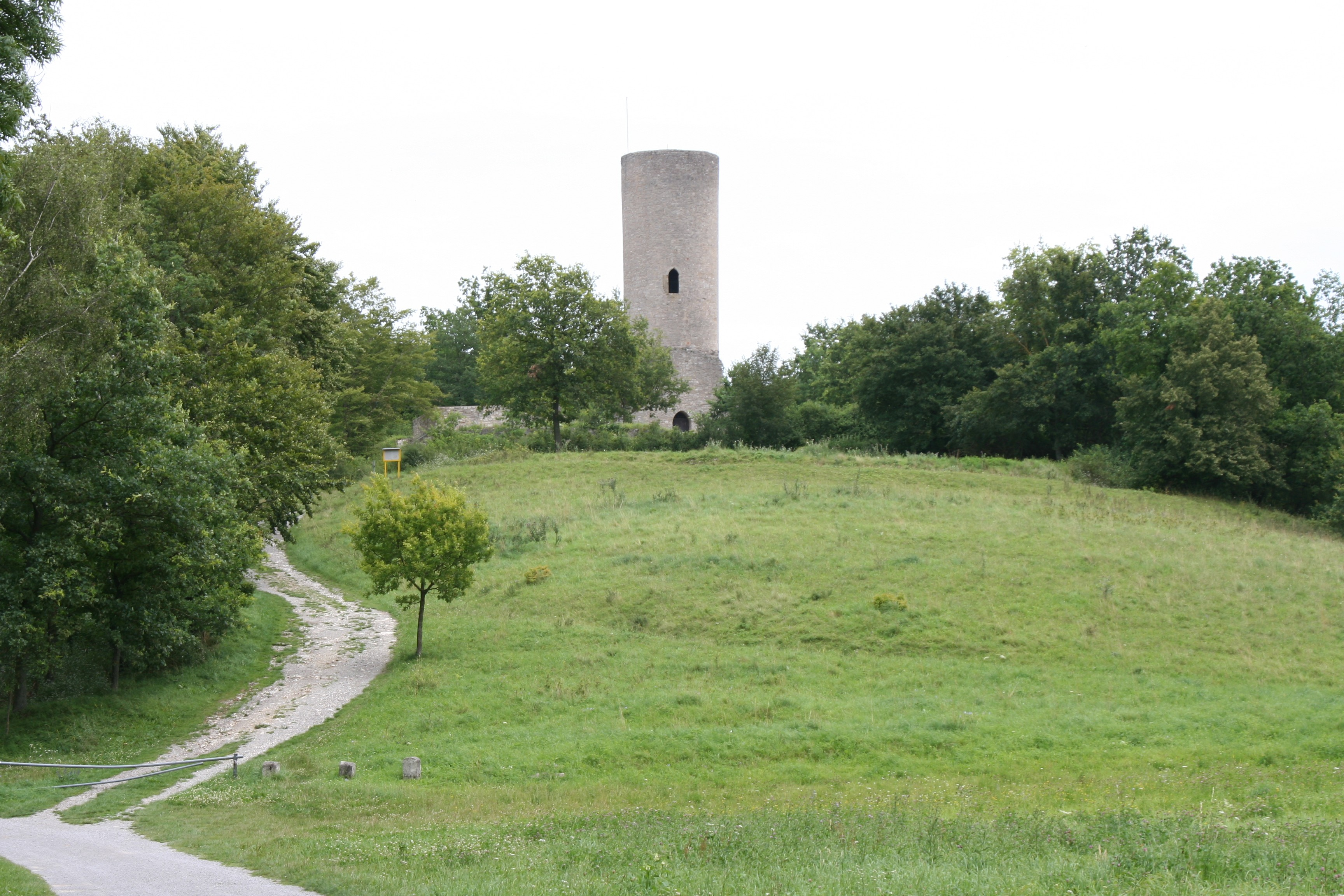
Reichelsburg (ab 1671 im Besitz der Familie)
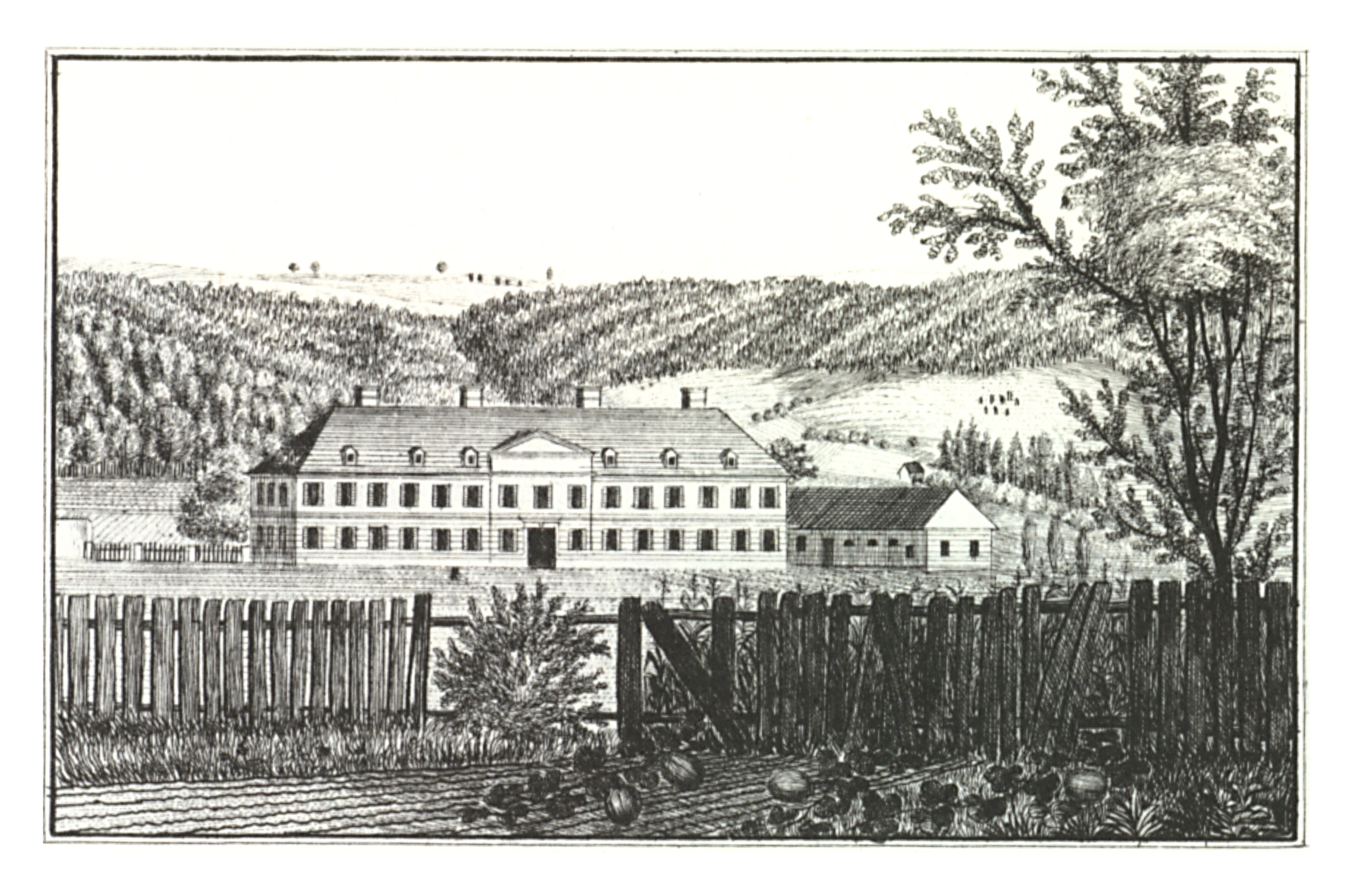
Schloss Arnfels, Steiermark (1701 bis 1912 im Besitz der Familie)
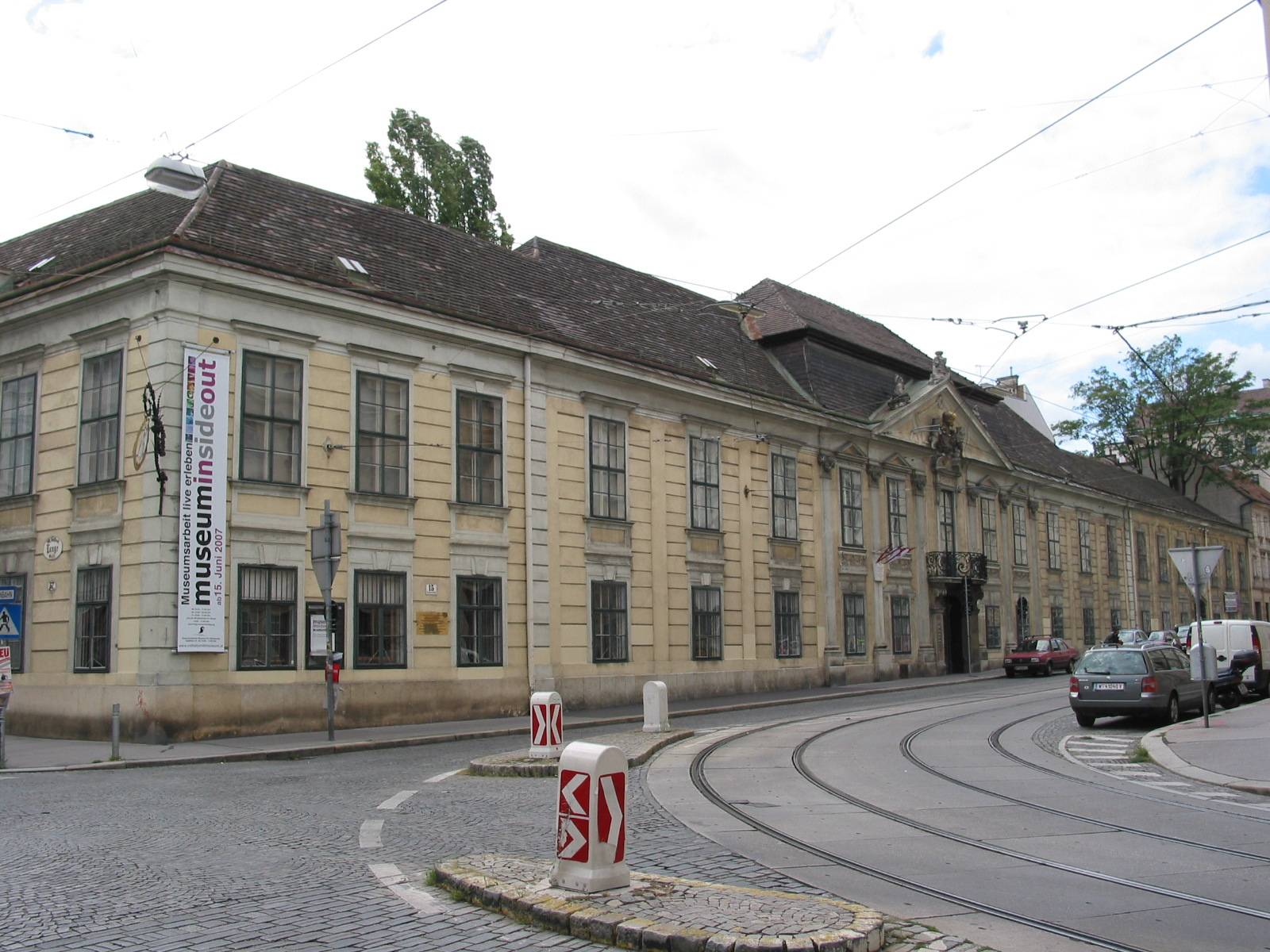
Gartenpalais Schönborn (Wien) (1706–1862 im Besitz der Familie)
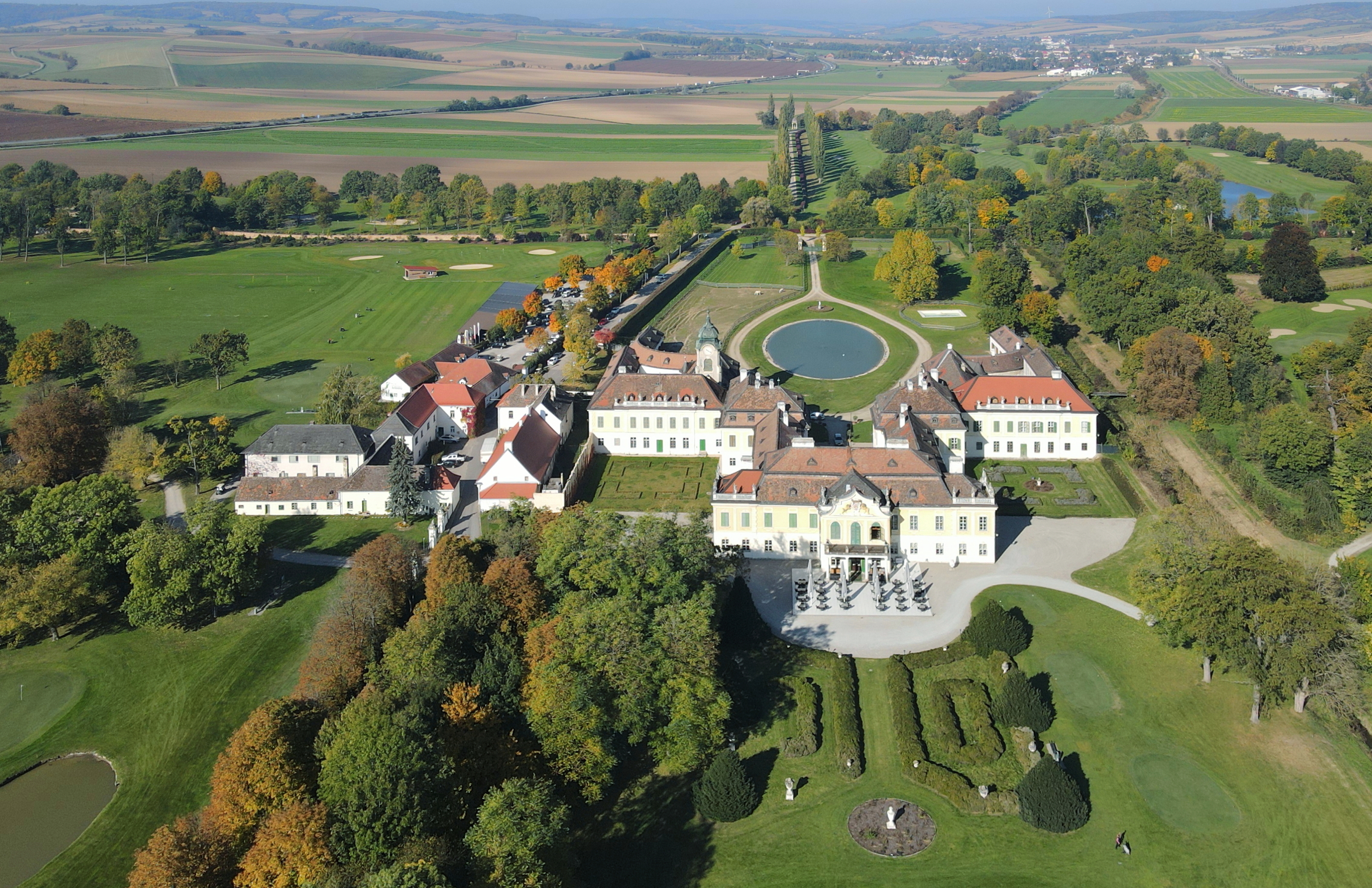
Schloss Schönborn, Niederösterreich (seit 1712 im Besitz der Familie)
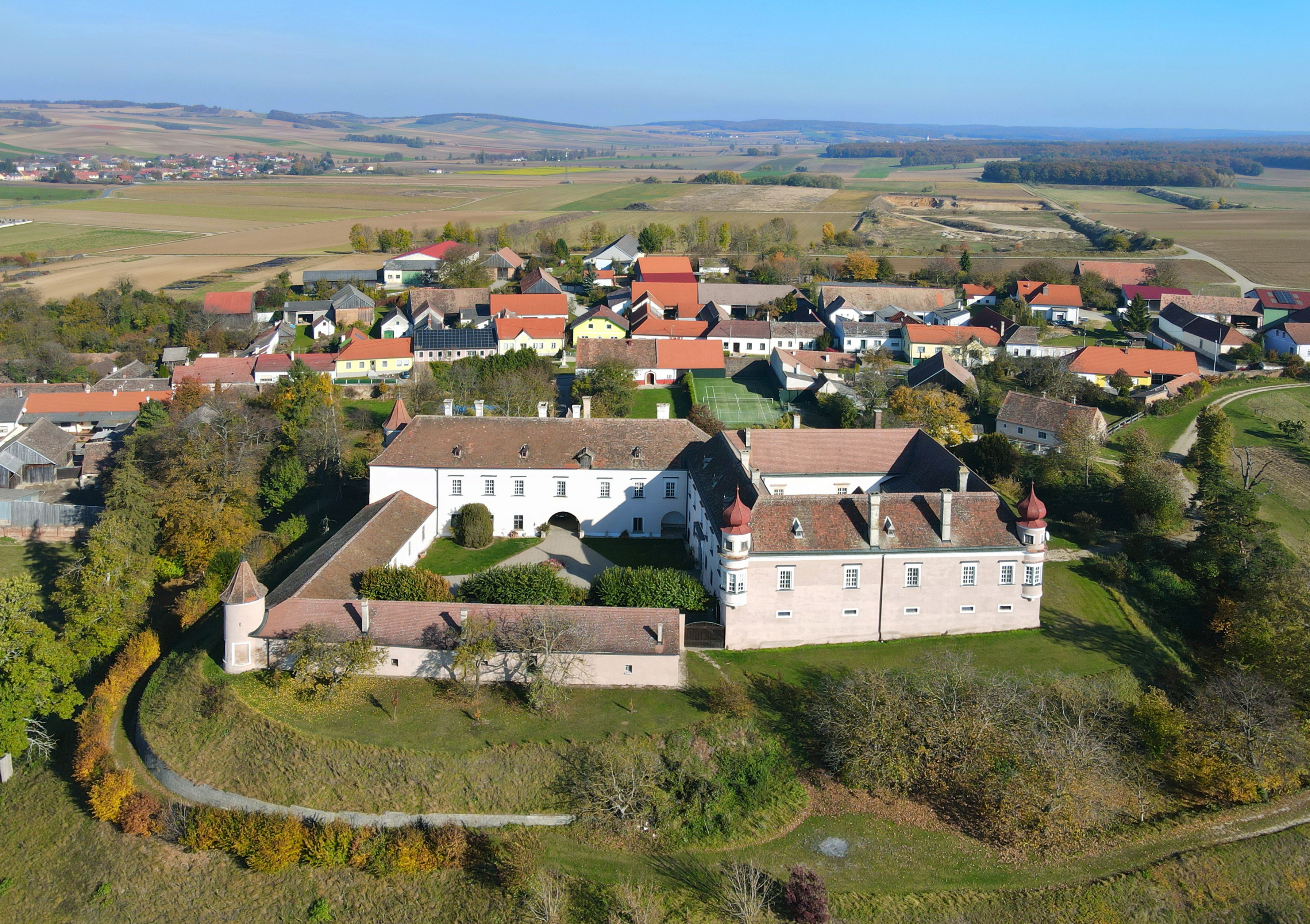
Schloss Weyerburg, Niederösterreich (seit 1714 im Besitz der Familie)
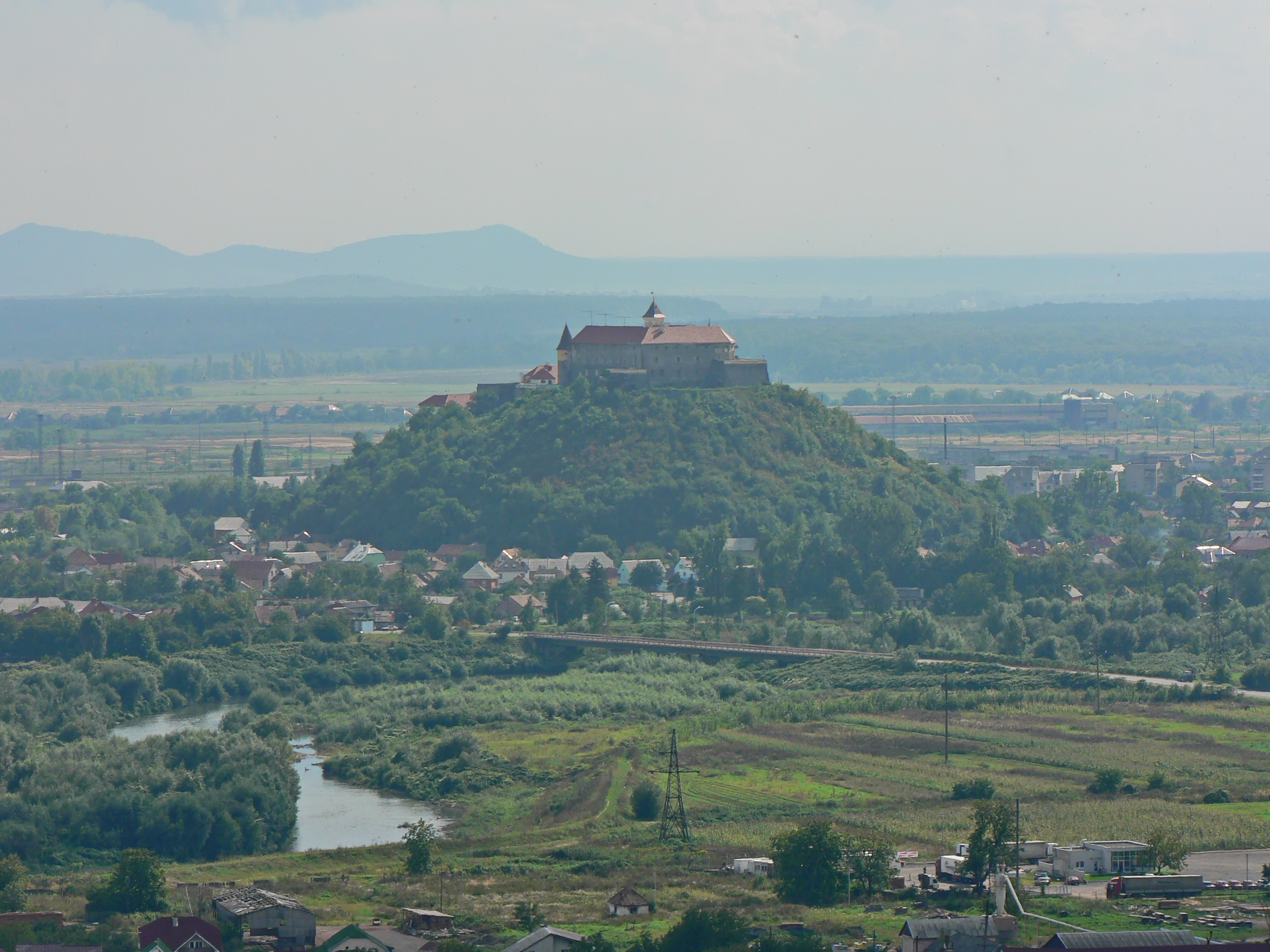
Burg Palanok (Munkács im Königreich Ungarn, heute Ukraine), ab 1726 im Besitz der Familie
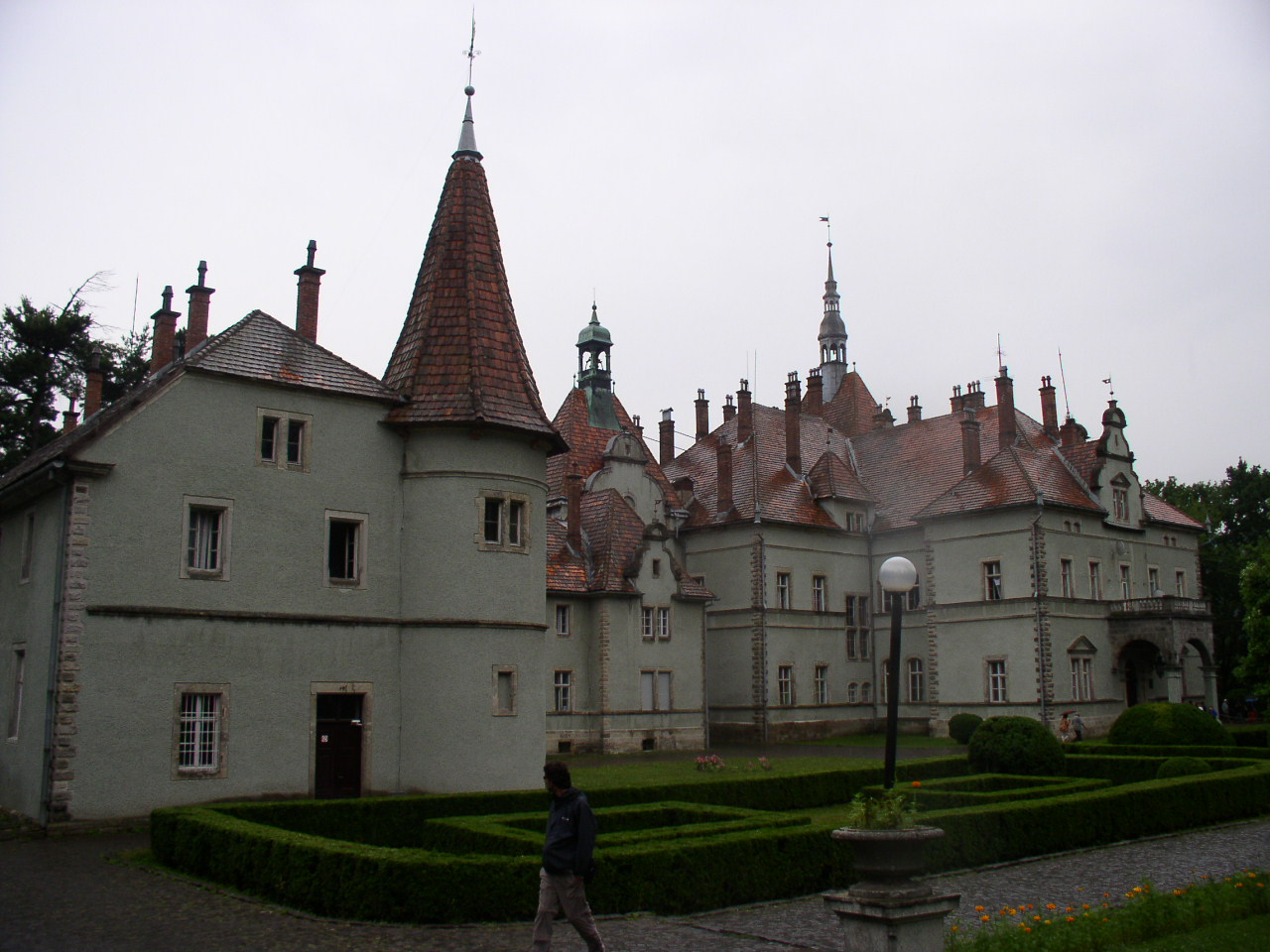
Schloss Tschynadijowo (Szentmiklós im Königreich Ungarn, heute Ukraine), ab 1726 im Besitz der Familie
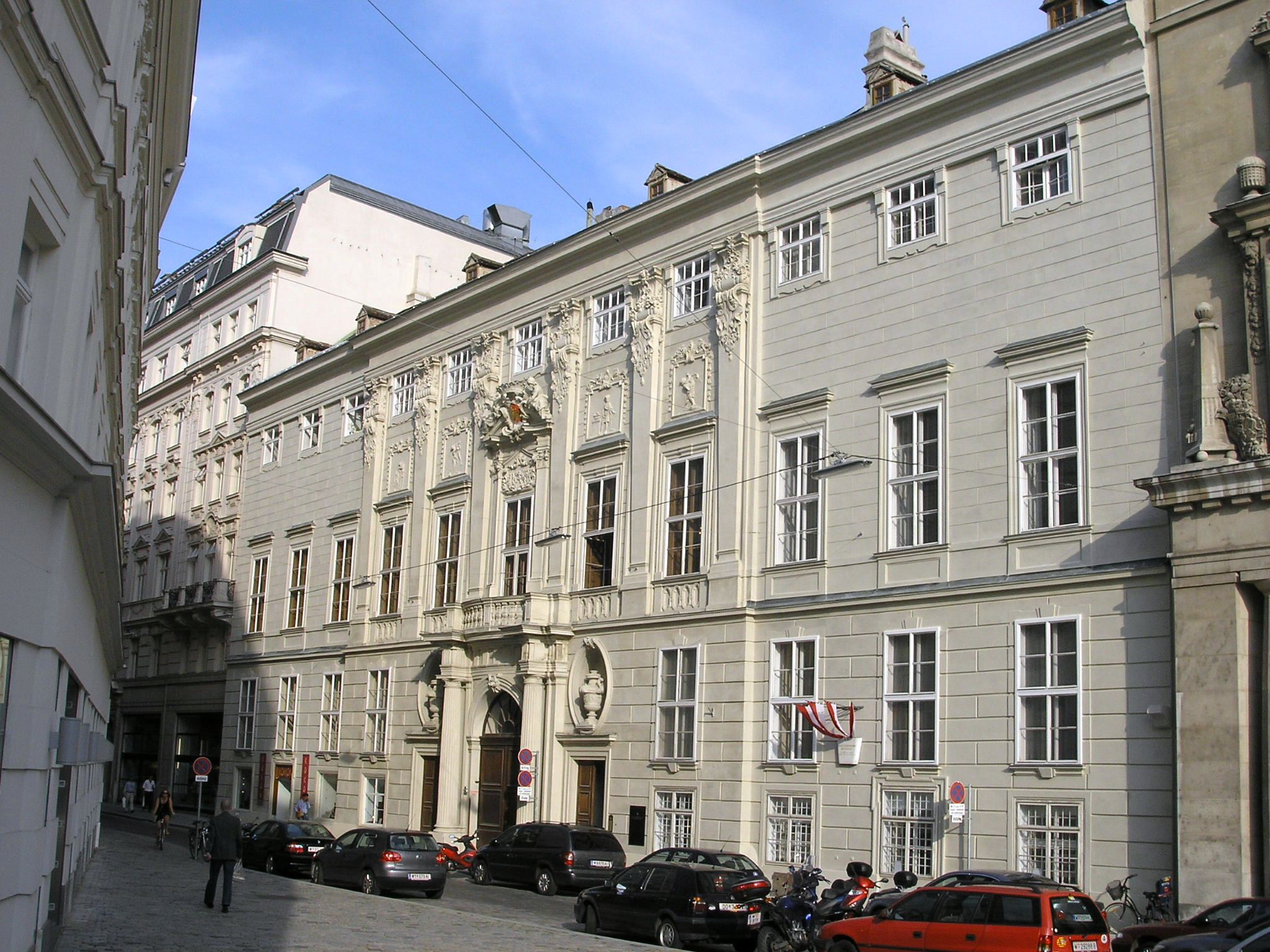
Palais Schönborn-Batthyány, Wien (seit 1740 im Besitz der Familie)
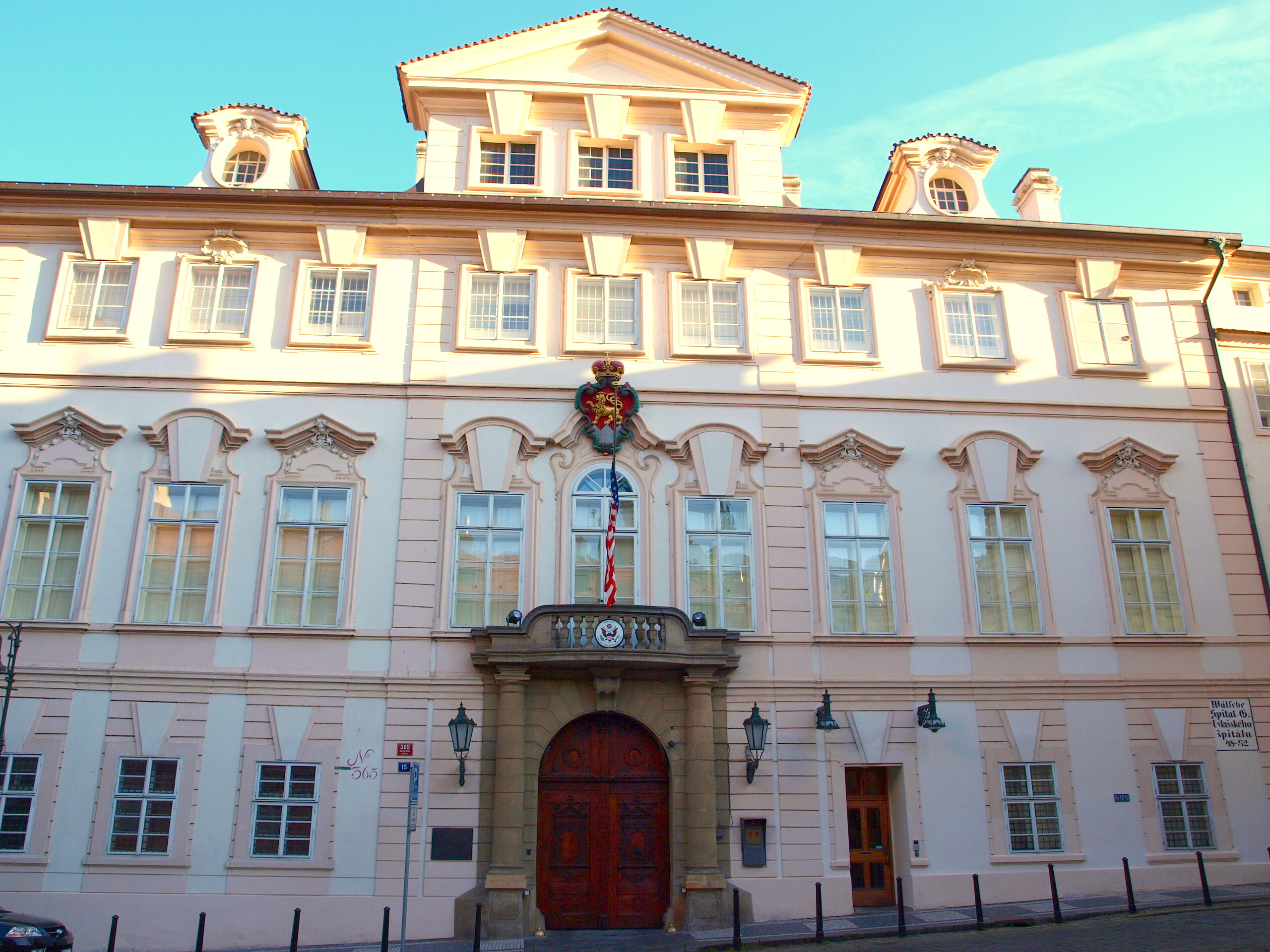
Palais Schönborn (Prag) (ab 1794 bis 1918 im Besitz der Familie)
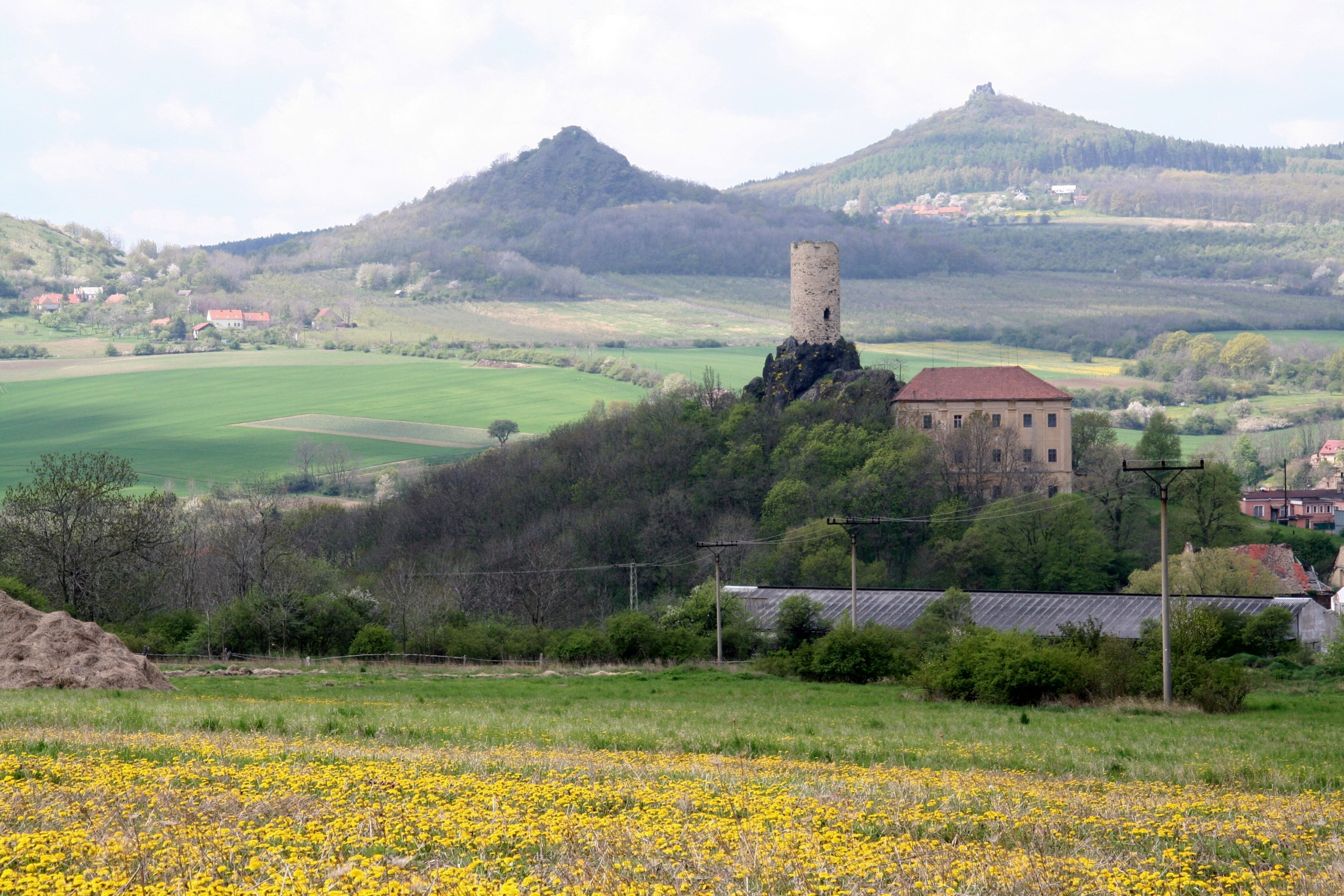
Burg Skalka, Böhmen (1796 bis 1945 im Besitz der Familie)